# Guerra antisubmarina

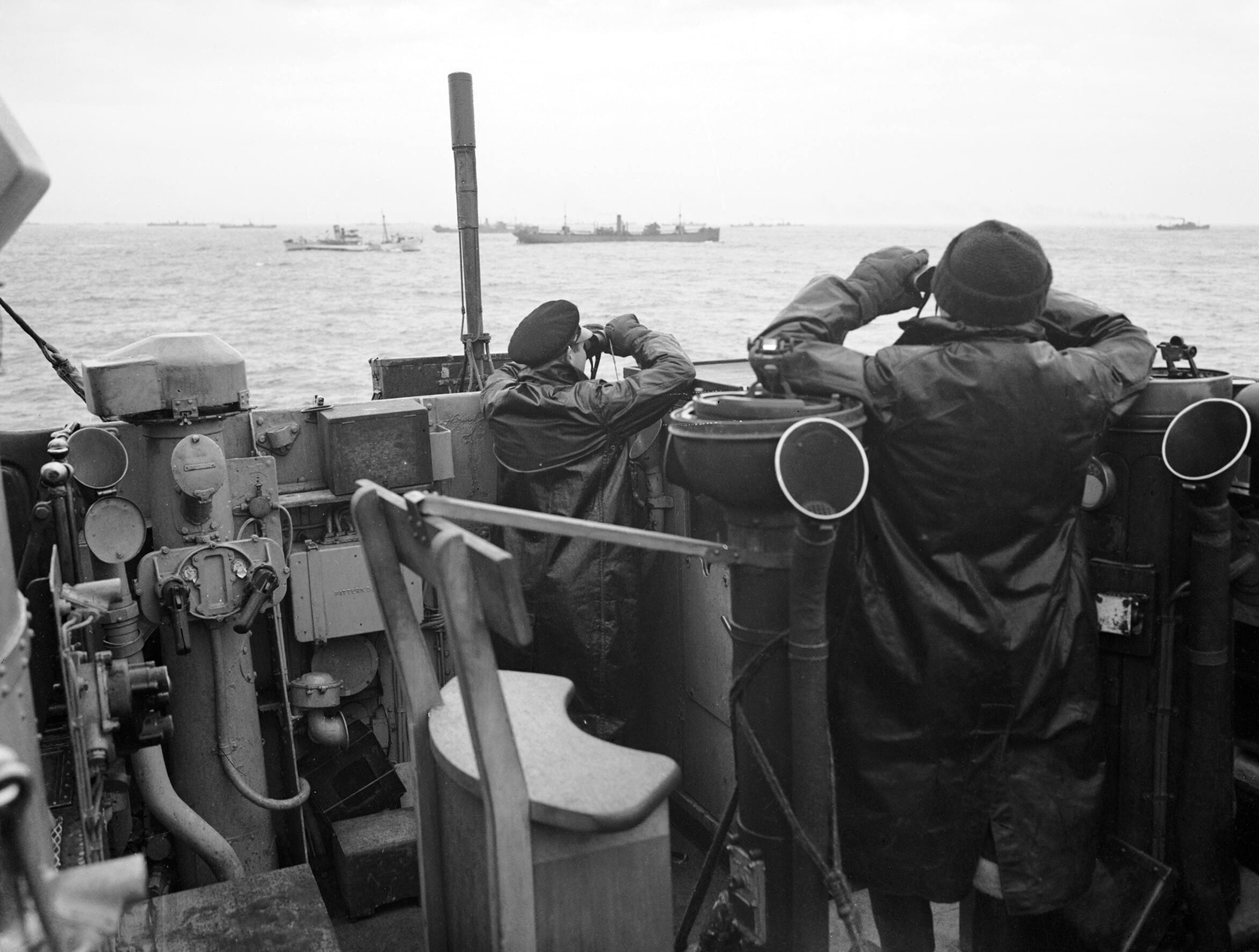
Oficiales en el puente de un destructor en labores de escolta de convoy vigilando la posible aparición de submarinos enemigos durante la batalla del Atlántico, octubre de 1941.

La guerra antisubmarina, abreviada como ASW (siglas de anti-submarine warfare en inglés), es una rama de la guerra naval en la que se usan buques de guerra, aeronaves u otros submarinos para rastrear, encontrar y dañar o destruir submarinos enemigos.
Como muchas formas de guerra, el éxito de la guerra antisubmarina depende de una mezcla de tecnología de sensores y armas, entrenamiento, experiencia y suerte. Un elemento clave de la ASW es el equipamiento de sonar sofisticado para una primera detección, localización y rastreo del submarino objetivo. Para destruir los submarinos se usan torpedos y minas, lanzados desde plataformas aéreas, de superficie y submarinas. A lo largo de la historia se han empleado otros medios de destrucción que han quedado obsoletos. La guerra antisubmarina también concierne la protección de barcos amigos.

## Historia
Los primeros ataques a un buque por otro sumergible se cree que fueron durante la guerra de Independencia de 1776, utilizando lo que ahora se llamaría mina y entonces se le llamaba torpedo, a pesar de los diversos intentos de construcción de submarinos que se habían hecho antes. El primer torpedo propulsado se inventó en 1863 y fue instalado en embarcaciones de superficie. El primer submarino con un torpedo fue el II Nordenfeld construido en 1886, aunque se había propuesto anteriormente. En la guerra ruso-japonesa de 1904-5 el submarino fue una importante amenaza. En el inicio de la Primera Guerra Mundial había cerca de 300 submarinos en servicio. Los buques fueron construidos con una banda de blindaje adicional como protección contra torpedos.

### Guerra civil de los Estados Unidos
En agosto de 1863 el Hunley zarpó de Charleston para atacar al USS Housatonic, un barco de 1200 toneladas y 12 cañones que patrullaba a cinco millas de costa. Un torpedo hundió al USS Housatonic pero el Hunley, se cree que a causa de la propia explosión del torpedo, se hundió llevándose al fondo a toda su tripulación. Al Hunley le cabe el honor de ser el primer submarino que efectuó un ataque en inmersión y también el perdido en combate.

### Guerra ruso-japonesa
La guerra ruso-japonesa fue el primer conflicto en el que participaron los submarinos. Con el inicio de la guerra Rusia dispuso que sus submarinos fueran llevados desde el Báltico a Extremo Oriente por tren. Así se formó en Vladivostock una unidad de submarinos, juntando a toda prisa unidades construidas en Rusia y los submarinos comprados a EE.UU. de la clase Holland y clase Lake. En enero de 1905 ya estaban preparados, a falta de que llegaran sus torpedos. La primera misión con armamento no pudo realizarse hasta el 13 de marzo de 1905.[cita requerida]
Los rusos planeaban emplear sus submarinos para controlar los estrechos de Corea y Tsungaru, atacando el tráfico comercial japonés y los buques de guerra que encontrasen. Pero la realidad demostró que con su autonomía no era posible alcanzar por sus medios esos lugares de patrulla, así que se propuso que fueran remolcados amparados en la noche por cruceros rusos hasta llegar a su punto de destino. Pero esos planes se abandonaron, asignando los submarinos a misiones de vigilancia cercanas a Vladivostock.[cita requerida]
En mayo los submarinos Delfin, Kasatka y Som realizaban una misión de patrulla y se encontraron a destructores japoneses a unos 70 km de Vladivostock). Los japoneses al verlos abrieron fuego y rompieron contacto. Como consecuencia los japoneses conocieron la existencia de los submarinos enemigos y, lo más importante, que podían actuar en alta mar. Evidentemente se tomaron medidas para evitar a los submarinos rusos.
Cuando los acorazados japoneses Hatsus y Yashima chocaron con minas en abril frente a Port Arthur, los japoneses creyeron ser atacados por submarinos rusos. Todo el escuadrón japonés comenzó a disparar al agua. El pánico se debió a que los japoneses estaban al tanto de la presencia de submarinos rusos en Port Arthur. Sin embargo estos eran anticuados y en mal estado y apenas pudieron hacer algo.[cita requerida]
Al finalizar la guerra en septiembre de 1905 los rusos ya tenían 13 submarinos en Vladivostock, aunque solo dos o tres podían operar simultáneamente por los continuos problemas técnicos. El teatro de operaciones del Lejano Oriente era muy distinto al Báltico, donde la corta distancia de crucero no era un problema. Además los submarinos fueron enviados de forma apresurada al Lejano Oriente con equipos poco o nada entrenados, y una vez en el Pacífico fueron utilizados extremadamente mal. Los submarinos no estaban bajo una sola dirección, las bases necesarias para ellos no existían, ya que en otros lugares aparte de Vladivistock no había muelles ni puntos donde pudieran rearmarse y repistar. Todo esto, unido a la falta de organización para el uso de combate de los submarinos, redujo al mínimo su participación en la guerra.[cita requerida]
El Almirantazgo ruso llegó a la conclusión de que un submarino era un arma defensiva de valor muy limitado. Ello pasó factura y a comienzos de la primera guerra mundial el arma submarina rusa se encontraba muy retrasada con respecto al resto de paises. Al no poder los rusos emplear de modo ofensivo sus submarinos como deseaban nada hizo cambiar en otros países el pensamiento general de emplear los submarinos en tácticas defensivas.[cita requerida]

### Primera Guerra Mundial
Aunque no estaba claro como emplear el submarino y se le veía como algo parecido a un destructor algunos almirantes si intuían el potencial ofensivo y solicitaron investigar contramedidas. Los ingleses en 1901 llevaron a cabo experimentos en la escuela de torpedos, intentando dañar un sumergible con cargas submarinas. En 1902, el HMS Holland Nº1 se utilizó como objetivo con cargas explosivas reales. Se descubrió que el barco no sufrió daños cuando una carga de algodón pólvorade 91 kg explotó a una distancia de 73 m. Dado que no se conocía como localizar un submarino sumergido se concluyó que era efectivamente imposible atacar a estas naves estando sumergidas. Los destructores corrían mayor riesgo en las pruebas debido a las cargas experimentales lanzadas desde la popa, pero en aquella época era imposible transportar más de dos cargas.
Durante la Primera Guerra Mundial los submarinos fueron una amenaza importante, aunque ninguna potencia tenía claro al principio cómo utilizarlos, ya que se trataba de un arma muy novedosa. Operaron en el mar Báltico, mar del Norte, mar Negro y el Mediterráneo, así como en el Atlántico Norte. Anteriormente se habían limitado a aguas relativamente tranquilas y protegidas. Los buques utilizados para luchar contra ellos eran una serie de pequeños buques de superficie rápidos. Como contramedida a los submarinos los destructores inicialmente solo contaban con su velocidad y armamento para atacar antes de que se sumergieran, empleando artillería o abordándolos. Los destructores eran un blanco difícil para los torpedos por su escaso calado y maniobrabilidad. La necesidad de atacar a los submarinos en inmersión hizo que en poco tiempo los destructores vieran reforzadas sus proas para los abordajes y su equipamiento incorporara con el tiempo cargas de profundidad e hidrófonos. La amenaza submarina significó que gran parte de las unidades ligeras aliadas (destructores, torpederos, contratorpederos, avisos, mercantes armados, etc.) acabaron pasando la mayor parte del tiempo en misiones de patrulla antisubmarina y escolta. Los destructores británicos de la clase W eran considerados al final de la guerra como lo más avanzado de la época en buque antisubmarino, incorporando todos los avances y lecciones de cuatro años de guerra.
Entre todos los tipos de submarino los mejores eran los alemanes. Alemania usó tres tipos: oceánico (U) y otros más pequeños para operaciones costeras (UB y UC). El U podía alcanzar 17 nudos en superficie y 8 sumergido, armado con un cañón de 10,5 cm y entre doce y dieciséis torpedos. El UB fue diseñado específicamente para operar en las costas británicas y lograba 13 nudos en superficie y 8 en inmersión, armado con un cañón de 8,8 cm y diez torpedos. Los UC eran minadores que daban 11 nudos en superficie y 7 bajo el agua, armados con un cañón de de 8,8 cm, 7 torpedos y 18 minas. La eficacia del submarino minador hizo que los ingleses lo copiaran. Alemania durante la guerra incorporó los últimos avances y las lecciones que dejaba la experiencia de combate.
Los submarinos aliados no resultaron una amenaza al ser Alemania una potencia continental y ser embargados prácticamente todos sus buques mercantes en los primeros días de guerra. Por tanto los submarinos franceses, británicos o rusos tuvieron pocas oportunidades.

#### Atlántico
Antes de la guerra se contemplaba el uso del submarino como arma defensiva. En los primeros meses el uso alemán del submarino se limitó al ataque contra otros buques de guerra, sin embargo la política de bloqueo del Gobierno británico forzó a la flota alemana a emplear sus submarinos contra los barcos mercantes. Alemania declaró zona bélica las aguas alrededor de las islas británicas y declaró la guerra submarina sin restricciones en esa zona.

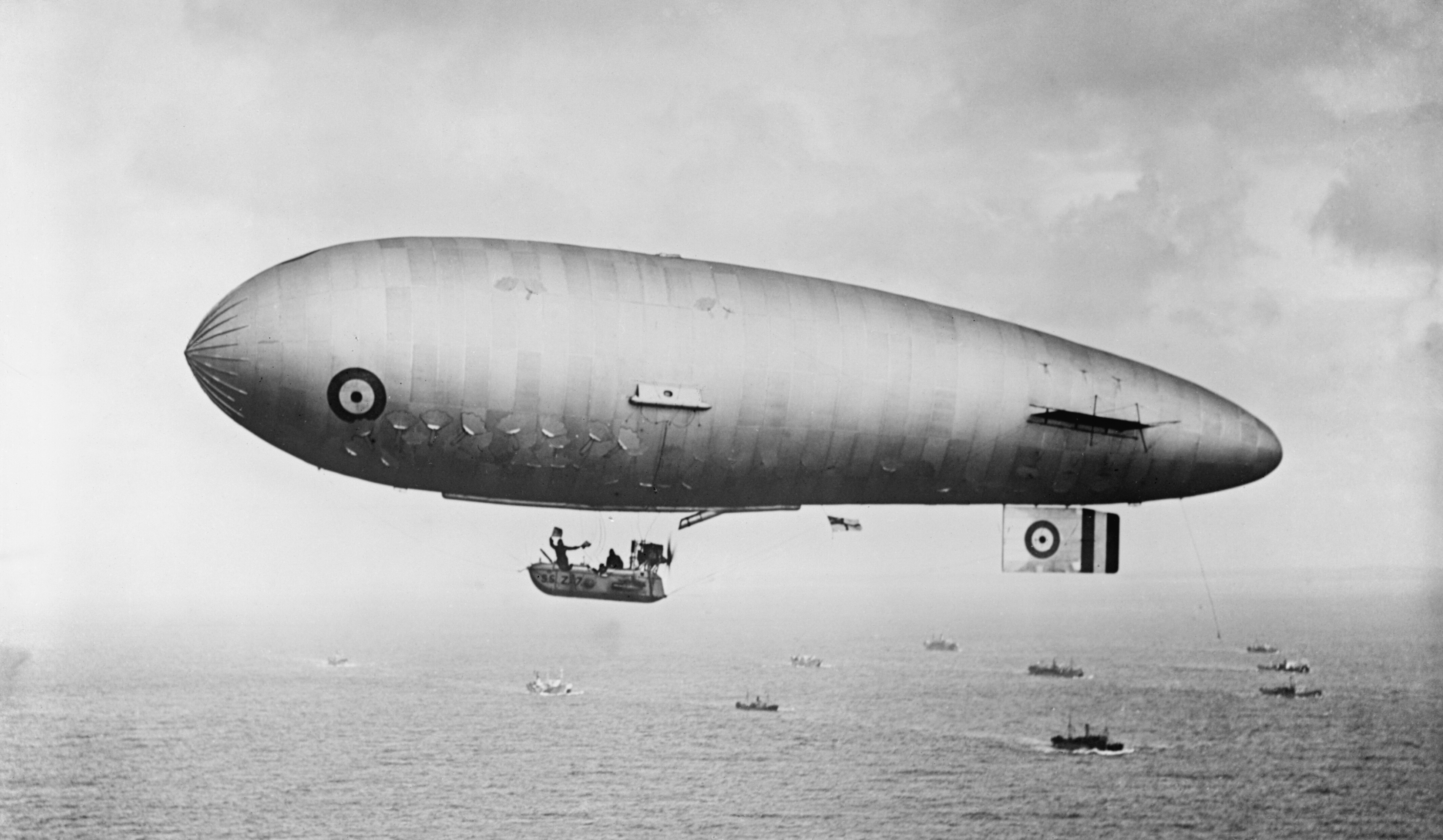
Dirigible británico escoltando un convoy

La lucha antisubmarina se basó principalmente en la necesidad que tenían los submarinos de navegar en superficie para recargar las baterías o recorrer distancias largas. La primera medida para proteger a los buques de guerra fueron redes metálicas colgadas de los costados de los buques de guerra, como defensa contra torpedos. Las redes también se colocaron a la entrada de las bases navales para impedir el paso de submarinos enemigos. Los buques de guerra británicos fueron equipados con un espolón para atacar submarinos, ya que aparte de embestirlos no había tacticas o armas antisubmarina s. En septiembre de 1914 la Royal Navy se dio cuenta del peligro de los submarinos cuando el U-9 hundió tres cruceros que navegaban confiados en que el mal tiempo impedía navegar a los submarinos alemanes. La consecuencia fue que la Royal Navy ordenó a sus barcos navegar en zigzag, acompañados por destructores y con la orden de no rescatar a los náufragos de barcos torpedeados, de eso se encargarían los destructores o los patrulleros.

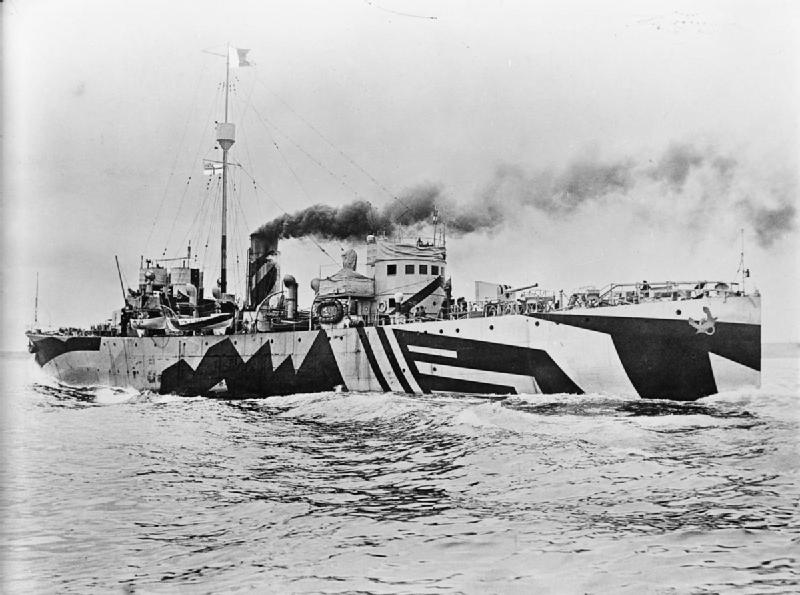
HMS Rocksand, pintado con el esquema de pintura creado por artista Norman Wilkinson. Se creía que este patrón de pintura confundiría a los submarinos a la hora de determinar la dirección de un barco, dificultando por tanto apuntar los torpedos.

Alemania intentó combatir el bloqueo, pero no quería arriesgar su flota en una batalla decisiva, y por ello recurrió a una serie de campañas ofensivas submarinas para destruir las rutas de abastecimiento de los Aliados. En julio de 1915 los británicos establecieron el Consejo de la Invención y la Investigación (BIR, por su sigla en inglés) para evaluar las sugerencias del público, así como llevar a cabo sus propias investigaciones en lucha antisubmarina. Se recibieron unas 14 000 sugerencias sobre la lucha contra submarinos y comunicaciones. En diciembre de 1916 la Royal Navy crea su propia División antisubmarinos (ASD, por su sigla en inglés, de donde vino el término Asdics), pero las relaciones con el BIR eran prácticamente inexistentes. Después de 1917 el avance en guerra antisubmarina más relevante lo realizó la ASD. Los aparatos ASDIC emitían una serie de pulsos y recogían el eco producido por el buque sumergido. El tiempo transcurrido entre emisión y recepción permitía calcular la distancia al submarino.
En EE. UU., se creó un Consejo Consultivo de la Marina en 1915 para evaluar ideas. Tras la entrada de los Estados Unidos en la guerra en 1917, animó a avanzar en la detección de submarinos. El US National Research Council, una organización civil, reunió a expertos británicos y franceses en el sonido bajo el agua a una reunión con sus homólogos estadounidenses en junio de 1917. En octubre de 1918 hubo una reunión en París para estudiar supersonics, una tecnología de ecolocalización, pero la técnica estaba aún en investigación al finalizar la guerra.
Para luchar contra los submarinos se tomaron varias medidas:
- El convoy fue básico para derrotar al submarino. La protección mediante escoltas demostró ser el arma antisubmarina más efectiva, y así se pasó a emplear los destructores en la protección del tráfico. Así la organización de mercantes en convoyes protegidos por buques escolta fue muy efectiva.
- Una de las medidas de la Royal Navy fueron los buques-Q (Q por su base, Queenstown). Navegaban en las áreas en las que se habían reportado submarinos y camuflados aparentando ser un blanco fácil, de tal manera que inducían al submarino a atacar con su cañón de cubierta. Una vez que el submarino emergía y se colocaba en posición de ataque, el buque Q comenzaba a disparar.[7]
- Los aliados recurrieron a los campos de minas para luchar contra los submarinos y embotellarlos. En el paso de Calais se creó, a partir de abril de 1916, la barrera de Dover,[8][9][10] la finalidad que se buscaba era obligar a los submarinos a navegar sumergidos. Los barcos aliados patrullaban la barrera para hundir a aquellos submarinos que salieran a la superficie. La barrera de Dover fue la causa del hundimiento de una docena de submarinos alemanes, más los daños irreparables a UB-59 y UC-71.[9] Los aliados comenzaron en marzo de 1918 a instancias de EE. UU. a crear la Barrera del Mar del Norte, que todavía no estaba del todo terminada al final de la guerra. Se colocaron 70 000 minas para crear una barrera antisubmarina de 370 kilómetros de longitud entre Escocia y Noruega. Aunque hundió algunos submarinos no fue demasiado eficaz.[11]

Hacía falta un arma adecuada para luchar contra los submarinos y en 1916 los ingleses crearon el primer modelo efectivo de carga de profundidad. Las primeras cargas explotaban a los 14 metros de profundidad y eran usadas como complemento del intento de embestir submarinos. Se soltaban las cargas nada más pasar por encima, siempre que se creyera que el submarino atacado estaba a menos de esos 14 metros de profundidad. La evolución de las cargas, y la aparición del hidrófono y el sonar, hizo que fueran montadas en diferentes tipos de buques. Se usaban rampas con una hilera de cargas que se dejaban caer al mar, mientras el buque atacante navegaba sobre el rumbo del submarino y su presunta posición. A veces el ataque era llevado a cabo por dos buques simultaneamente. Con el tiempo fueron desarrollados lanzadores para cargas de profundidad que creaban un patrón de dispersión más amplia. El primero se desarrolló a partir de un mortero de trinchera del ejército. El UB-29 se cree fue el primer submarino hundiycon cargas de profundidad en un ataque lanzado el 13 de diciembre de 1916 por HMS Landrail.
El primer éxito de las nuevas tácticas antisubmarinas llegó el 22 de marzo 1916, cuando el U-68 fue hundido frente a Irlanda) por un Buque-Q. Los Buque Q eran buques mercantes que transportaban su armamento oculto y estaban diseñados para atraer a los submarinos enemigos en combates de superficie. Eran barcos señuelos y los submarinos caían en la trampa ya que para ahorrar torpedos emergían para abrir fuego con sus cañones, en ese momento la presunta victima descubría sus armas destruyendo fácilmente al submarino.
Otra medida fue el empleo de dirigibles para realizar patrullas antisubmarinas. Enseguida se les unieron bombarderos adaptados y posteriormente aeroplanos desarrollados específicamente, normalmente grandes hidroaviones como el Short 184 o el Felixstowe F.2. En septiembre de 1914 el Real Servicio Aéreo Naval (RNAS) recibió la misión de patrullar el mar y proteger los buques británicos. Enseguida comenzó a buscar aviones adecuados para esa misión, comenzándose por equiparse con dirigibles no rígidos. Finalmente, entraron en servicio varias clases de dirigibles, aviones e hidroaviones. Lo mismo hizo la Marina Francesa con sus hidroaviones, a la que se unió en Francia la Marina de los Estados Unidos, volando entre Île-Tudy y Dunkerque para proteger los convoyes del ataque de los submarinos. Los norteamericanos adquirieron aviones en Francia e Inglaterra y su primer ataque aéreo antisubmarino (contra el SM U-108, sin éxito) tuvo lugar el 23 de abril de 1918. Sin embargo el avión estaba aún poco maduro y no demostró todo su potencial, lastrado por su limitado alcance y no poder cargar armas eficaces contra los submarinos ni llevar radio. Si que tuvo éxito el avión en misiones de patrulla marítima, demostrando su eficacia en la localización de submarinos alemanes próximos a la costa e impidiendo a estos desarrollar su misión con plena libertad.

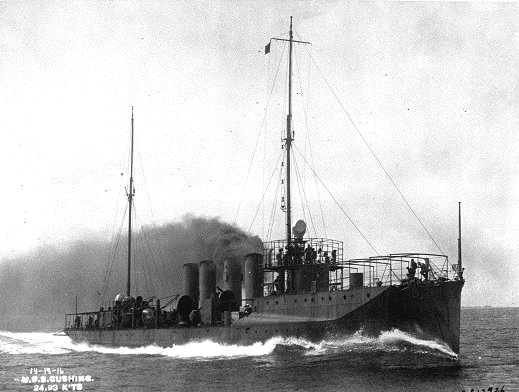
Destructor de la US Navy.

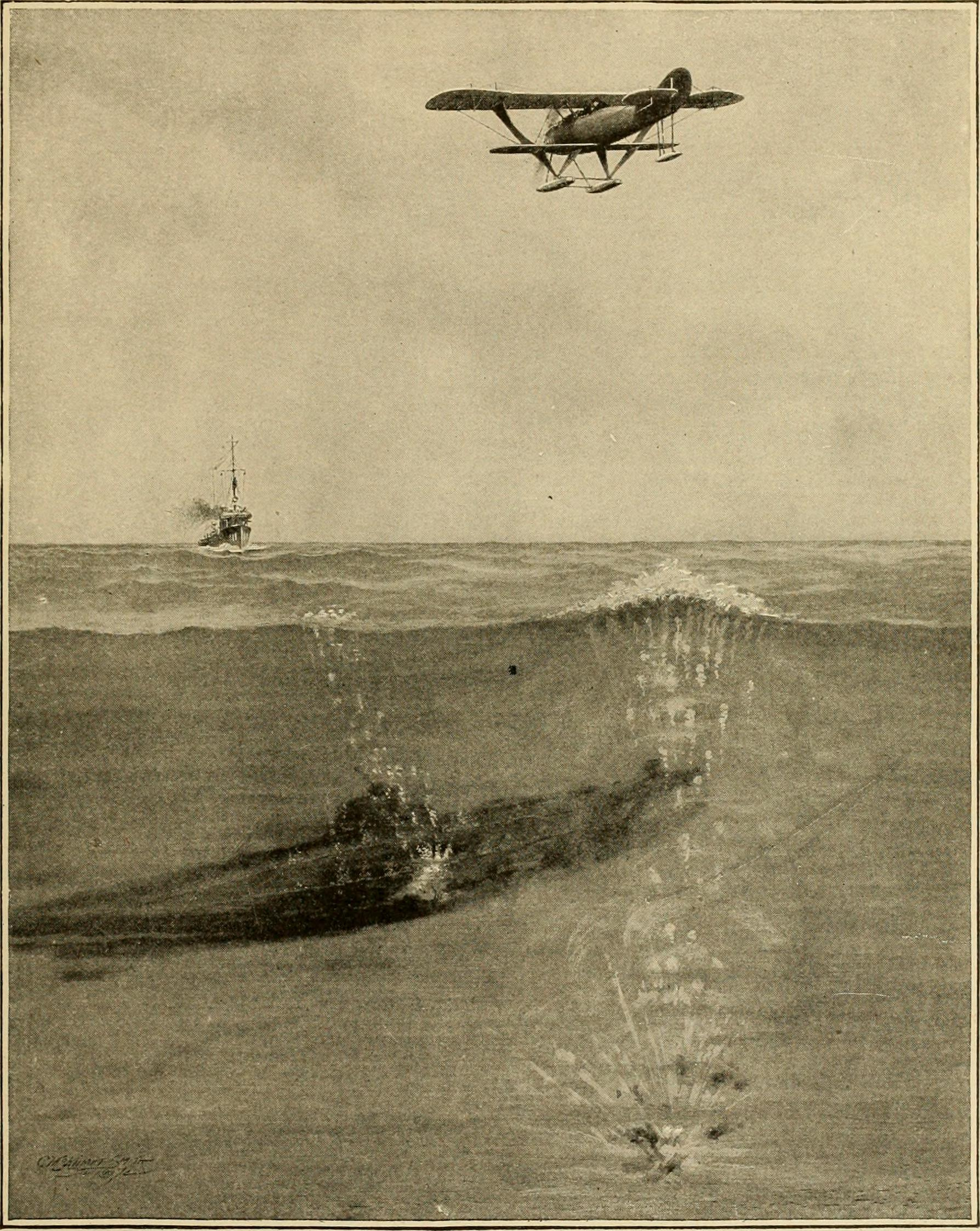
Ilustración mostrando la cooperación entre aviones y cazasubmarinos.

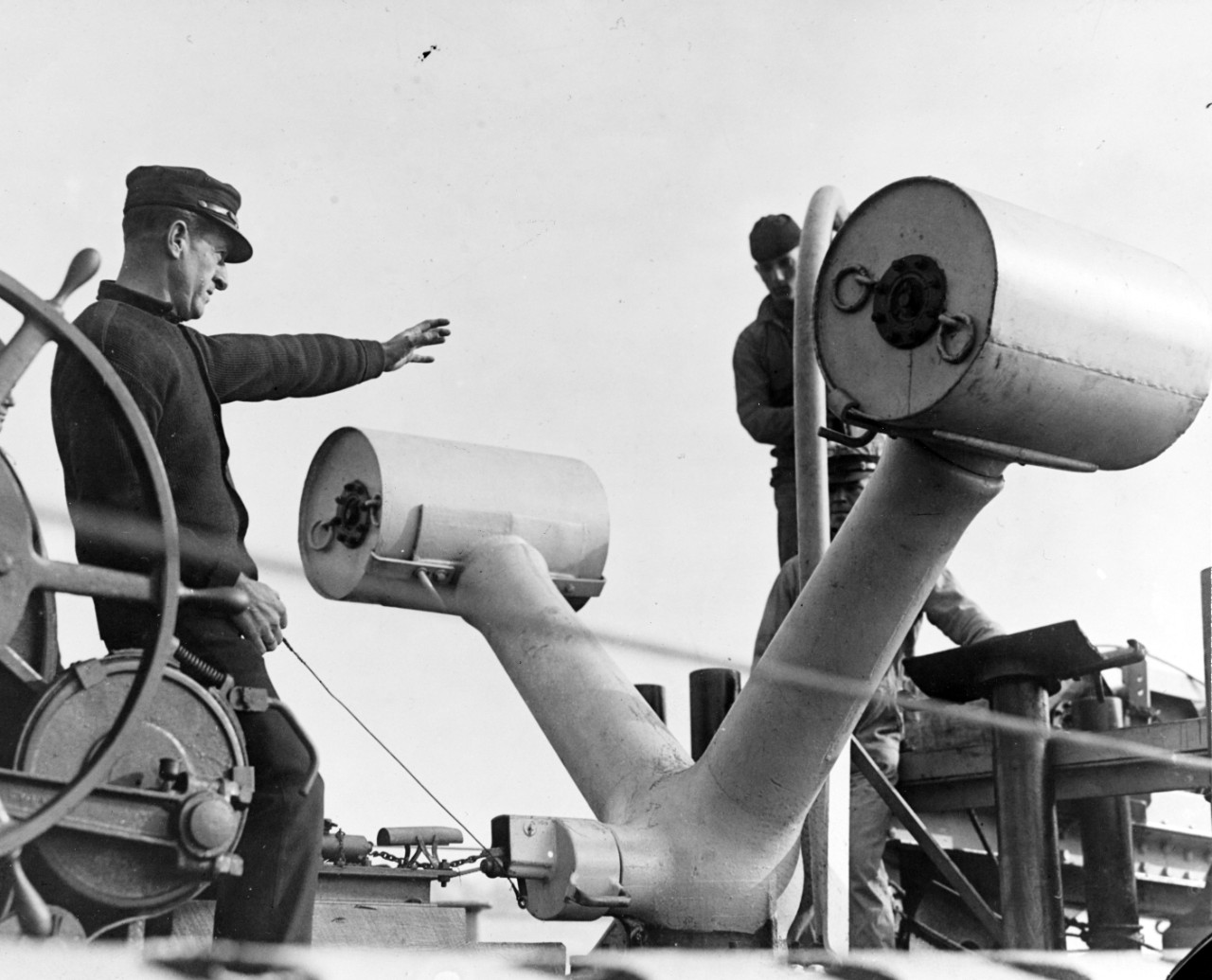
Lanzador de cargas de profundidad Y de la US Navy.

La Royal Navy era consciente de que necesitaba buques de guerra eficaces para la lucha antisubmarina y sabía de la utilidad del convoy. Los escoltas debían ser rápidos y maniobrables, pero aunque la Royal Navy disponía de cientos de barcos con es características muchos de aquellos buques solo servían para protección de puertos o guardacostas. Para luchar contra los submarinos en el Atlántico se requería de autonomía, y la Royal Navy solo disponía de unos trescientos barcos con suficiente autonomía (destructores, cruceros ligeros y corbetas) pero estaban destinados a la protección de los acorazados y cruceros pesados. La consecuencia era que los mercantes tenían que apañárselas sin escolta cuando se alejaban de la costa. Además empleaban las rutas comerciales, sin cambiar sus trayectorias ni perder tiempo en organizar convoyes porque la carga que llevaban no podía esperar. Los submarinos alemanes solo necesitaban patrullar las rutas comerciales y esperar.
Alemania se lanzó a construir submarinos y lanzó en 1915 una campaña submarina ilimitada que a punto estuvo de causar la entrada de EE. UU. en la guerra. Se dieron órdenes a los submarinos para volver a los procedemientos normales. Aun así a finales de 1916 los submarinos alemanes eran ya bastante numerosos y hundían más tonelaje que durante los más intensos periodos de 1915, no lo hacían en cantidad suficiente para ser motivo grave de preocupación.
Tras meses de impulsar la construcción de nuevos submarinos, Alemania inició una campaña submarina de guerra total en febrero de 1917. Si en todo el año 1916 los alemanes habían hundido cerca de 200 000 toneladas, la cifra ascendió a 875 000 toneladas en abril de 1917, por lo que el Estado Mayor alemán creía que manteniendo ese ritmo Gran Bretaña pediría la paz en el plazo de cinco meses. El Almirantazgo británico, a pesar del éxito que habían demostrado los convoyes de tropas, se negó a instaurar convoyes de barcos mercantes hasta que impulsado por las perdidas decidió en abril de 1917 probar el sistema de convoyes con uno que salió hacia Gibraltar. Los barcos mercantes aliados habían viajado hasta 1917 en solitario porque no había escoltas suficientes para todos ellos y organizar convoyes suponía tener parados un gran número de mercantes. Viajar en convoy y sin escolta adecuada no era aconsejable, por ello el Almirantazgo creía que dada la situación la mejor solución para un mercante era navegar en solitario. Se aducía que para los submarinos era más fácil localizar las siluetas o rastros de varios barcos que de uno solo. Pero la práctica demostró que los mercantes solitarios eran extremadamente fáciles de localizar y hundir. Ante la situación desesperada de 1917 en la Royal Navy se hizo caso al almirante Alexander Duff, comandante de la lucha antisubmarina, que defendía la creación de convoyes de mercantes protegidos por barcos escoltas de la Royal Navy. Las propuestas de Duff no convencieron al alto mando, reticente durante años a dejar los grandes buques de guerra sin sus escoltas. Pero en el verano de 1917 la crisis submarina había hecho que lo más importante fuera proteger el comercio y las reticencias fueron aparcadas.
El sistema de convoyes permitió asignar a buques de guerra como protección de escolta y además si un submarino encontraba un convoy debía revelar su presencia, lo que permitía al resto de los mercantes huir mientras la escolta se ocupaba del submarino. Consciente de las necesidades para hacer frente a los submarinos EE. UU., nada más entrar en la guerra en la primavera de 1917 dejó de lado su programa naval para centrarse en construir buques mercantes y destructores. La principal petición de ayuda de la Royal Navy a EE. UU. fue que aportasen destructores para la escolta de los convoyes, la principal carencia naval aliada en aquellos momentos. Así, el 25 % de los escoltas de convoyes acabaron siendo aportados por la US Navy. En mayo de 1917 llegaron los primeros 6 destructores de la US Navy a Irlanda. En junio ya unos 30 estaban basados allí. Cientos de escoltas llegarían los meses siguientes.[cita requerida]

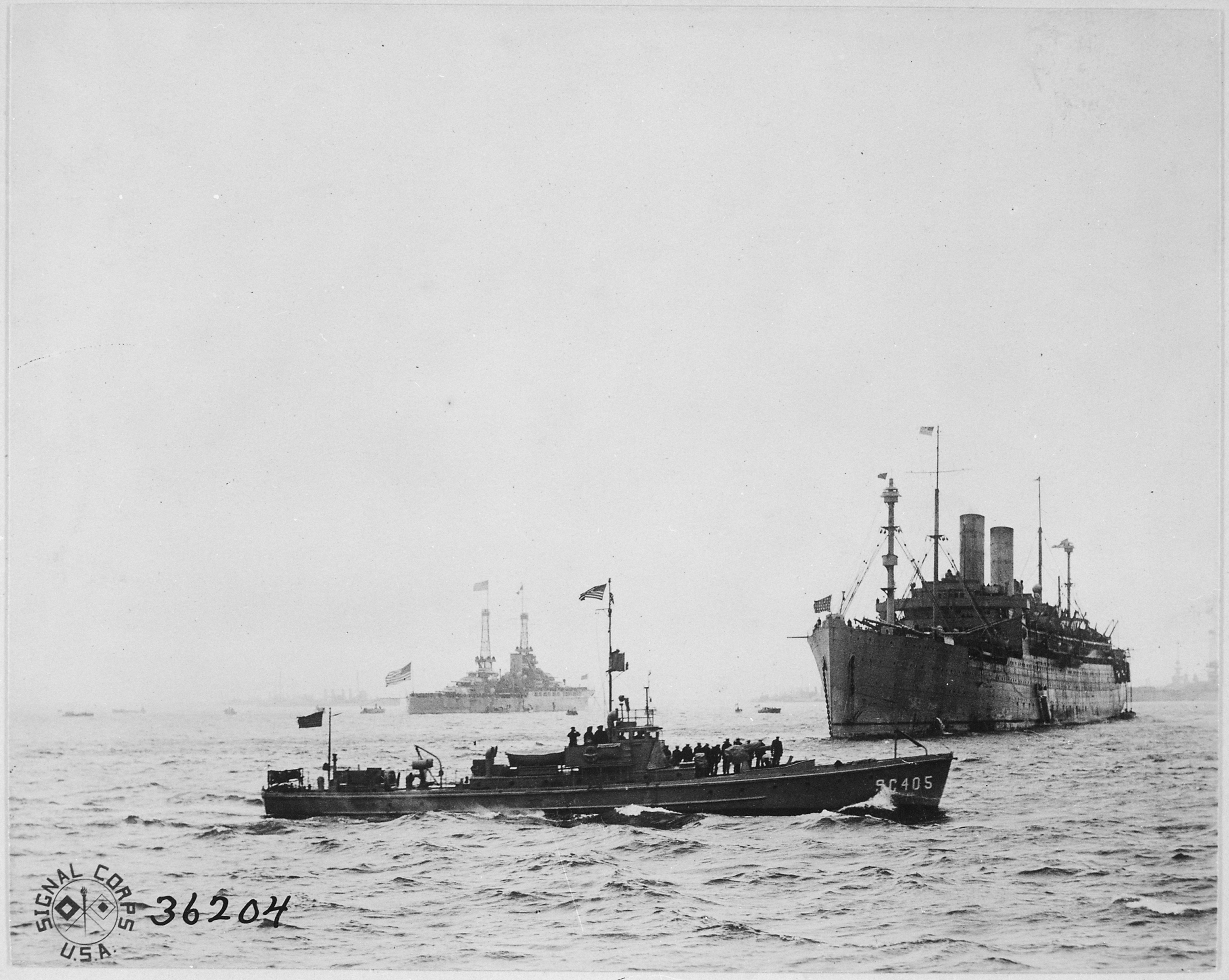
Cazasubmarinos SC-405 de la US Navy patrullando frente al Puerto de Brest en 1918

Los barcos de la Marina de los EE. UU. fueron un refuerzo más que bien recibido. Fueron desplegados en Azores, Gran Bretaña y Francia. También en el Mediterráneo, donde apoyaron la barrera de Otranto y los convoyes. Además los barcos de la Armada de EE. UU. también patrullaron la costa Este.
En julio de 1917 los Aliados normalizaron el sistema de convoyes desde Norteamérica, y en agosto extendieron el procedimiento al resto de rutas. Al principio el sistema de convoyes se aplicaba solo a los trayectos de ida al Reino Unido. En el viaje de regreso navegaban aislados, sufriendo importantes pérdidas. Desde septiembre de 1917, y a medida que se dispuso de más escoltas y más experiencia en organizar convoyes, el sistema de protección se implantó para los dos sentidos.
La concentración en convoyes hizo que los barcos fueran más difíciles de encontrar para los submarinos. Además la navegación en zigzag dificultaba a los U-Boats predecir la ruta del convoy y apuntar los torpedos. En caso de ataque los buques de escolta eran capaces de contraatacar usando cargas de profundidad. El Servicio Aéreo Naval Real (RNAS) y, posteriormente, el Servicio Aéreo Naval de los EE. UU. proporcionaron cobertura aérea, detectando submarinos y dificultando sus ataques.
El perfeccionamiento de las tácticas antisubmarinas, especialmente a base de barreras de minas en el mar del Norte y del paso de Calais y la masiva distribución de cargas de profundidad, también ayudaron a superar la crisis. Los aviones basados en tierra ayudaron también, patrullando las zonas cercanas a los puertos donde los submarinos localizaban a sus presas con mayor facilidad. Aunque los aviones de la época no podían atacar a los submarinos de manera efectiva si eran muy valiosos ya que podían señalar su posición a los barcos de escolta, que con el sistema de convoyes estaban cerca en el momento en que el avión localizaba un submarino. En estos casos la velocidad de los escoltas podía ser letal al llegar antes de que el submarino rompiera contacto o fuera consciente de haber sido detectado desde el aire. Los ingleses se apuntaron bien el hecho que ningún convoy perdió un solo barco si contaba con escolta aérea.
A partir de septiembre de 1917 los hundimientos bajaron y se situaron alrededor de las 300 000 toneladas mensuales. Los convoyes mercantes protegidos por escoltas lograrían reducir las perdidas entre los barcos que entraban en la zona declarada de guerra por Alemania alrededor de Gran Bretaña de 25% en 1917 a un 1% al final de la guerra. Todo ello fue posible gracias a que había llegado a perfeccionarse el empleo de los hidrófonos y cargas de profundidad. Un destructor pasó de llevar 6 cargas en 1917 a llevar 30-50 cargas en 1918. Las espoletas de las cargas de profundidad fueron mejoradas permitieron mayores ajustes de profundidad de 15 metros y luego es incrementado a 61 metros. Los buques más lentos podían utilizar con seguridad el Tipo D por debajo de los 30 metros. El uso de cargas de profundidad aumentó de 100 a 300 durante 1917 a un promedio de 1.745 al mes durante los últimos meses de la Guerra. En 1918 74.441 cargas de profundidad habían sido fabricadas en Reino Unido, y 16.451 se emplearon en ataques. EEUU solicitó el diseñó en marzo de 1917. Lo recibió, tras algunas modificaciones fue patentado en los Estados Unidos.
En 1918 la combinación de escoltas, buques trampa, cargas de profundidad y la aviación costera ya empezó a notarse de manera notoria, hasta el punto de que el 44% de los submarinos fueron hundidos por cargas de profundidad de los escoltas, frente al 13% por buques trampa, el 11% por abordajes, el 10% por otros submarinos y el restante por otras causas. La perdida en efectividad de los submarinos alemanes y las pérdidas de submarinos reflejan las mejoras en lucha antisubmarina:
• Año 1914: 5 submarinos alemanes perdidos.
• Año 1915: 19 submarinos alemanes perdidos.
• Año 1916: 22 submarinos alemanes perdidos.
• Año 1917: 63 submarinos.
• Año 1918: 69 submarinos (22 debidas a minas, 21 debido a cargas).
Las armas más efectivas fueron las minas(44 submarinos destruidos) y las cargas de profundidad (38). En un aviso de lo que traería el futuro 6 submarinos fueron hundidos por bombas lanzadas desde aviones. Los aliados se volcaron en ganar la partida a los submarinos alemanes, dedicando todos los barcos disponibles a la escolta de convoyes. Entre los barcos de guerra que acompañaban los convoyes había escoltas antisubmarinos (destructores, corbetas y cazasubmarinos) y también otros (cruceros ligeros, cruceros pesados y algún viejo acorazado) que actuaban como elemento disuasorio, no tanto para submarinos como ante posibles ataques de barcos alemanes contra los escoltas. Algunos mercantes se armaron con un cañón o dos, por si pudieran colaborar en la defensa. El buque más efectivo eran los destructores, con sus cargas de profundidad e hidrofonos. En 1918 al éxito de la navegación en convoy se le unieron la experiencia ganada en el manejo de las nuevas técnicas antisubmarinas, como las cargas antisubmarinas de profundidad o los hidrófonos, que daban la posibilidad de detectar a los submarinos. Estas medidas no solo disminuyeron los barcos hundidos sino que también hicieron aumentar el hundimiento de submarinos. Con el tiempo los aliados lograron perfeccionar el empleo de los hidrófonos y de cargas de profundidad. Los primeros hidrófonos fueron fabricados antes de la Primera Guerra Mundial por científicos británicos, estadounidenses y francés, con el objetivo de localizar icebergs. Con la guerra se los mejoró para encontrar submarinos. El primer submarino hundido gracias al uso de un hidrófono fue el UC-3 alemán. Los hidrófonos y sus operadores fueron haciéndose más sensibles y a esto se sumaron innovaciones que permitieron distinguir la dirección de la que provenía el sonido.
Los alemanes perdieron 19 submarinos torpedeados por submarinos ingleses. La Royal Navy estudió el desarrollo del submarino clase-R, diseñado como un cazador antisubmarino de alta velocidad sumergido y un sistema de hidrófonos muy sofisticados. Llegaron demasiado tarde para entrar en acción. La guerra cerró con la perdida de 69 submarinos alemanes en 1918, su peor año.

#### Mediterráneo
El Mediterráneo, aunque lejos de las batallas principales, era muy importante ya que los convoyes franceses lo cruzaban transportando tropas desde Túnez y Argelia a Europa. Los barcos de guerra británicos y franceses por tanto bloquearon al inicio de la guerra el Adriático para evitar la salida de la flota austro-húngara. El Mediterráneo oriental posibilitaba además atacar a Turquía, el aliado más débil de las potencias centrales.

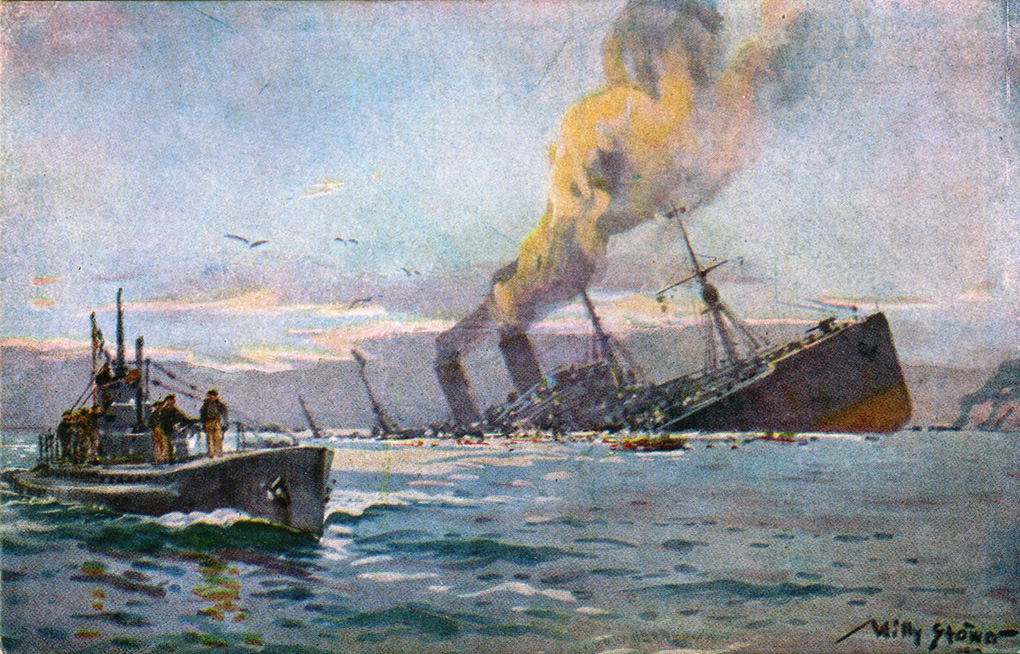
Cuadro del hundimiento de un transporte de tropas aliado en el Mediterráneo. Willy Stöwer, 1917

Alemania envió algunos submarinos a finales de 1915 al Mediterráneo tras la entrada de Italia en la guerra, los objetivos eran reforzar a los submarinos austriacos y atacar al tráfico mercante aliado. De este modo se creó la Flotilla Submarina de Pola. La llegada de submarinos alemanes al Mediterráneo hizo que durante el año 1916 hundieran 415 barcos mercantes aliados, ya que al no haber prácticamente buques norteamericanos no se aplicaban las restricciones de ataque del Atlántico. A la vista de estos excelentes resultados se enviaron otros cuatro submarinos adicionales a Cattaro a finales de 1916. La flotilla se componía de 30 submarinos, aunque solo la mitad estaban normalmente disponibles para patrullar, y el área preferida de operaciones era el Mediterráneo occidental. El capitán Lothar von Arnauld de la Perière y su submarino el U-35 eran parte de la flotilla y ostentan el mayor número de buques hundidos por un submarino en la historia naval.
La coordinación entre las armadas aliadas en el Mediterráneo fue extremadamente difícil. Las diferencias en las estructuras de mando y las barreras lingüísticas contribuyeron a una carencia de cohesión en la fuerza naval aliada en la zona, esto unido a la falta de restricciones impuestas en el Atlántico facilitó el éxito de los submarinos. Las potencias aliadas basaban también su táctica antisubmarina en el Mediterráneo en la búsqueda y destrucción de submarinos a la salida de sus bases de Pola y Cattaro o mediante el empleo en las rutas comerciales de escoltas y buques Q. Inicialmente los aliados solo pudieron recurrir a patrullas antisubmarinas compuestas por buques de superficie, especialmente torpederos, que trataban de sorprender a los submarinos en superficie. A mediados de 1915, los aliados solo contaban en el Mediterráneo con 52 arrastreros y 12 torpederos, cuando las necesidades eran de 250 y 140 respectivamente, dadas las pérdidas y zona a cubrir.
Los aliados establecieron en 1916 una barrera de bloqueo en el estrecho Otranto. Para luchar contra los submarinos los aliados montaron a finales de 1915 la barrera de Otranto, con más de 120 gabarras usadas para desplegar una red antisubmarinos. Además, se contaba con 30 lanchas equipadas con cargas de profundidad, con la intención de detener a los submarinos que operaban desde Cattaro, a estos se unía el apoyo de aviones y destructores. La barrera falló estrepitosamente contra los submarinos, en 1916 solamente consiguió hundir el austriaco U-6 y el alemán U-44. En 1916, el serbio Konjovic, al servicio de Austria-Hungría, entró en la historia como el primer piloto que hundió un submarino desde el aire, concretamente un submarino francés en el Adriático.
Los aliados incrementaron el número de barcos dedicados a patrulla antisubmarina en el Mediterráneo. Japón, a partir de abril de 1917, envió al Mediterráneo hasta 14 destructores que resultaron muy eficaces en patrullas y en acciones de lucha antisubmarina. En mayo de 1917 llegó el refuerzo de destructores y escoltas americanos, lo que ayudó instaurar el sistema de convoyes en el Mediterráneo, aunque peor protegidos que los del Atlántico. Para luchar contra los submarinos también se realizó el minado de extensas zonas de aguas costeras, o en zonas de paso como Mesina y Gibraltar, y se aumentaron las patrullas antisubmarinas, al contar con más buques de superficie equipados con cargas de profundidad e hidrófonos. La flotilla submarina basada en Cattaro perdió ocho submarinos de enero a mayo de 1918. En Mediterráneo, cuando un submarino atacaba un convoy después era perseguido con más facilidad por los escoltas de este durante horas mediante seguimiento con hidrófonos. Cuando finalmente acababa saliendo de noche a la superficie, para recargar sus baterías, las escoltas acechaban en la zona.
El 21 de octubre de 1918 la Marina alemana, ordenó la finalización de las patrullas en el Mediterráneo y los submarinos recibieron órdenes de volver a sus bases en Alemania.
Los papeles se inviertieron en el Mar Negro. La Flota del Mar Negro siguió una política más agresiva que el resto de la armada rusa. Allí el enfoque ruso fue emplear sus submarinos para detener los envíos de carbón a lo largo de la costa turca. Los submarinos trabajaron con destructores, implementando un bloqueo parcial del Bósforo. Esto eventualmente obligó a los barcos alemanes en el mar Negro a limitar sus operaciones para ahorrar combustible.[cita requerida]

#### Báltico
La Royal Navy envió en 1914 cuatro submarinos de la clase E a Rusia, a través de los estrechos daneses. Cuatro submarinos más pequeños de clase C navegaron hasta Arcángel, desde donde fueron transportados hasta el golfo de Finlandia a través del sistema de canales y ríos. Los submarinos atacaron desde su base en Tallin a los barcos mercantes alemanes, que cargaban mineral procedente de la neutral Suecia.
Las patrullas conjuntas de submarinos rusos y británicos interrumpieron la ruta con Suecia tras hundir varios mercantes en unas pocas semanas. Por ejemplo el submarino británico E19 hundió diez barcos alemanes. Alemania instauró un sistema de convoyes en el Báltico para luchar contra los submarinos.

### Entreguerras

#### Francia
Francia estaba durante la Primera Guerra Mundial a la vanguardia de las investigaciones en sonar activo, destacando las aportaciones de los físicos franceses Paul Langevin y Constantin Chilowski. Tras la guerra Francia no dedicó ya tantos esfuerzos, aunque siguió investigando y creó varios modelos de aparatos SS (Sondeur Spécial). Aunque estos equipos empezaron a instalarse en algunos destructores a partir de 1929 fueron finalmente un fracaso y en 1939 la Marine Nationale francesa acabó adquiriendo al Reino Unido aparatos Asdic. Debido a sus experiencia en la Primera Guerra Mundial Francia había previsto instalar equipos de sonar activo y pasivo en escoltas y cruceros, dejando espacio para la instalación de estos equipos. El Asdic Tipo 128 fue renombrado Alpha en Francia, y debía instalarse en avisos, torpederos y contratorpederos. La caída de Francia dejó el plan a medias. Después de 1940 Vichy continuaría la instalación de aparatos Alpha e incluso fabricaría algunos Alpha 2, copias locales del Asdic Tipo 128.

#### Estados Unidos
También en EE. UU. se investigó en sonar activo y en radar durante el periodo de entreguerras. La investigación comenzada en sonar activo a causa de la colaboración con Francia e Inglaterra continuó en la Acoustics Division del Naval Research Laboratory (NRL), fundado en 1923 bajo la dirección de Harvey Hayes. También colaboraron en la investigación el Harvard Underwater Sound laboratory (HUSL) y las universidades de Columbia y California. En 1934 se instaló por primera vez aparatos sonar "QB" en el escuadrón de destructores 20 (DesDiv 20) y en un par de submarinos. A finales de 1939 unos 60 destructores de la Armada de EE. UU. estaban ya equipados con equipos de sonar activo. Ese mismo año se abrieron escuelas de operadores de sonar en San Diego y New London.

#### Japón
Los japoneses no daban mucha importancia a la guerra antisubmarina, por lo que investigaron poco tanto en armas como en tácticas. Aun así la Armada Imperial Japonesa, consciente de la dependencia del suministro por mar, se planteó construir escoltas para convoyes antes de la guerra. La idea fue desechada por falta de fondos y se asignaron a la tarea barcos retirados de primera línea. Los destructores japoneses contaban con hidrófonos, y desde 1933 con sonar pasivo Tipo 93. Japón también accedió la tecnología sonar alemana una vez comenzó la guerra.
Desde 1923 el segundo instituto naval de Numazu lideró la investigación en sensores antisubmarinos. Antes de la guerra se tendieron algunas redes de hidrófonos en los estrechos existentes entre las islas de Japón, con vistas a detectar el paso de posibles submarinos enemigos. La marina realizó investigaciones sobre hidrófonos en la década de 1920. En 1930 se importó el hidrófono estadounidense Tipo MV, a partir del cual Japón creó sus hidrófonos Tipo 93 y Tipo 0. El Tipo 93 era el dispositivo estándar, a pesar de su rango limitado alcance. También se investigó en sonar y en 1941 unos 20 destructores contaban con un sonar Tipo 93. El desarrollo del sonar continuó durante la guerra, pero a ritmo lento y los aparatos japoneses siguieron siendo más rudimentariosbque los de otros paises. Al inicio de la guerra se contaba con el hidrófono Tipo 97, bastante capaz. También se investigó en detectores MAD, creando los Tipo 2 que entraron en servicio en 1942. A principios de los años 30 el profesor Yagi creó un laboratorio experimental sobre radar en la Universidad Imperial de Osaka. En diciembre de 1940 una delegación militar japonesa visitó Alemania, seguida un mes después por una delegación naval. El objetivo era informarse sobre la tecnología alemana, accediendo a equipos radar alemanes y a un equipo MRU británico capturado en Francia.
La detección de submarinos mediante interceptación de comunicaciones tenía potencial y la armada japonesa ganó experiencia con el seguimiento de las maniobras navales estadounidenses a través de intercepciones de radio desde principios de la década de 1930. Sin embargo los buenos equipos de sistema de radiogoniometría (HF/DF) de alta frecuencia de la marina japonesa fueron de poca utilidad para el tipo de respuesta rápida exigida por la escolta de convoyes y las operaciones antisubmarinas en guerra .

#### Gran Bretaña
El desenlace de la guerra llevó a la deducción de que el sistema de convoyes había convertido el empleo del submarino contra el comercio en una estrategia obsoleta. El pensamiento naval de Reino Unido consideró que ya no era vulnerable a los submarinos. Durante el periodo de entreguerras, casi nadie en el alto mando alemán o británico pensaba de otra manera.
Tras el éxito de los submarinos alemanes en la guerra, la Royal Navy estaba muy interesada en encontrar un remedio adicional contra la amenaza de los submarinos. En la Conferencia Naval de Washington de 1922 se hizo un intento de prohibir el uso de submarinos, pero Francia e Italia se opusieron.	

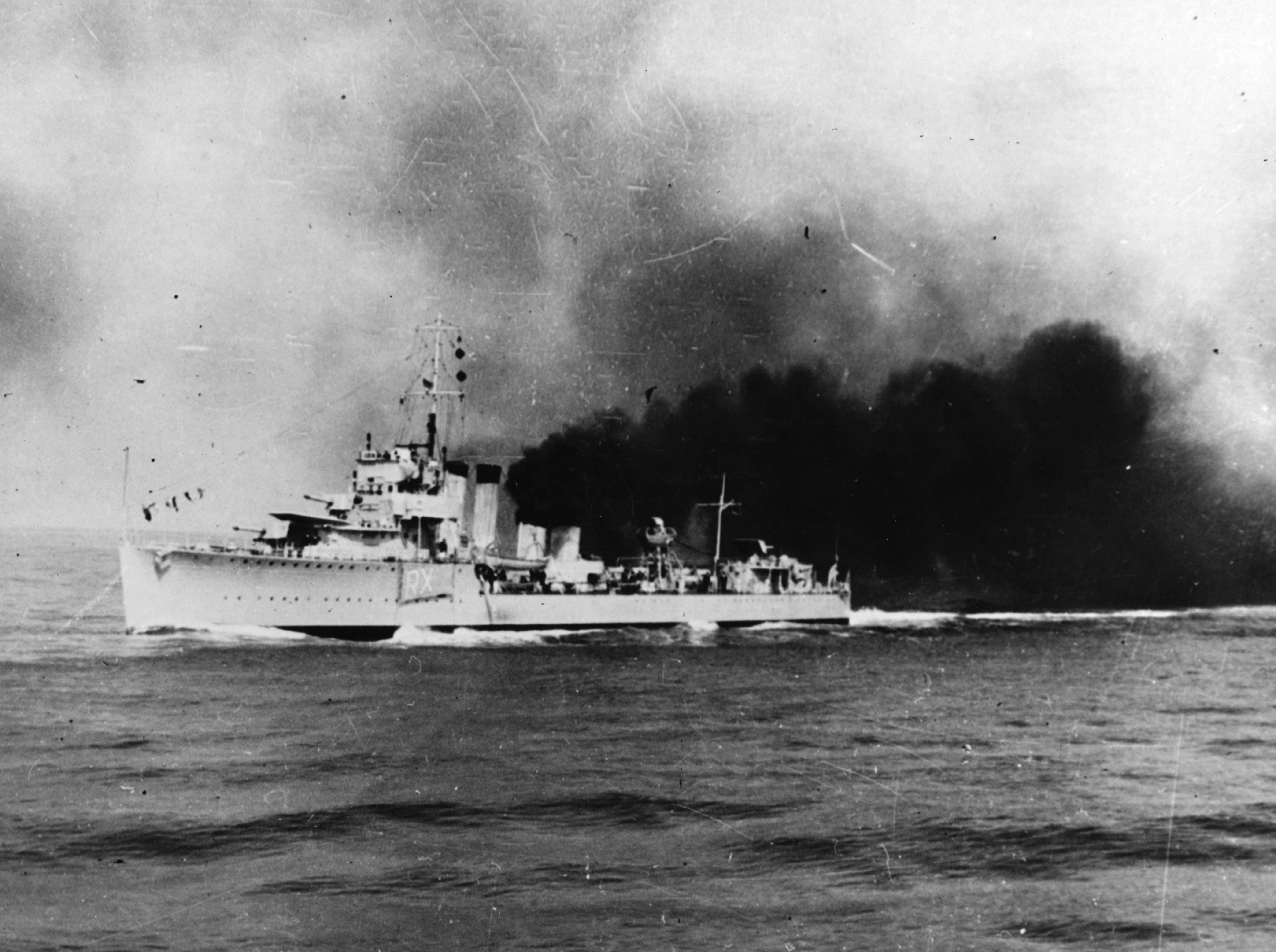
Destructor británico Clase W en maniobras durante los años 1920

A mediados de 1917 ya se habían creado los primeros prototipos de Asdic, sonar activo. Tras la guerra los británicos siguieron investigando e instalaron en 1920 equipos Asdic en un buque de la reserva, el HMS Antrim, para realizar pruebas de concepto. Gran Bretaña inició la producción en serie de sus primeros aparatos Asdic en 1922. La 6ª Flotilla de destructores fue equipada con ASDIC en 1923 para ensayar y experimentar tácticamente como emplearlos. Una escuela de operadores de Asdic, junto a una flotilla de entrenamiento compuesta por cuatro buques, se estableció en 1924. A partir de 1925 la Royal Navy empezó a equipar a todas sus flotillas de destructores con equipos Asdic, la primera fue la 2ª Flotilla de destructores destinada en el Mediterráneo. En los años 30 cualquier nuevo destructor británico ya estaba equipado con Asdic. 	 
Ante la potencial amenaza de los submarinos japoneses y alemanes en caso de guerra se creó el aparato Asdic Tipo 124 en 1934, para ser instalado en buques de escolta de convoyes y patrulleros, comenzando la Royal Navy a ensayar el empleo del Asdic en protección de convoyes mercantes. El ASDIC reflejaba la mentalidad ofensiva de los británicos en la guerra antisubmarina. El ASDIC fue perfeccionándose continuamente durante este periodo, así cuando estalló la Segunda Guerra Mundial la Royal Navy estaba a la cabeza en sonar activo y tenía hasta cinco tipos diferentes instalados en buques de superficie (principalmente destructores) y submarinos. La Royal Navy era consciente en 1939 de la falta de escoltas para convoyes de barcos mercantes, así que lanzó un programa para construcción masiva de escoltas antisubmarinas. 	 
Existía además un debate doctrinal en la Royal Navy, con algunos pensadores defendiendo el empleo de tácticas ofensivas contra los submarinos ante el éxito relativo de las tácticas defensivas de escolta de convoyes durante la guerra. Otra discusión doctrinal era la necesidad de escoltas baratos y abundantes, producidos en masa. El talón de Aquiles no resuelto del empleo del ASDIC eran los falsos contactos y el contar con operadores cualificados y experimentados. En maniobras navales habían dado problemas pero en situación de combate demostraron ser letales.

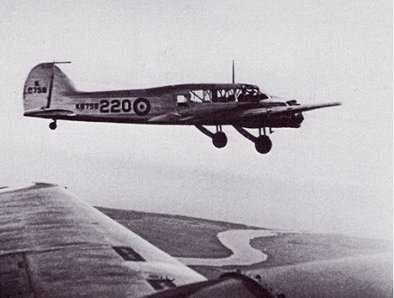
Avro Anson K8758 empleado en las pruebas del radar ASV en septiembre de 1937.

Las investigaciones en el campo del radar realizadas en esta época también fueron importantes. La importancia en este campo vino dada por las investigaciones en las posibilidades del radar ASV (Air to Surface Vessel, ASV)para localizar barcos desde aviones. Desde finales de 1937 hasta principios de 1939 se trabajó en este radar, al descubrir de modo accidental la posibilidad de detectar barcos durante las pruebas de aviones equipados con radar para experimentar la posibilidad de empleo contra otras aviones. En septiembre de 1937 un avión equipado con radar detectó al acorazado HMS Rodney, al portaaviones HMS Courageous y al crucero HMS Southampton. Al día siguiente, con una visibilidad prácticamente nula, se detectó de nuevo al Courageous y al Southampton a una distancia de unos 10 kilómetros. El primer modelo ASV Mk. I entró en servicio a comienzos de 1940. Esto solucionó el problema de detectar los submarinos, luego en la guerra los británicos solucionaron el problema de cómo ver de noche a los submarinos para poder atacarlos.

#### Alemania
Alemania también llevaba investigando desde antes de la Primera Guerra Mundial y durante la guerra contó con hidrófonos. Al igual que los británicos, los alemanes tomaron sus experiencias en la guerra como base para investigar. Quienes se aprovecharían de todos los avances fueron los submarinos, tenidos en gran estima debido a su éxito en la guerra. Alemania se vio obligada a experimentar en secreto sus mejoras en submarinos. La Kriegsmarine se encontró en la Primera Guerra Mundial con que tenía submarinos equipados con buenos dispositivos hidrófonos, pero que estos no podían determinar la distancia exacta del objetivo. Por eso desde los años veinte se investigó con sistemas de sonar activo. El resultado fue el S-gerät, parecido al Asdic británico pero menos fiable.
Para finales de la década de 1930 la tecnología de sónar pasivo estaba madurando. Durante la Segunda Guerra Mundial se verían numerosas variantes de dispositivos GHG desplegados a bordo de los submarinos. Los dispositivos de sónar pasivos más  ampliamente utilizado fueron el GHG de 2x24 y su mejora llamada Balkon introducida en 1943-44. La sensibilidad del sónar pasivo alemán fue limitada, pero el emplearlos en grupos daba a los alemanes un equipo más eficiente que lo que tenían los aliados. En 1941 al capturar el U-570 sus equipos fueron analizados exhaustiva mente. La mayoría de dispositivos de escucha emplearon hidrófonos de banda ancha de cristal Rochelle, pero para varios conjuntos sofisticados de sónar se utilizaron también transductores de magnetostricción. Al final de guerra esos dispositivos de escucha Grupennhorchgërate (GHG) se usaban en todo tipo de buques.
Antes de la guerra Alemania impulsó un plan de construcción de destructores para lucha antisubmarina, aunque estos mostraron varias deficiencias. Donde se impulsó la construcción y experimentación fue en el arma submarina, ya que era el única arma con que Alemania podía doblegar a Gran Bretaña. Alemania investigó también sistemas de detección submarina, aunque los mayores avances se hicieron en sistemas de sónar pasivo, hidrófonos. A finales de los años treinta la tecnología alemana de sónar pasivo estaba muy avanzada. Los beneficiarios serían los submarinos. Sin embargo las tácticas y entrenamientos antisubmarinos quedaron bastante relegados, reflejándose en la posterior doctrina y diseño de barcos.
Cómo la armada británica era claramente superior a la armada alemana Alemania busco soluciones tecnológicas para mitigar la superioridad británica. Además de lo visto la empresa GEMA desarrolló para la armada uno de los mejores radares de los que tuvo Alemania, el Seetakt, una evolución del Freya que entró en deriantres de la guerra. Sin embargo solo se pensó en su empleo como guía de navegar para localizar otros barcos. Por si parte la Luftwaffe encargó el radar
FuG 200 Hohentwiel de patrulla marítima a la empresa Lorenz AG de Berlín en 1938. En consonancia con la tradición militar de Alemania de que la ofensiva es la mejor defensa no se pensó en otras aplicaciones del radar, cosa que si hicieron EEUU e Inglaterra.
Los alemanes, al igual que los ingleses, analizaron lo que había pasado en la guerra. Los éxitos temporales de los submarinos alemanes fueron ensalzados por la llamada escuela joven a principios de los años 30. Este pensamiento fue la razón de la construcción masiva de submarinos que vendría. Los alemanes no hicieron un análisis objetivo de las capacidades antisubmarinas demostradas por los ingleses, menospreciando los avances del ASDIC. También se ignoraban los avances propios y ajenos en radares y aviación. Es interesante comparar las conclusiones inglesas con las alemanas. En 1935 el capitán Dönitz fue nombrado jefe de la U-Bootswaffe. En base a su experiencia en la guerra creía que la táctica más eficaz frente al sistema de convoyes era la manada de lobos. Cuantos más submarinos atacasen simultáneamente tanto más favorables serían las perspectivas para los atacantes que aprovecharían la noche y confusión de los destructores de escolta.

#### Italia
En 1935 Guglielmo Marconi organizó una demostración para el ejército italiano de aparatos radar, llevaba desde 1922 investigando en este campo. A pesar del éxito los militares no vieron aplicaciones prácticas. En el Istituto Militare Superiore delle Trasmissioni el profesor Tiberio investigó a partir de 1936 el Radio Detector Telemetro, definición italiana del aparato radar creado por Marconi, y creó un prototipo que enseño a la Marina en 1941. En 1938 se pidió a la empresa SAFAR un estudio acerca de un aparato radar que se pudiera instalar en buques. El comienzo de la guerra hizo que se abandonan las investigaciones, suponiendo que la guerra sería corta decidieron asignarse los recursos a otras prioridades.
En los años 20 Italia adquirió algunos aparatos ASDIC en Inglaterra y empezó su propia investigación. Se continuó investigando en lo que en Italia se denominó ecogoniometro (ECG). En junio de 1939 un nuevo prototipo de sonar, el equipo SAFAR 600, que se instaló en el cazasubmarinos Albatros. Las pruebas fueron satisfactorias y se continuaron hasta principios de 1940, sin embargo no se pasó a la fase de producción porque SAFAR estaba saturada con los encargos de aparatos sonar para submarinos. El comienzo de la guerra paró la investigación, ya que había otras prioridades y se juzgó que la guerra sería corta. La empresa SAFAR siguió sus investigaciones y en 1942 se instalaron prototipos GC 3000 en los Torpederos Lince y Orsa, pero la necesidad acuciante haría que Italia se viera obligada a acudir a Alemania para poder contar con equipos de sonar, los s-gerat.

### Segunda Guerra Mundial
En 1939 no estaba claro si los submarinos, que operaban entonces en unidades aisladas, podrían ser medianamente efectivos en aguas dominadas por el adversario. Si estaba claro para muchos que aúnque el Asdic los podría localizar se necesitarían muchos buques escolta para poder detectar los submarinos si estos operaban bien diseminados. Además los submarinos contaban con hidrófonos que pidían oír mejor, dándole margen para poder esquivar los escoltas. Además el Asdic tenía sus pegas y solo era de cierta eficacia si se había avistado el submarino o se conocía previamente su situación aproximada. Los ingleses estaban confiados,. al éxito de los convoyes para acabar con la amenaza de los submarinos en la Primera Guerra Mundial se unía el ASDIC, que se veía como un antídoto a la amenaza submarina.
Las tácticas de los submarinos no habían cambiado respecto a 1918. La mayor parte del tiempo navegaban en superficie, con 
periodos de inmersión escasos forzados por la cercanía de fuerzas navales enemigas. En inmersión los submarinos eran lentos y su autonomía muy escasa. La aviación era el adversario mas temido porque el tiempo entre el avistamiento y ataque era muy corto y daba muy poco margen para sumergirse. Pero tampoco había un gran numero de aviones de patrulla marítima en servicio ni podían operar a distancias demasiado alejadas de la costa, salvo los aviones embarcados.
La guerra demostró que el empleo de la aviación en la guerra antisubmarina mejoraba significativamente la eficacia en la lucha, no sólo facilitando el detectar submarinos sino también haciendo posibles atacarlos prácticamente al instante. La velocidad de patrulla de los aviones suponía que podían barrer una mayor superficie en menor tiempo que los buques antisubmarinos. Con la mejora de tácticas los submarinos detectados no tenían prácticamente tiempo para sumergirse, aúnque recurrieran a procedimientos de emergencia cada vez más mejorados. Además si el ataque fallaba los aviones siempre podian guiar a buques hacia la zona, dando nuevas oportunidad para atacar a los submarinos.

#### Atlántico
La guerra antisubmarina empezó en 1939 más o menos donde había acabado en 1918. La Royal Navy carecía en 1939 del entrenamiento, equipamiento y medios necesarios para dar caza y hundir submarinos. Una vez que los aliados coordinaron sus esfuerzos, no sólo lograron brindar apoyo casi total a sus rutas de transporte, sino que pudieron dejar el papel defensivo de los convoyes y tomar el papel ofensivo de los escuadrones «cazasubmarinos». El desarrollo de nuevas tecnologías y nuevas tácticas en ambos bandos inclinaron la balanza de un lado al otro, pero al final Alemania no pudo hacer frente a las potencias tecnológicas y a su mayor innovación. Las armas más avanzadas de los aliados, como por ejemplo el radar y el sonar de larga distancia, consiguieron derrotar a los submarinos alemanes, con un Alto Mando más conservador.

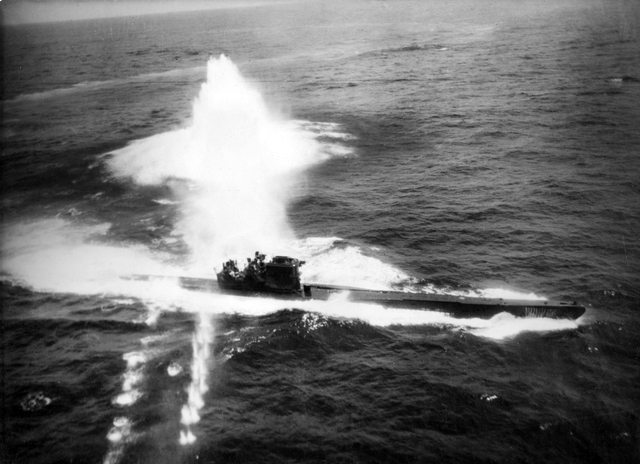
El submarino U-243 siendo atacado por dos Short Sunderland del 10 Squadron, RAAF en julio de 1944.

Por el lado alemán, el porcentaje de bajas final fue alarmante: de los 1170 U-Boot alemanes que participaron en la Segunda Guerra Mundial, 785 fueron hundidos por los Aliados, sin contar los que se hundieron en accidentes, fueron capturados o desaparecieron. Cuando la guerra acabó los alemanes habían perdido alrededor de 33.000 hombres y el 88 % de submarinos. Además el uso de los submarinos fue cada vez más ineficiente, la mitad jamás hundió un solo barco, mientras el 2 % fue responsable del 30 % de los hundimientos. La llegada tardía de los submarinos del tipo XXI, no pudo subsanar lo que seis años de guerra no habían podido hacer.
La lucha en el Atlántico pasó por tres momentos:
- Desde el comienzo de la guerra hasta la entrada de EE. UU. El combate se libró entre Alemania y el Reino Unido. Hacia el final de esta fase los ingleses empezaban a imponerse.
- Desde la entrada de EE. UU. hasta mayo de 1943 los submarinos alemanes tuvieron la iniciativa.
- Desde mayo de 1943 quedó patente la superioridad aliada. En enero de 1943 en la Conferencia de Casablanca la guerra antisubmarina fue asignada como la prioridad de las fuerzas navales y aéreas.

La estrategia alemana creada en base a las lecciones de 1914-18 de atacar en superficie y en grupo resultó un éxito, pero solo por tiempo limitado. Los ingleses no tardaron en reaccionar. Además La entrada de Estados Unidos en la guerra, la desencriptación de Enigma y principalmente el desarrollo tecnológico e innovación fueron definitivos. Los aliados adoptaron nuevas tácticas antisubmarinas basadas en ataques aéreos, cargas de profundidad, granadas antisubmarinas, torpedos autodirigidos acústicos y la implementación de tecnología (sonar, radar y detectores de señal radio). Las innovaciones alemanas o fueron tardías o desaprovecharon la tecnología siendo aplicadas de modo incorrecto. La capacidad de adaptación fue también más rápida en los aliados que en los alemanes.
Por último si los alemanes hubieran dado prioridad a los submarinos sobre la construcción de unidades pesadas de superficie, podrían haber dotado a la Kriegsmarine de más de 100 submarinos adicionales en las primeras fases críticas de la guerra. Los almirantes alemanes decidieron concentrarse en la construcción de unidades pesadas de superficie en los años inmediatamente anteriores a la guerra. Dado el poder naval británico y francés, simplemente no justificaban su existencia salvo que creyeran que la guerra era imposible. La guerra demostró que fue un error.

##### Convoyes y escoltas antisubmarinos

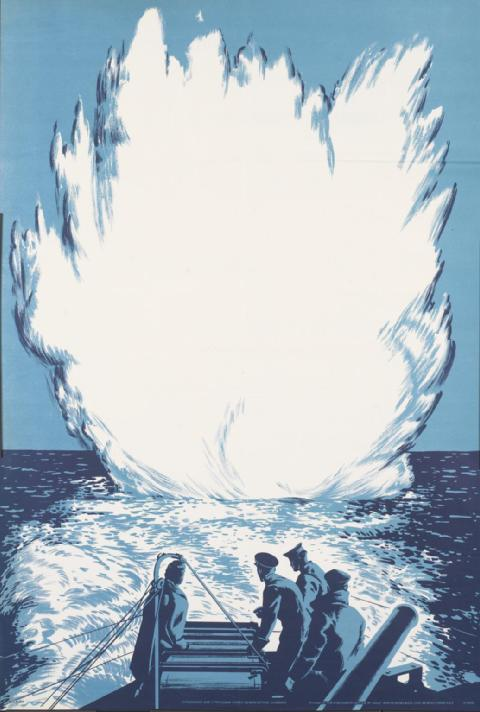
Dibujo representando lanzamiento de cargas de profundidad

Los puntos débiles de los submarinos de la época estaban en su baja velocidad e insuficiente autonomía en inmersión y horizonte visual limitado. Por ello se sabía por la experiencia en la Primera Guerra Mundial que los mercantes agrupados en convoyes constituían un blanco más difícil de localizar que los buques aislados. Aunque un convoy fuera localizado, los submarinos quedaban bajo el radio de ataque de los buques de escolta, ahorrando tiempo y energía en la búsqueda al realizarse en la ruta del convoy y no en todo el mar. El Almirantazgo británico había fijado en la Primera Guerra Mundial que un convoy no debía superar las 40 unidades por la dificultad de coordinarlos. Debido a la necesidad y para maximizar el empleo de los siempre escasos escoltas este número cambiaría durante la guerra y se harían convoyes más grandes. Se consideraba que los escoltas necesarios normalmente eran tres por convoy, más uno por cada diez buques adicionales (por tanto siete para uno de 40, pero nueve para uno de 60 y trece para uno de 100) puesto que el perímetro circular aumenta proporcionalmente menos que el área ocupada por los buques del convoy. Las lecciones de la Primera Guerra Mundial indicaban que los escoltas equipados con sonar (ASDIC, siglas empleadas por el Gobierno británico) podrían ubicar los submarinos sumergidos y localizarlos visualmente en la superficie. Los submarinos alemanes cambiaron por ello sus tácticas, aprovechando que en la superficie eran más rápidos que los barcos escolta mantenían el contacto con los convoyes durante el día y atacaban en superficie en las noches oscuras y en inmersión en las noches de luna. En respuesta a los convoyes los alemanes adoptaron tácticas de ataques sincronizados y simultáneos (manadas de lobos). Ocho, diez, doce o mas submarinos se reunían frente a un convoy, efectuando un ataque coordinado para desbordar la defensa. Cuando uno de ellos localizaba un convoy avisaba los demás y esperaba a los otros de la manada para atacar. A pesar de las pérdidas, la situación durante los primeros meses favorecía a los británicos.
Inicialmente la Royal Navy se encontró con que no contaba con escoltas suficientes, pues sus buques equipados con Asdic eran principalmente destructores que se necesitaban para proteger las grandes unidades de la flota. Entre las medidas de emergencia adoptadas estuvo la de emplear balleneros y pesqueros dotados de algún cañón, ASDIC y cargas de profundidad. Con el colapso de Francia y Noruega en la primavera de 1940 las reglas cambiaron, ya que los submarinos alemanes dispusieron de nuevas bases que les daban acceso directo al Atlántico, aumentando el tiempo de patrulla y caza. Como consecuencia las pérdidas aliadas se dispararon hasta cifras insostenibles, mientras que las pérdidas de submarinos alemanes eran soportables. Debido a las bajas en combate de destructores, aparecieron nuevos tipos de buques antisubmarinos, más simples y baratos, para suplirlos: corbetas, balandras y fragatas en la Royal Navy y destructores de escolta en la Armada de los Estados Unidos. Unos 150 buques clase Flower se construyeron entre Gran Bretaña y Canadá, dejando paso con el tiempo a las nuevas fragatas clase River y las corbetas clase Castle.

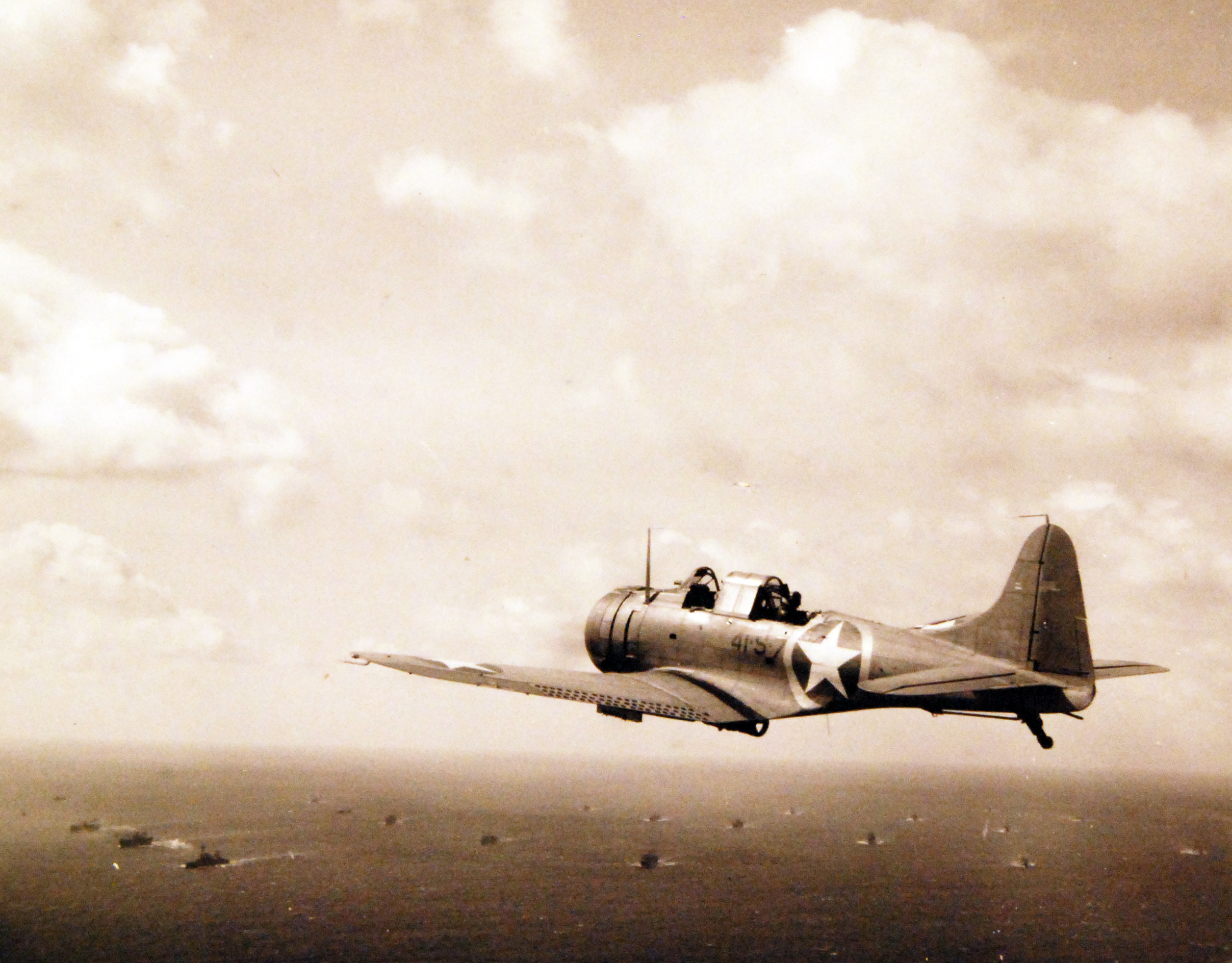
Avión SBD Dauntless del USS Ranger (CV-4) realizando una patrulla antisubmarina sobre el convoy de la Western Naval Task Force durante la Operación Torch.

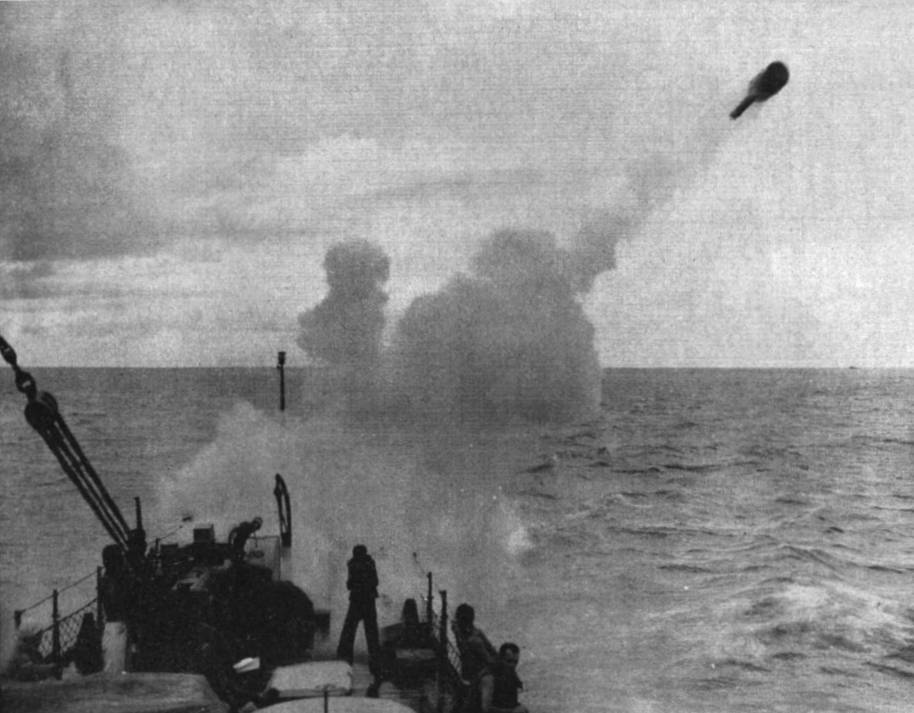
Lanzando cargas de profundidad.

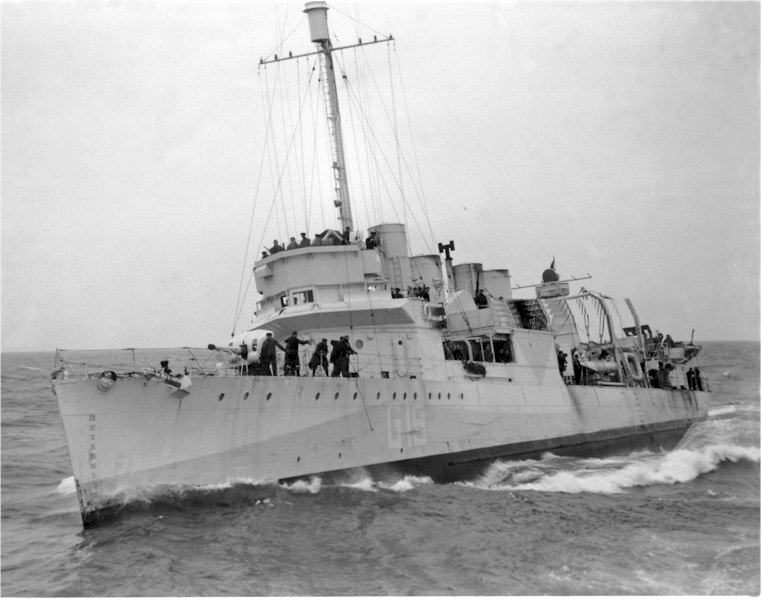
Uno de los destructores clase Town recibidos de EEUU y asignados en gran número a los grupos de escolta antisubmarina.

En 1941 se introdujeron cambios para acabar con la ventaja alemana. Para contrarrestar la táctica de manada de lobos, los británicos incrementaron el número de escoltas gracias al programa de construcción masiva de corbetas y fragatas. Además aumentaron los escuadrones de aviones antisubmarinos, equipando cada vez más aviones con radar y otras armas antisubmarinas. Los británicos empezaron también a recibir ayuda externa, primero de Canadá, que una vez reforzada su flota comenzó a escoltar los buques mercantes en la mitad occidental de la travesía del Atlántico. Luego de Estados Unidos, que empezó por prestar 50 destructores al Reino Unido a cambio de bases y acabó escoltando convoyes hasta Islandia. Las fragatas clase River complementaron a los escoltas antisubmarinos de las clases Black Swan y Flower, combinando la capacidad antisubmarina de los primeros y las técnicas de construcción en masa de los segundos. Unas 151 unidades se incorporaron entre 1941 y 1944 a la Royal Navy y marinas de la Commonwealth. La clase Tacoma era la copia anericana. Por último la invasión de Rusia en junio de 1941 liberó los barcos que la Royal Navy reservaba ante el temor de una invasión de Inglaterra.
Debido a que Canadá escoltaba a los convoyes en la parte occidental del Atlántico, y Reino Unido lo hacía desde la parte oriental, los U-Boot tuvieron que atacar en el centro del océano, donde los convoyes estaban más desprotegidos. La RAF contaba con bases en Islandia desde mayo de 1940 y sus aviones patrullaban hasta 400 millas al sur de la isla, una razón más por la que las operaciones de los submarinos alemanes se movieron al conocido como agujero de Atlántico,de más de 1300 kilómetros de diámetro, donde operaban sin amenaza aérea de ningún tipo y todavía eran escasos los buques escoltas de los convoyes.

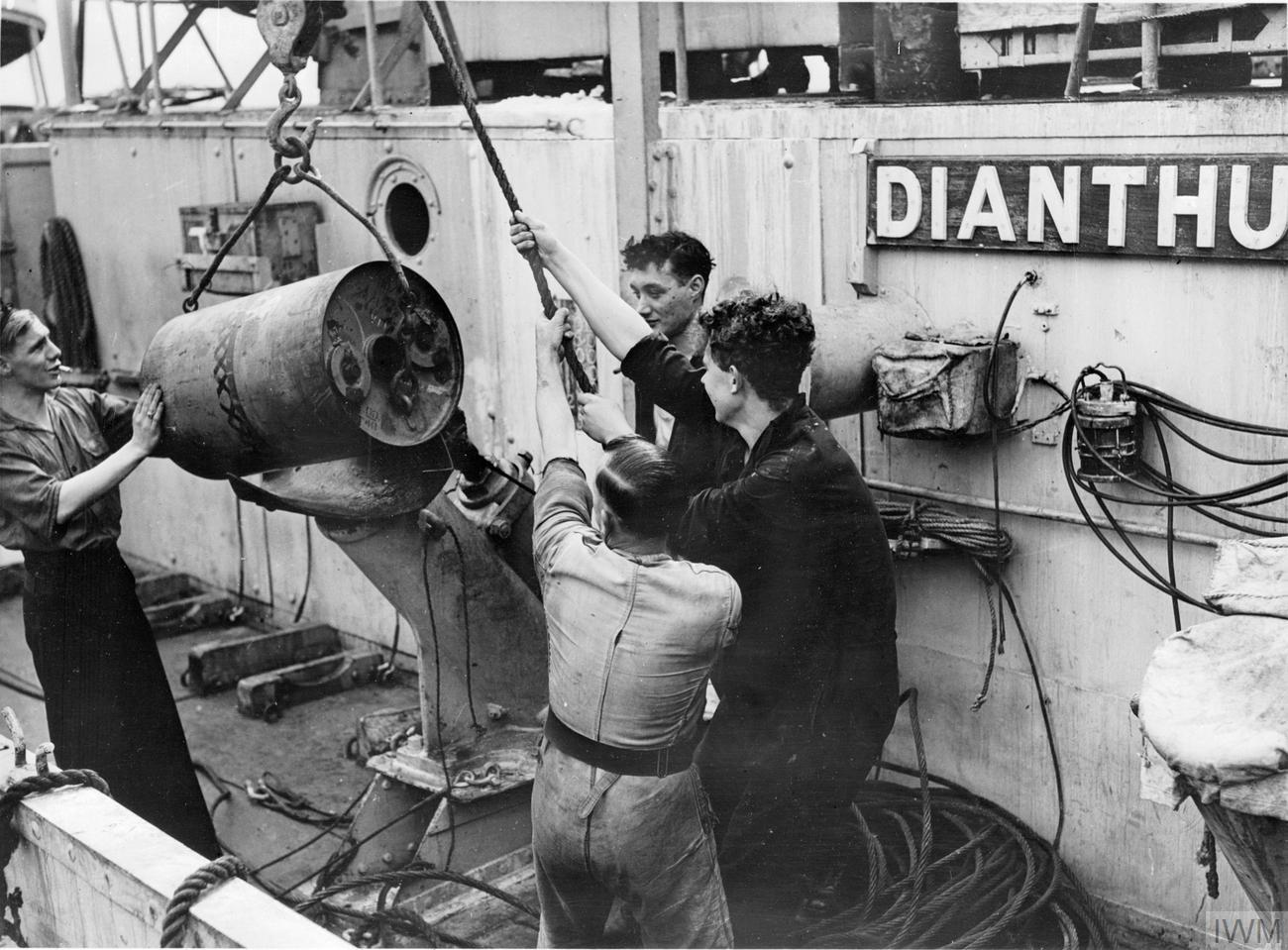
Subiendo a bordo cargas de profundidad Mark VII depth en una corbeta clase Flower.

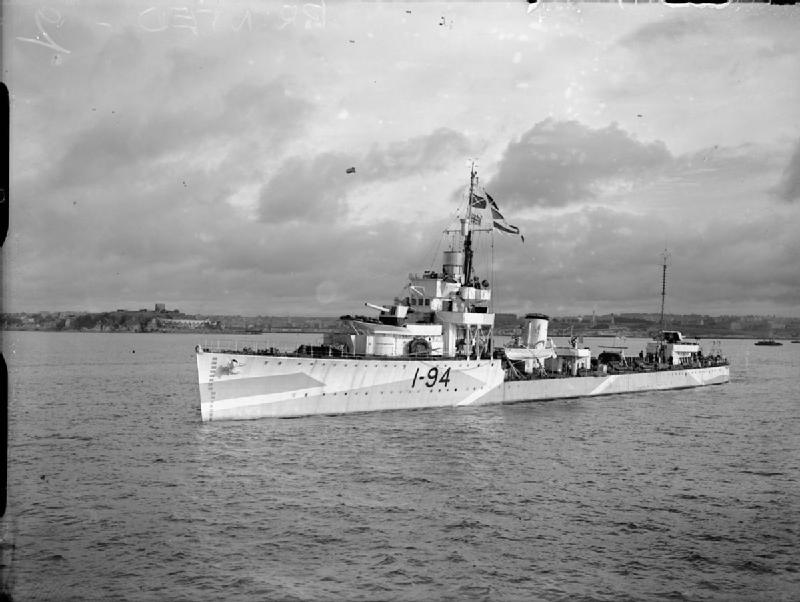
Los destructores clase V y clase W de la primera guerra mundial se podían encontrar dando aún buen servicio en los grupos de escolta antisubmarina británicos.

La Royal Navy con la experiencia fue mejorando sus tácticas, así se aprendió que eran más efectivas la maniobras conjuntas de varios escoltas ya que suponía una mayor oportunidad de destruir submarinos, y no como se hacía antes enviando un solo buque en misión de búsqueda y destrucción. En 1941 varios factores ayudaron a la Royal Navy a mejorar en sus éxitos frente a los submarinos. Cada vez contaba con más y mejor armados barcos de escolta, además la experiencia ganada en guerra antisubmarina hacía que sus barcos fueran más eficientes. Cuando se contaba con escoltas suficientes se formaba un anillo próximo al convoy y otro más alejado, lo que demostró su eficacia. Asimismo a inicios de 1941 el HMS Bulldog capturó una máquina de cifrado Enigma en el submarino U-110, pudiendo acceder durante meses al descifrado del Código Ultra y desviar convoyes de las zonas donde esperaban los grupos de submarinos. A esto se unió el duro invierno en el Atlántico Norte. Un ejemplo de la mejora en guerra antisubmarina es la escolta del Convoy ON 144, compuesto por 33 mercantes y protegidos por el grupo de Escolta B6 de la Royal Navy (cinco corbetas clase Flower). El convoy fue atacado por un grupo de diez submarinos, durante tres días, y consiguió perder solo cinco mercantes y una corbeta.

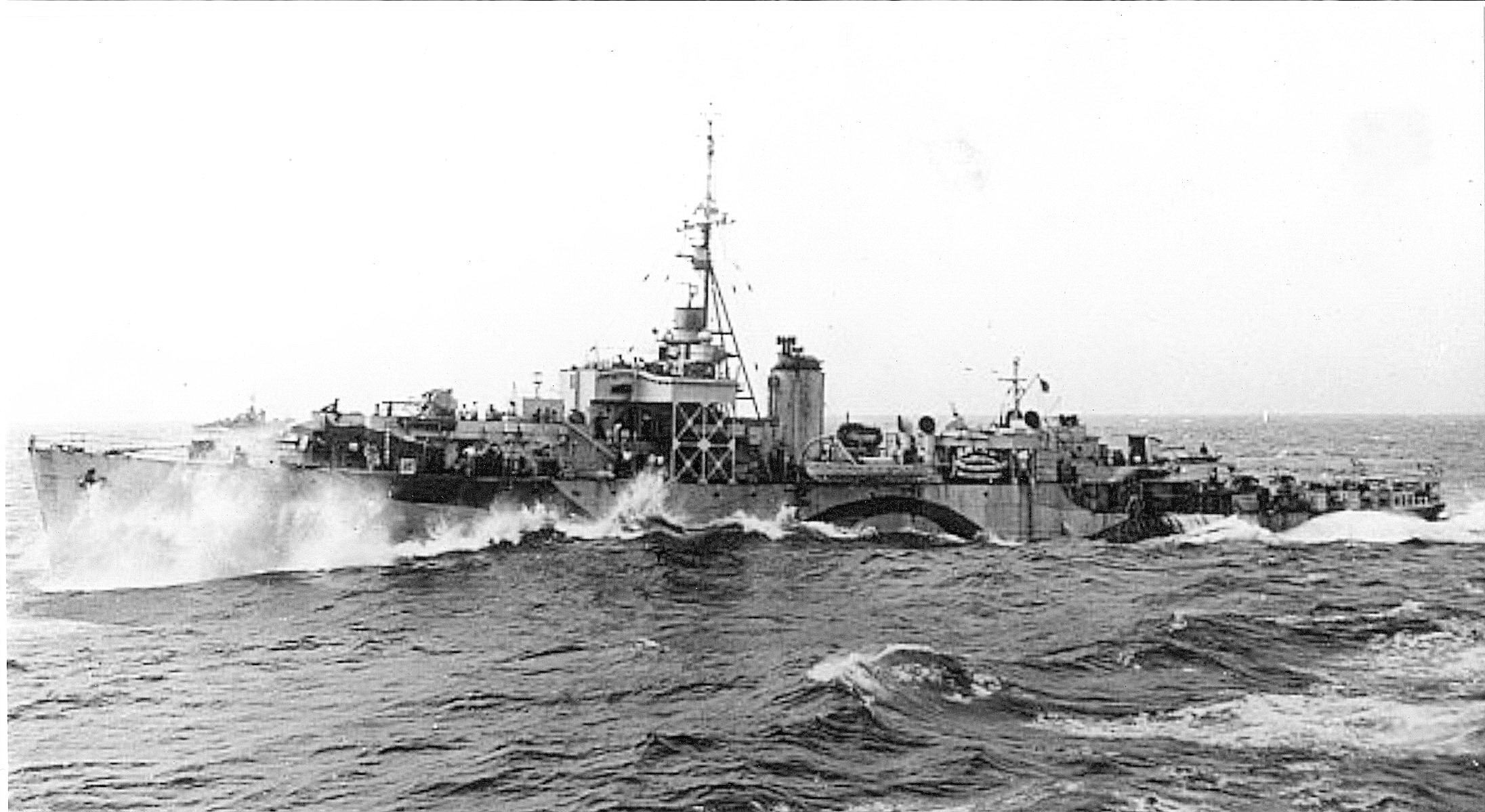
Fragata HMS Swale (K217), uno de los 151 buques de la clase River construidos entre 1941 y 1944 para servir en el Atlántico en escolta de convoyes

La construcción masiva de corbetas y buques antisubmarinos y que el almirante Percy Noble era responsable de la lucha antisubmarina empezó a notarse en los escoltas de la Royal Navy a finales de 1941. Aún así durante el primer semestre de 1942 Alemania solo perdió un submarino por cada 40 buques mercantes hundidos. A partir de finales de 1942 empezaron a formarse los grupos hunter-killer, al empezar ya a disponer de escoltas suficientes. Estos eran grupos de varios escoltas que podían reforzar a los convoyes que atravesaran por zonas de concentración de submarinos. Al operar independientemente de las escoltas podían centrarse exclusivamente en la destrucción de submarinos. El compromiso inicial era formar cinco grupos británicos y cinco de la US Navy. Pronto se les asignaron portaaviones de escolta, ayudando a inclinar la balanza del lado aliado.
En 1943 se decidió concentrar todos los recursos posibles contra los submarinos. Con la incorporación de más y mejores aviones de patrulla mejoró el alcance de los aviones basados en Gran Bretaña, Islandia y Terranova, lo que redujo las dimensiones de la zona sin cubrir por los aviones. Se creó un mando del Atlántico Noroeste en Halifax, ocupándose la Armada Canadiense de la protección de los convoyes desde el meridiano 47º Oeste, donde relevaba a los convoyes protegidos por la Royal Navy. Mientras la Royal Navy asignó sus grupos de combate y portaaviones de escolta a proteger los convoyes en el Atlántico Norte la US Navy organizó grupos autónomos, formados por destructores y un portaaviones de escolta, dedicados exclusivamente a cazar submarinos en un circuito que cruzaba las rutas de convoyes y áreas de operación de los submarinos en el Atlántico Central y Sur. Ya a finales de 1942 se hundieron más submarinos gracias a que el uso de mejores equipos de radar y de los nuevos equipos para localizar las señales de radio provenientes de los submarinos se estaba haciendo más común entre los escoltas. También se centraron los esfuerzos en reducir la efectividad de los submarinos dificultándoles alcanzar sus áreas de patrulla, atacándoles en sus zonas de tránsito para así explotar las debilidades del submarino de entonces.
El clímax en guerra antisubmarina se considera que llegó con el convoy ONS-5, que salió de Liverpool el 21 de abril de 1943 escoltado por el Grupo de Escolta B-7 y los cinco buques del Grupo de Apoyo 1. El convoy fue detectado por los alemanes al Sureste de Groenlandia, concentrándose 41 submarinos para atacarlo a partir del 4 de mayo. El convoy perdió 13 de los 43 barcos, resultando a cambio hundidos seis submarinos y otros cuatro dañados. Además se perdieron otros tres submarinos al intentar acercarse o alejarse del convoy. El día 24 de mayo de 1943 Donitz ordenó cesar la caza en el Atlántico Norte.
Solo con la guerra submarina perdida el alto mando alemán decidió introducir cambios tecnológicos significativos en su flota de submarinos. Es curioso comparar la innovación aliada y su apuesta tecnológica con el enfoque más conservador seguido por los alemanes. El 5 de febrero de 1944 salió de su base en Francia el primer submarino alemán equipado con snorkel que permitía cargar baterías sin necesidad de salir a superficie. Antes de ello la respuesta a la cada vez mayor presión de los aviones aliados había sido mejorar el armamento antiaéreo de los submarinos, lo cual no mejoró la situación alemana. Nuevos diseños de modernos submarinos se encargaron, pero ya era demasiado tarde y solo un puñado llegaron a ser utilizados.
Durante la guerra en las zonas de operaciones los alemanes perdieron 630 submarinos: 603 en combate, 20 por causas desconocidas y 7 por accidentes. Pero también en los puertos base se perdieron otros 81 submarinos por ataques y otras 42 por accidentes. Al finalizar la guerra, 215 submarinos fueron destruidos por sus tripulaciones y 153 fueron capturados.

##### Tácticas antisubmarinas

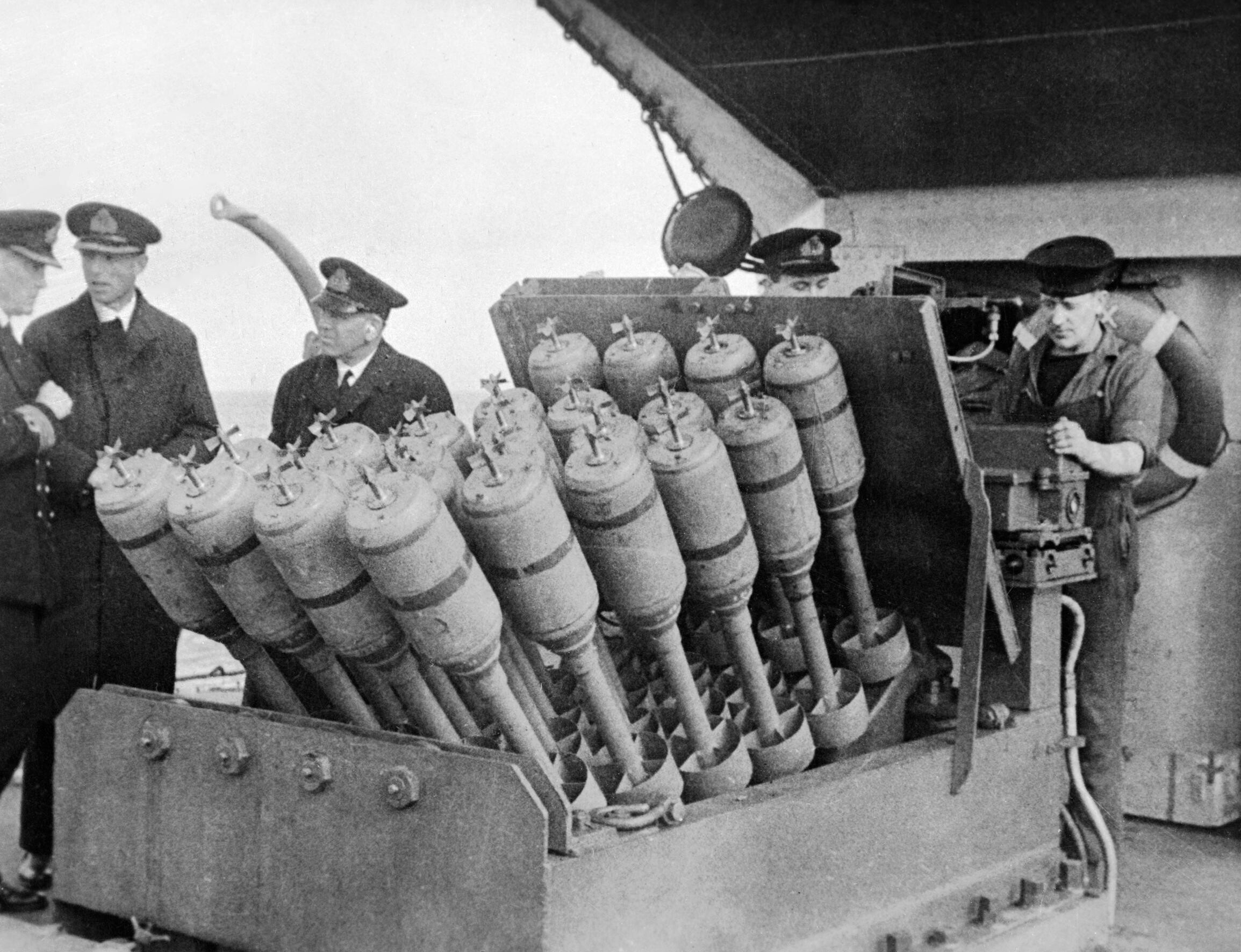
Mortero antisubmarino «erizo» instalado en la proa del destructor HMS Westcott

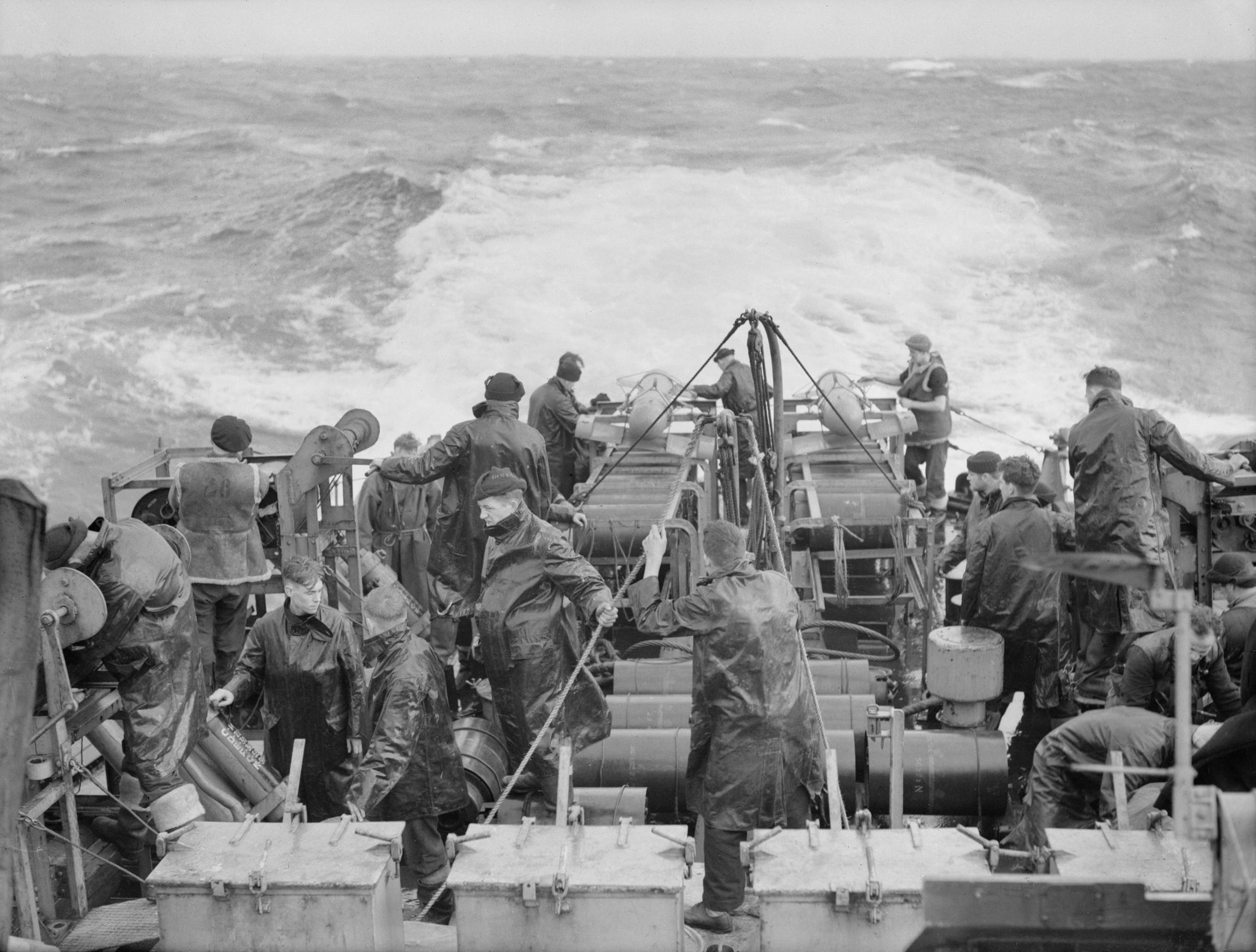
Preparando cargas de profundidad en el HMS Starling

Las tácticas antisubmarinas aliadas se basaban en el empleo de la tecnología más avanzada existente por aquel entonces. Al inicio de la guerra se pensaba que para derrotar a los submarinos bastaría con emplear de nuevo los convoyes, que en la guerra anterior habían demostrado su eficacia, más el empleo del sonar activo (ASDIC). La experiencia en combate demostró que las prestaciones del Asdic fueron sobrevaloradas por la Royal Navy en el periodo de entreguerras. Además los submarinos alemanes sabían de la existencia del sonar y atacaban de noche y en superficie, confiando también en sus reducidas dimensiones. Durante la guerra los barcos de escolta creaban una pantalla Asdic, un sonar activo, en torno a cada convoy. Cada navío dirigía sus transmisiones Asdic sobre un sector dado, incrementando así la posibilidad de detectar submarinos dentro del alcance efectivo de 2 kilómetros del dispositivo.
El Asdic tenía limitaciones ya que había partes del mar en las que no se transmitían de forma igual las ondas de sonido y en las cuales podía esconderse un submarino para no ser detectado. Durante la Segunda Guerra Mundial no se terminaba de entender por qué existían franjas del mar a través de las que no pasaba el sonido. Además el Asdic era relativamente sencillo de eludir para un capitán de submarino experimentado. Le bastaba con detenerse y navegar en silencio para pasar desapercibido. En la fase final del ataque debido a la existencia de una “zona de silencio”, los ecos procedentes del submarino dejan de recibirse y es por ello que el lanzamiento de cargas se realiza con arreglo a los datos obtenidos previamente. Para finales de 1942 los alemanes ya habían aprendido a aprovechar las deficiencias del Asdic a corta distancia y a escapar de las cargas de profundidad.
Los morteros antisubmarinos, llamados erizos, fueron la respuesta a la necesidad de un arma capaz de ser disparada mientras el Asdic controlaba la posición del submarino. Mientras el buque sigue la trayectoria del submarino va lanzando sucesivamente proyectiles por delante de su proa, con elevadas posibilidades de hundirlo, pues el mero contacto de uno solo de ellos asegura la total destrucción del submarino. Cuando una carga de profundidad explotaba el contacto se rompía y el submarino tenia hasta 15 minutos para moverse. Muchos submarinos escaparon durante ese tiempo después de un ataque. Las cargas erizo sólo explotaban al contacto, si algunas fallaban no perturbaban al sonar yel submarino podía ser rastreado. El erizo tenía la ventaja de disparar por delante de la nave, cuando se mantenía en contacto con el sonar, y que la profundidad no necesitaba ser conocida.
Otra táctica de evasión de un submarino alemán al ser detectado por Asdic era trazar un círculo de unos 500 m de diámetro, para cambiar de dirección, aprovechando su mayor maniobrabilidad frente al destructor enemigo, que tendría que realizar un giro dos o tres veces más grande que el del submarino para poder continuar la caza. Eso daba tiempo al submarino a alejarse lo suficiente y cambiar de rumbo para evadirse.

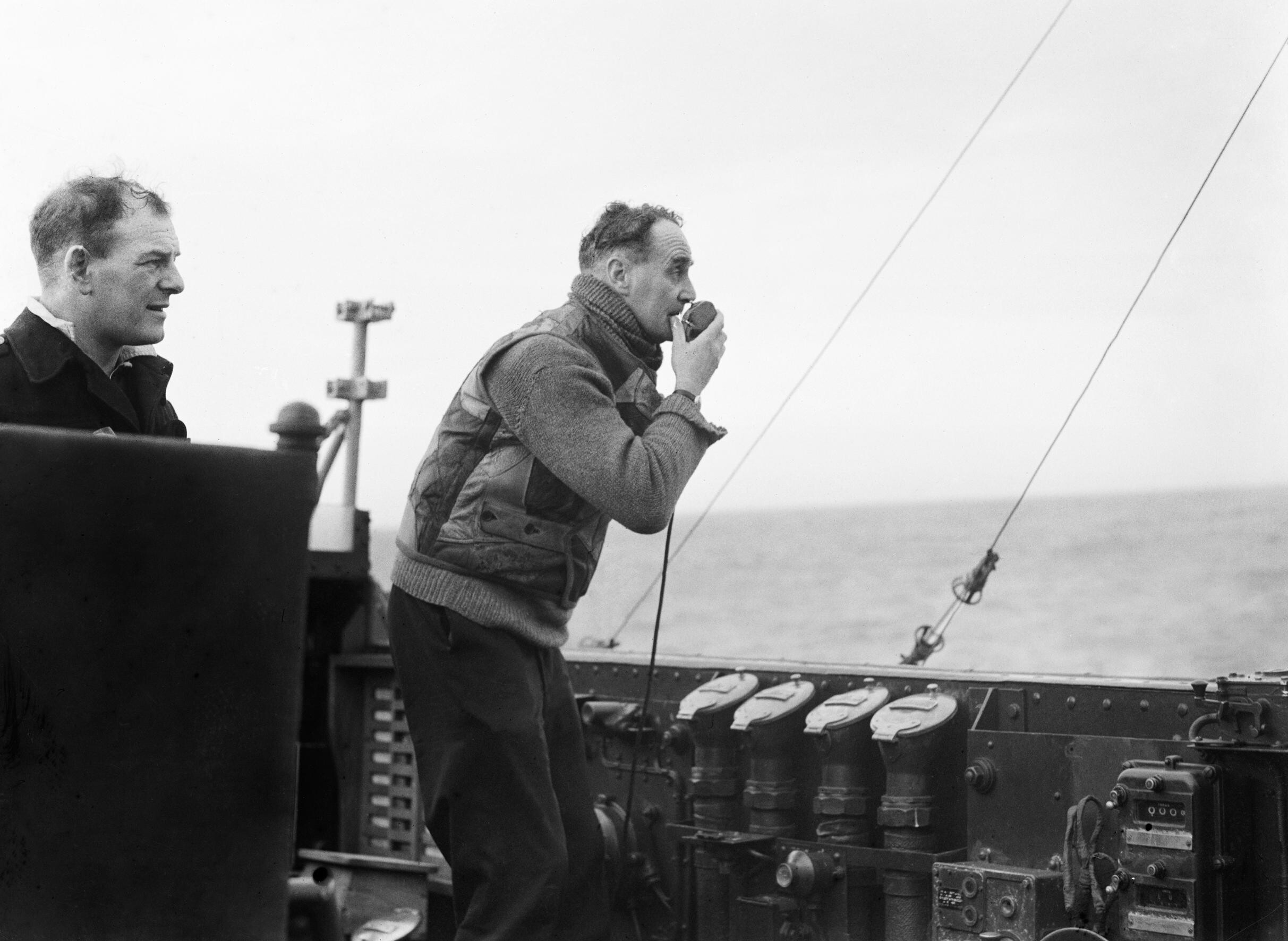
El capitán Walker dando instrucciones al HMS Woodpecker durante un ataque contra un submarino.

En la Royal Navy destacó el capitán Walker, que creó nuevas y exitosas tácticas antisubmarinas que se transmitieron a los jefes de escolta. Walker desarrolló el denominado «ataque envolvente», en el que un escolta a velocidad lenta con el Asdic realizaba un ataque normal mientras que otros dos se situaban con sus Asdic apagados, a ambos lados del haz. Los tres lanzaban entonces un ataque de cargas que atrapaban al submarino por sorpresa. Cuando las condiciones Asdic eran malas y era probable que un submarino escapase del contacto, Walker adoptó el llamado «ataque móvil». Un escolta mantenía contacto Asdic a una distancia de unos 900 m con el objetivo sin intentar acercarse. Al mismo tiempo dirigía a otro navío a lo largo de la marcación del submarino hasta que navegaba justo delante de su rumbo. El comandante del navío lanzaría entonces 26 cargas por pares a intervalos de nueve segundos. El submarino, consciente sólo del Asdic distante de su rastreador a popa, se dirigía en línea recta a la alfombra descendente de cargas de profundidad. Si el submarino tomaba un rumbo en zigzag evasivo se asignarían tres navíos, guiados desde popa por el rastreador, para crear una «barrera móvil». La tácticas de sembrar alfombras de cargas de profundidad aseguraron en la práctica totalidad de los casos que el submarino alemán sufriera daños o fuera hundido, a pesar de no hacer contacto directo las ondas de presión en el agua aseguraban los daños al casco del submarino.
Una de las variantes más exitosa de estas tácticas era mantener dos escoltas como elementos de localización del submarino con ayuda del Asdic y un tercero siguiendo las instrucciones de esos dos atacando con cargas y erizo. Si la situación lo requería los escoltas que detectaban al submarino participaban también en el ataque cubriendo así la mayor superficie de ataque y aumentando las posibilidades de acabar con el submarino.
Los alemanes emplearon los grupos de submarinos para poder desbordar a los escoltas de los convoyes. Estas tácticas eran efectivas pero obligaban a comunicarse frecuentemente. Las señales de radio de los submarinos interceptadas indicaban, incluso sin ser descifradas, con la dirección de procedencia, qué convoy estaba amenazado y qué refuerzos eran necesarios. Un importante adelanto fue la instalación en buques escolta de un radiogoniómetro de alta frecuencia (HF/DF o «Huff Duff», High-Frequency Direction Finder) que permitía averiguar si una transmisión procedente de un submarino representaba una amenaza real inmediata por su proximidad o posición. En caso afirmativo, un escolta se dirigía hacia el submarino para hundirlo o al menos obligarlo a sumergirse y perder el contacto.
La verdadera revolución en las tácticas antisubmarinas fue el radar. La combinación de sonar con el radar y los sistemas de radioescucha y localización, hicieron que por mucho que un submarino intentase esconderse no fuera posible y su localización fuera cuestión de tiempo. Si se sumergía el sonar indicaba su posición y si permanecía en la superficie era el radar.
También tuvo un importante papel la British Code & Cypher School basada en Bletchley Park, que logró descifrar los códigos encriptados alemanes. Los ingleses lograron capturar en la primera mitad de 1941 varias máquinas de cifrado Enigma y sus libros de códigos. Esto permitió descifrar las comunicaciones y saber donde se concentraban los submarinos y desviar el rumbo de los convoyes. El éxito terminó cuando en 1942 los alemanes introdujeron mejoras en las máquinas Enigma. En octubre de 1942 el HMS Petard logró capturar los códigos y máquina Enigma del submarino alemán U-559 cerca de Port Said, lo cual permitió volver a leer el código alemán. Esto haría más fácil dirigir los recursos allá donde se presumía estaban los grupos de submarinos alemanes.
La inteligencia naval alemana (B.Dienst) llegó en algún momento a descifrar los mensajes de la Royal Navy y los de los mercantes. Esto le permitía anticipar la ruta de los convoyes. A raíz de sospechas sobre este hecho los británicos cambiaron su cifrado en 1943 y sus prácticas de transmisión de radio, con lo que el B-Dienst perdió su ventaja.
Los éxitos de los aliados en guerra antisubmarina llevaron a Alemania a desarrollar nuevos submarinos, aumentando la capacidad de baterías y adoptando cascos con formas hidrodinámicas. También desarrollaron sistemas que permitieran al submarino mantenerse en inmersión largos periodos de tiempo. La aparición de los nuevos submarinos supuso una revolución, aunque llegaban ya demasiado tarde. Su mayor velocidad y autonomía les ponía fuera del alcance de muchos escoltas antisubmarinos como las corbetas tipo Flower o los arrastreros antisubmarinos, con una velocidad en superficie de 15 a 17 nudos. Estos barcos podían ser dejados atrás por un submarino Tipo XXI o Tipo XXIII navegando sumergido. El desarrollo de sistemas independientes de aire fracasó, la tecnología Walter o el motor diésel de ciclo cerrado no dieron frutos.

##### Aviones antisubmarinos

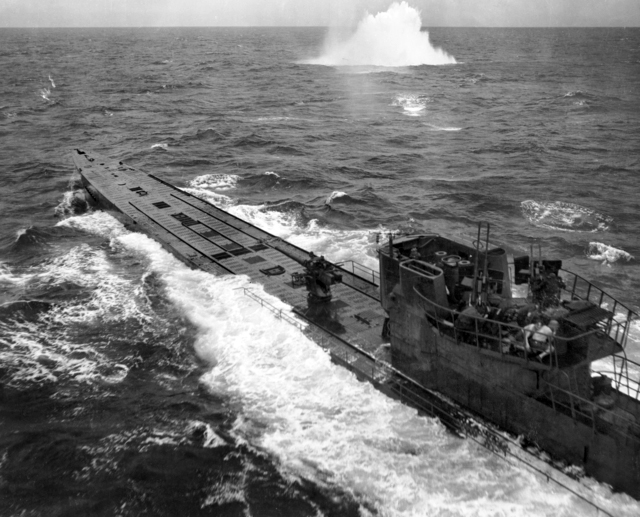
El submarino U-848 siendo atacado por un PB4Y-1 del escuadrón VB-107 de la US Navy. Foto tomada en la segunda pasada del avión.

Los británicos sabían de la importancia del avión en la lucha antisubmarina y crearon el RAF Coastal Command pocos años antes del inicio de la guerra para reconocimiento marítimo y protección de convoyes, pero les faltaba todavía el entrenamiento y las armas para poder luchar efectivamente contra los submarinos. En 1939 el Coastal Command contaba con 16 escuadrones, siendo la gran mayoría de sus aviones modelos anticuados. También pocos años antes de la guerra el Arma Aérea de la Flota (AAF) había recuperado su independencia. En septiembre de 1939, contaba con 232 aviones, muchos de ellos de segunda fila.
El Almirantazgo también tenía claro desde antes de la guerra el rol que los portaaviones podían jugar en la guerra antisubmarina. Pero el almirantazgo al inicio de la guerra todavía no tenía clara ni establecida una estrategia antisubmarina. Tras las presiones de Winston Churchill se decidió desplegar los portaaviones de flota HMS Ark Royal y HMS Courageous como parte de grupos antisubmarinos hunter-killer para descubrir y destruir submarinos alemanes en aguas británicas, un experimento táctico para el que faltaba suficiente experiencia. El HMS Ark Royal patrullaba la zona de las Orcadas y el HMS Courageous los accesos del noroeste, acompañado cada uno por destructores. El Ark Royal fue atacado por el U-39, aunque los torpedos fallaron. El hundimiento del U-39 por los escoltas del Ark Royal creó una sensación de seguridad en táctica antisubmarina en los británicos. Tres días más tarde el HMS Courageous fue hundido por el submarino alemán U-29. El submarino aprovechó un momento de descuido de los inexpertos escoltas y cuando el portaaviones maniobraba para hacer despegar sus aviones.
En 1941, ante las pérdidas de buques mercantes, el Almirantazgo desempolvó un antiguo proyecto de portaaviones de escolta y pidió la conversión de buques mercantes en portaaviones auxiliares, pero en vista de las enormes pérdidas de mercantes le fue denegado. El diseño inglés de clase Audacity consistía en transformar buques mercantes en pequeños portaaviones rudimentarios (sin hangar, ni ascensor, ni isla y apenas media docena de aviones). Cuando se visitaron los astilleros de EE. UU. se vio que los americanos habían trabajado en el mismo concepto, con diseños más capaces y mejores. Ante los éxitos de los submarinos y aviones Focke Wulf 200 alemanes se logró finalmente que se reservaran cinco mercantes en construcción para su conversión y otros seis portaaviones de escolta nuevos se encargaron a astilleros de EE. UU. Ante la urgencia a finales de 1941 entró en servicio en la Royal Navy el HMS Audacity, un mercante alemán convertido en portaaviones de escolta equipado solamente con cazas y artillería antiaérea mínima. Pese a ser hundido por un submarino, el nuevo portaaviones fue todo un éxito en la escolta de convoyes entre Gibraltar e Inglaterra. Desde finales de 1941 empezaron a entrar en servicio los portaaviones fabricados en EE. UU., uniéndose a los grupos de protección de convoyes.

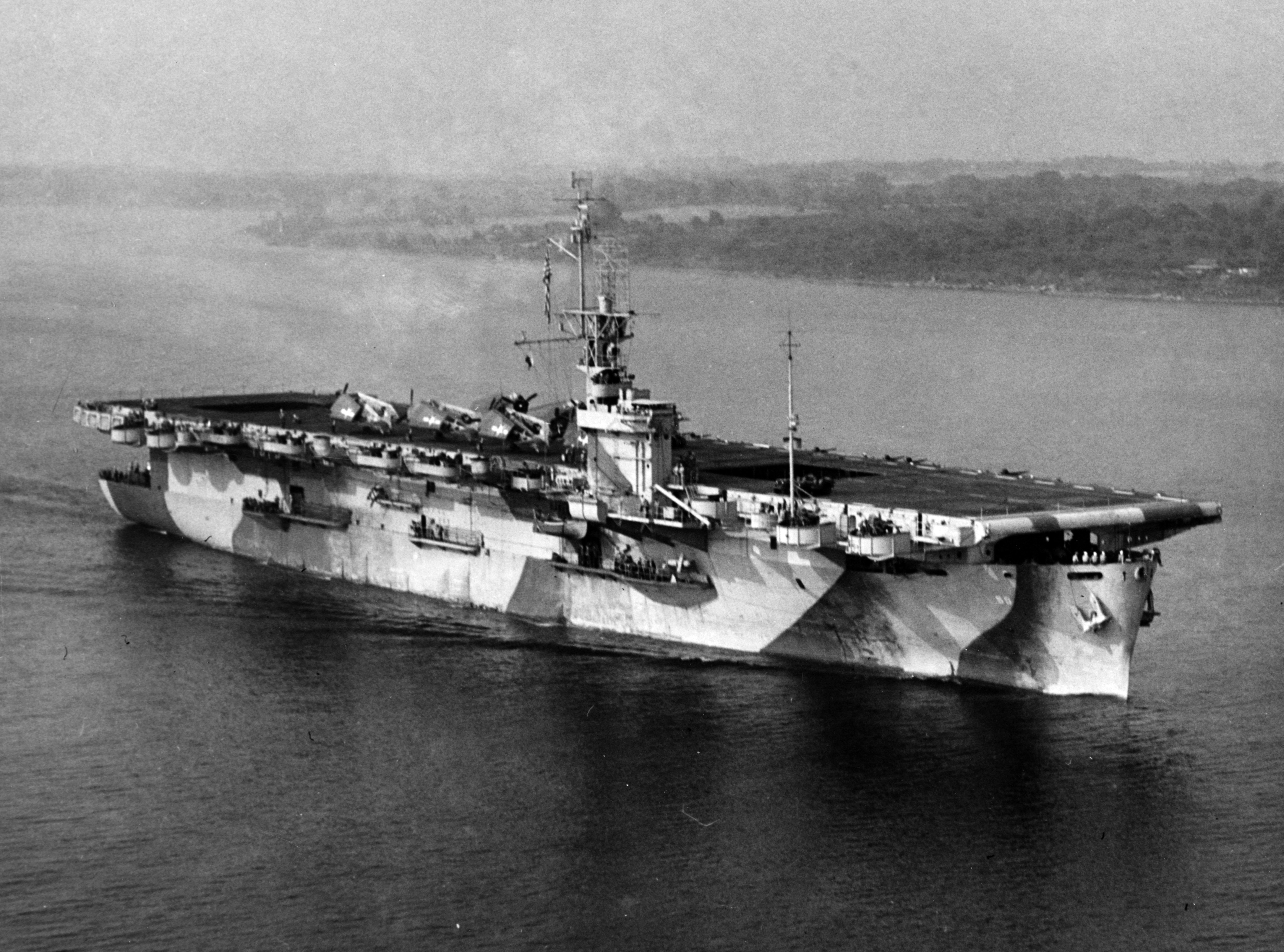
Portaviones de escolta.

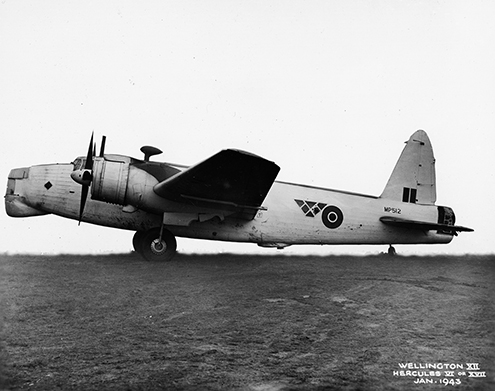
Los primeros radares ASV Mk.III se instalaron en aviones Wellington XII. En la foto se puede ver la instalación del radar en el morro del avión.

La US Navy adoptó el concepto británico de portaaviones de escolta y así EE. UU. fabricó 122 portaaviones de escolta durante toda la guerra. El que fueran lentos no era problema, puesto que su propósito era escoltar convoyes y proveer aviones a las fuerzas de ataque reservando así los grandes portaaviones. Estos portaaviones de escolta eran económicos y fáciles de construir, pronto EE. UU. y Gran Bretaña empezaron a tener en servicio en el Atlántico un número considerable. El HMS Archer y el USS Long Island fueron los primeros portaaviones de escolta, entrando en servidio a finales de 1941. Cuando hubo suficiente número de portaaviones de escolta estos se unieron a los grupos Hunter-Killer, creando task forces que con su grupo aéreo de aviones antisubmarinos operaban coordinadamente con los destructores.

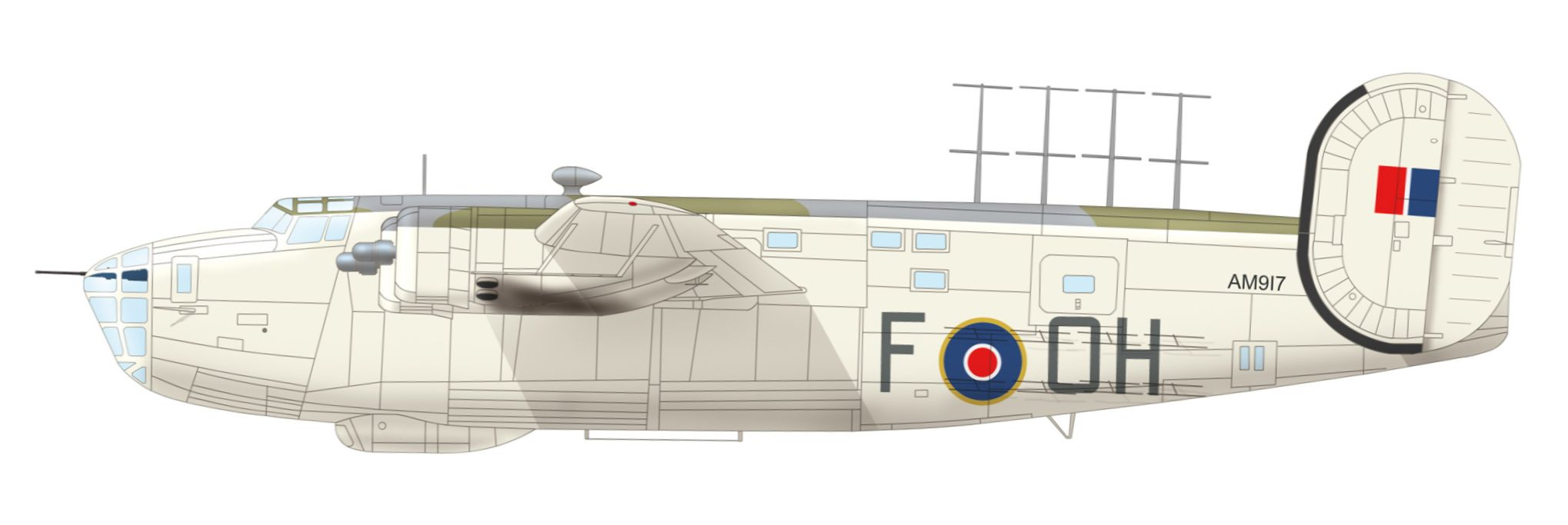
Consolidated Liberator Mk.I, 120th Squadron Coastal Command RAF.

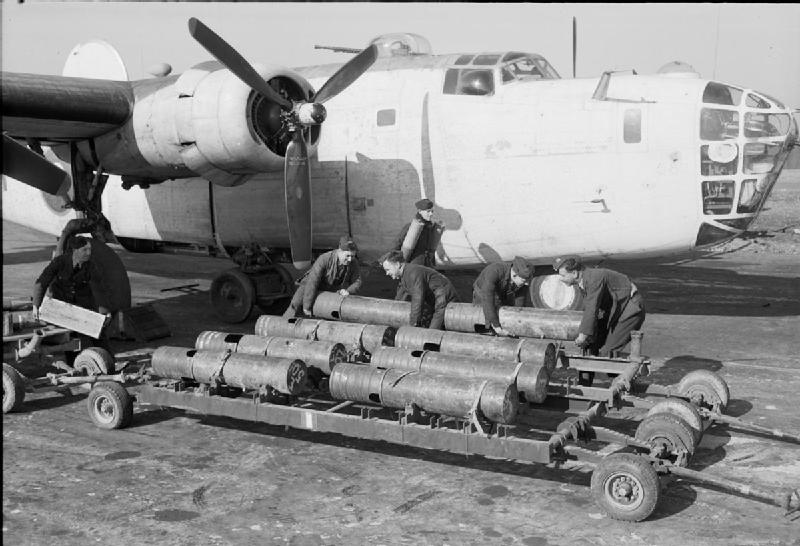
Liberator Mk.V, 58th Squadron Coastal Command RAF. Pueden verse las cargas de profundidad que los armeros montarán en el avión.

Cuando los portaaviones de escolta estaban disponibles para misiones antisubmarinas su dotación de cazas y torpederos podía peinar amplias zonas, de forma visual y con radar. Cuando un submarino enemigo era detectado, los pilotos marcaban el área y llamaban a los destructores antisubmarinos, más rápidos y maniobrables que los destructores de flota.
Ante lo desesperado de la situación la Royal Navy recurrió en 1940 a los barcos CAM (Catapult Armed Merchantman), pero debido a sus muchas carencias y en paralelo a la entrada en servicio de los portaaviones de escolta trabajó en un nuevo diseño de mercante convertido capaz de dar cobertura aérea a los convoyes. Así surgíó el buque MAC (Merchant Aircraft Carrier), que podía operar un pequeño grupo de cuatro aviones Swordfish. Se convirtieron en 1943 seis grandes transportes de cereal, recurriéndose más tarde a trece transportes de líquidos y petroleros. Ninguno de los convoyes protegidos por estos buques MAC sufrió hundimientos. Sin embargo al entrar en servicio cuando ya estaban siendo empleados los primeros portaaviones de escolta hizo que algunos se destinaran a transportes de aviones.

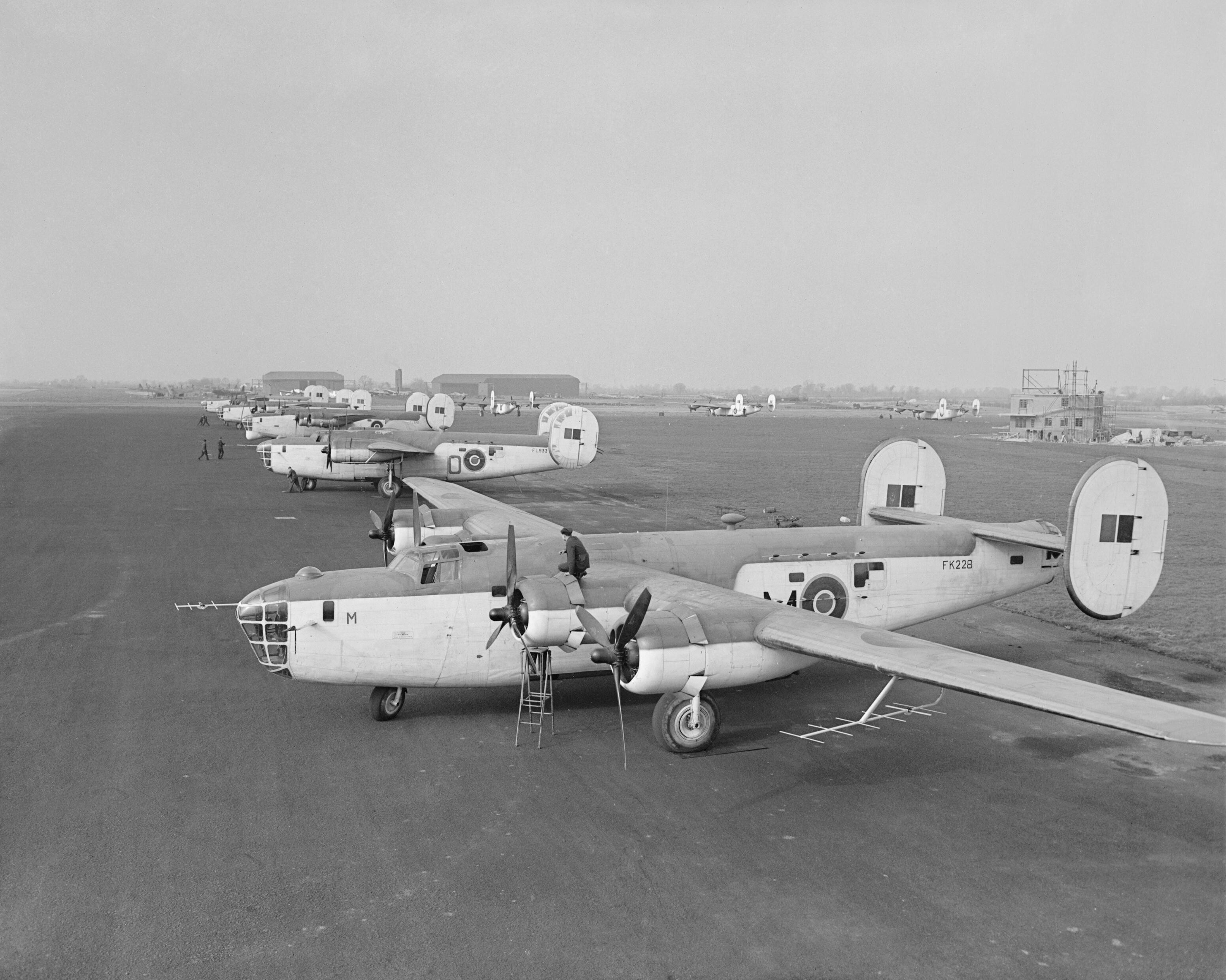
Aviones antisubmarinos B-24 Liberator GR Mk.III del 120 Squadron de la RAF, basado en Irlanda del Norte. Los Mk.III estaban equipados con un radar ASV Mark II. El tercer avión es un GR Mk. V, del 86 Squadron, equipado con radar centimétrico.

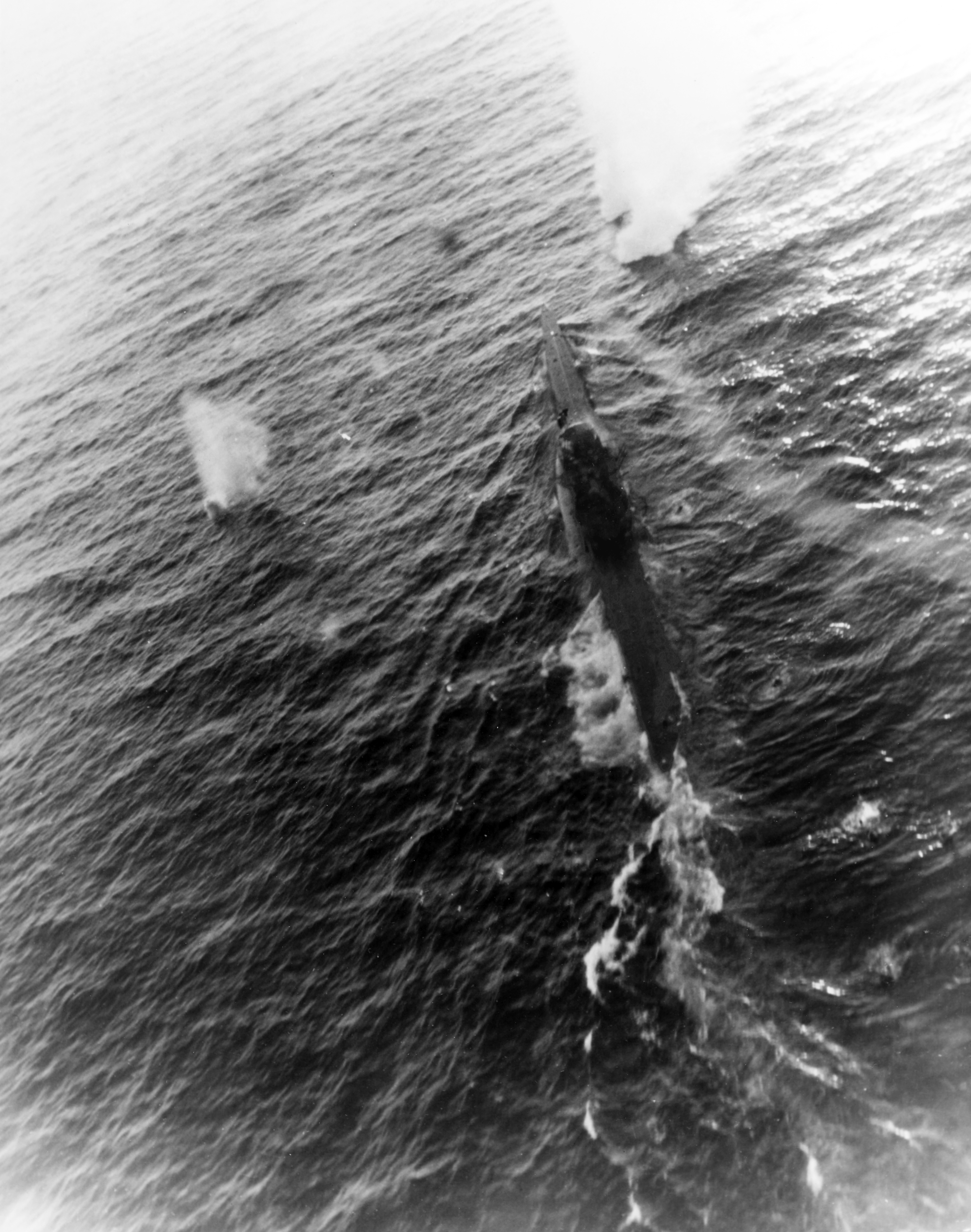
Aviones del USS Bogue atacan al U575. El submarino sería luego hundido por los escoltas del grupo cazasubmarino que lideraba el portaviones

Además, los aliados contaron cada vez con más aviones antisubmarinos basados en tierra. Según se iba haciendo más letal la amenaza submarina alemana se dotó de más recursos al Coastal Command. A pesar de todo el Mando Costero de la RAF era prácticamente ineficaz ya que no contaba con aviones con el suficiente alcance para proteger los convoyes, al operar los submarinos alemanes fuera del alcance de los aviones basados en tierra. Para mejorar la efectividad se decidió la subordinación del Mando Costero al Almirantazgo. Durante la batalla del Atlántico la RAF se equipó con el mayor número posible de aviones susceptibles de ser empleado en patrulla marítima: Lockheed Hudson, Bristol Beaufort, PBY Catalina, Consolidated B-24, Boeing B-17, Handley Page Halifax, Vickers Wellington y muchos otros. El Mando de Bombardeo de la RAF transfirió al Mando Costero bombarderos algo anticuados, pero que con su autonomía y prestaciones fueron efectivos en la lucha antisubmarina. En 1941 y a pesar de la neutralidad empezaron a operar desde Islandia aviones de patrulla de la US Navy. En 1941 era cada vez más frecuente que los aviones de la RAF estuvieran equipados con el radar ASV Mk.II, con un alcance de alrededor de 20 kilómetros. El radar ASV Mk.II requería la instalación de cuatro grandes antenas en el fuselajes trasero, dos filas de cuatro antenas más pequeñas en los lados y una antena debajo de cada ala.
En 1941 Gran Bretaña recibió sus primeros aviones B-24, que el Mando Costero modificó para equiparlos con radar ASV y un contenedor para cuatro cañones de 20 mm. adosado debajo de la parte delantera del fuselaje. Con la entrada en la guerra de EE. UU. escuadrones de la US Navy y la US Army Air Force se unieron a las patrullas antisubmarinas. Los aviones aliados fueron equipados progresivamente con radares, cañones, bombas, cargas de profundidad e incluso minas. Los escuadrones de Catalinas, Liberators y Sunderlands de largo alcance salían cada día a patrullar las zonas donde se creía estaban los submarinos. Al ser zona de paso obligada, el golfo de Vizcaya y la línea Shetland-Faroe-Islandia se convirtieron en una verdadera trampa para los submarinos alemanes, que sufrían fuertes ataques de la Aviación aliada que constantemente patrullaba la zona.
De entre todos los aviones los que mayor contribución hicieron a la lucha antisubmarina fueron los B-24 Liberator, gracias a su gran alcance y armamento permitieron patrullar prácticamente todo el Atlántico Norte. Dos escuadrones de B-24D de la USAAF equipados con radar ASV Mk.III fueron destinados al Coastal Command por petición expresa de Churchill a inicios de 1943, para así hacer frente a las perdidas de mercantes. Una vez que Portugal accedió a prestar las Azores como base de aviones de largo alcance todo el Atlántico quedó cubierto por aviones de patrulla basados en tierra, dificultando a los submarinos alemanes su trabajo. Los avances tecnológicos también se fueron incorporando en los aviones de patrulla antisubmarina, a partir de 1943 un Sunderland ya estaba equipado con radar, sistema HF-DF, foco de búsqueda Leigh Light y torpedos FIDO, todo esto le convertía en un sistema de armas antisubmarino todo tiempo frente al que los submarinos alemanes no tenían defensas.

#### Pacífico
Durante la Segunda Guerra Mundial, los buques japoneses hundieron 18 submarinos americanos mientras que los aviones hundieron 8. Además, un submarino británico fue hundido por aviones y otro por buques de superficie. Los submarinos aliados hundieron 1152 buques mercantes japoneses. Un gran número de buques de guerra japoneses fueron hundidos por submarinos, siendo el portaaviones Shinano el más grande.
Basándose en el ejemplo de los submarinos alemanes desde el comienzo de las operaciones contra el Japón, EE. UU. realizó una campaña submarina contra los mercantes, que incomprensiblemente no operaban en convoyes sino de manera aislada y sin protección. La flota mercante japonesa sufrió la pérdida de 8,1 millones de toneladas durante la guerra, con los submarinos causando el 60 % de estas pérdidas. Casi la mitad de la marina mercante japonesa había sido hundida al final de la guerra, incluyendo dos terceras partes de sus petroleros. Adicionalmente los submarinos hundieron 700 000 toneladas en buques de guerra (30 % del total). De un total de 288 submarinos desplegados durante la guerra, se perdieron 48 en el Pacífico, con una tasa de fallecimientos entre los submarinistas de un 22 %.
A pesar de su poder la capacidad antisubmarina de la flota japonesa era deficiente, algo sorprendente siendo Japón un país con escasos recursos naturales y una necesidad imperiosa de mantener abiertas las comunicaciones marítimas. Las lecciones de la Primera Guerra Mundial y el concepto de guerra submarina total e ilimitada que Alemania estaba ejecutando en el Atlántico no influyeron en absoluto el alto mando naval japonés. La flota mercante no viajaba en convoyes y cuando finalmente los japoneses corrigieron el error pagaron un alto precio por la falta de coordinación y entrenamiento previos. Las fuertes pérdidas de destructores en la campaña de Guadalcanal y las Salomón centrales también dificultó asignar barcos a las tareas de escolta. La consecuencia final fue el asombroso y catastrófico fracaso de la armada japonesa a la hora de proteger a su marina mercante de los submarinos enemigos.
La Armada Imperial Japonesa no prestó la debida atención a la guerra antisubmarina hasta muy avanzada la guerra. A pesar de ello ya en 1931 se había realizado un pedido de 64 cazasubmarinos del Tipo 1, pero las restricciones presupuestarias redujeron su número a unos pocos. La Armada Imperial contaba con algunos remolcadores y transbordadores convertidos en cazasubmarinos, pero eran pequeños y lentos y se querían barcos antisubmarinos con una velocidad de al menos 20 nudos. Dentro de los distintos Programas de armamento naval se fueron incorporando nuevos cazasubmarinos, pero en escaso número.
Al inicio de la guerra no había unidades asignadas específicamente a la guerra antisubmarina y los destructores fueron destinados a operaciones con la Flota Combinada. Para hacer las cosas todavía peor las cargas de profundidad japonesas del inicio de la guerra eran bastante ligeras y eso permitió que muchos submarinos americanos escaparan ya que podían sumergirse a 90 m o más, mucho más profundo de lo que pensaban los japoneses. Con el tiempo modificaron sus cargas para una mayor profundidad y letalidad. Sin embargo los japoneses contaban con muy buenos equipos acústicos en sus barcos y con operadores preparados. A partir de 1943 se contó además con equipos Tipo 3 de sonar activo, gracias a la información recibida de los S-Gerät alemanes.

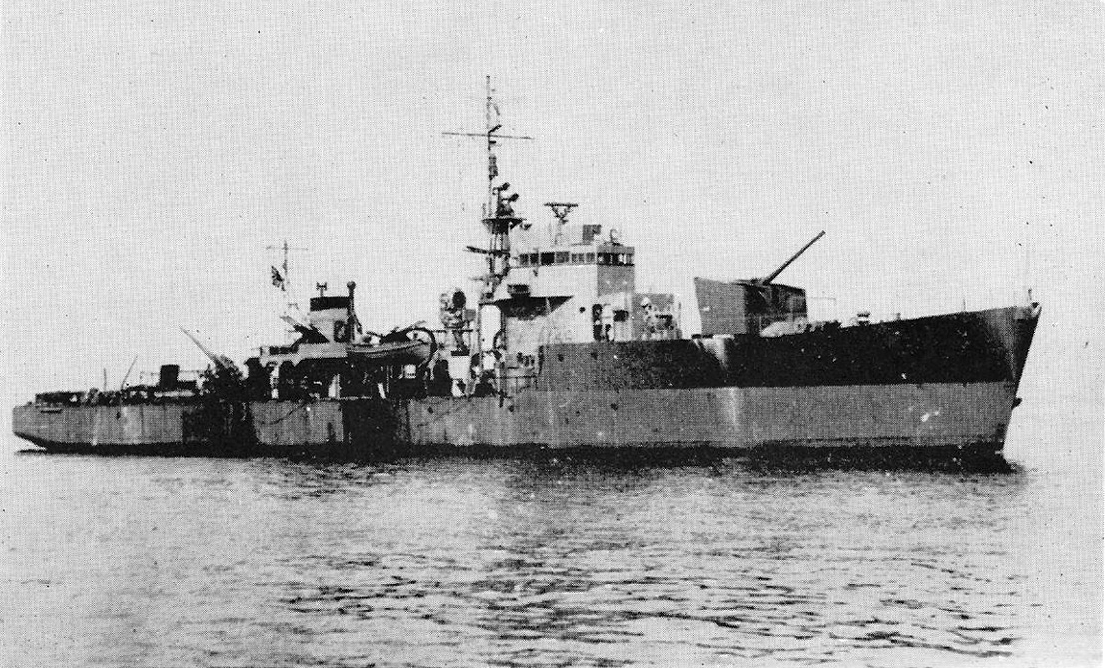
Barco de escolta japonés, Kaibakan tipo C

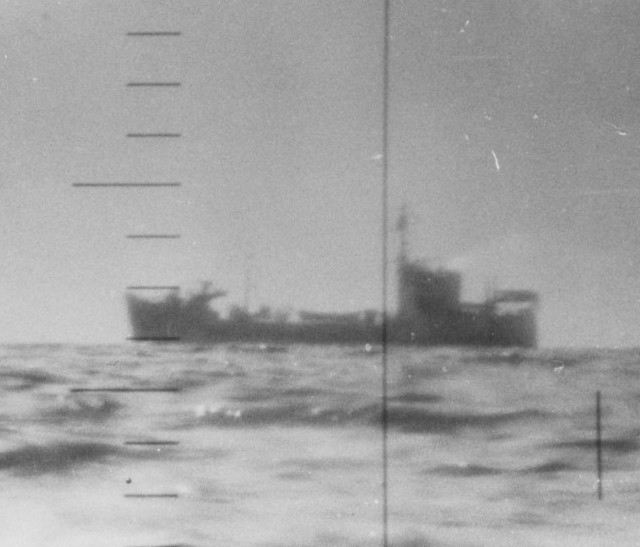
Foto tomada por el submarino USS Albacore de un pesquero japones armado

Los japoneses, además de barcos ya obsoletos para servir en primera fila, contaban para la escolta con los llamados buques Kaibokan. Eran pequeños buques diseñados para patrullar, limpiar minas y escoltar convoyes. Aunque similares a los destructores de escolta de EE. UU. su rol era ligeramente diferente, eran barcos con motor diésel y sin tubos de torpedos. Los cuatro buques de la clase Shimushu fueron construidos antes de la guerra y serían la base para las cinco clases que totalizaron 171 barcos de escolta Kaibokan. Inicialmente armados con solo doce cargas de profundidad, pronto se duplicó ese número y eliminó su equipo de guerra de minas. El armamento se incrementó posteriormente a 60 cargas de profundidad y seis lanzadores de cargas. La necesidad de contar con escoltas para sus convoyes obligó a incautar unos 200 pequeños barcos civiles (pesqueros, balleneros, remolcadores, etc) para convertirlos en cazasubmarinos. También cualquier patrullero o minador capturado fue dedicado a esta misión.
No fue hasta abril de 1942 cuando se crearon las dos primeras unidades de escolta antisubmarina y el primer convoy japonés se organizó ese mismo mes aunque el sistema de convoyes no se generalizaría hasta marzo de 1944. También en 1942 la Armada Imperial empezó a crear unidades aéreas especializadas en patrulla antisubmarina. Dentro del Programa de Complemento Rápido de Armamento Naval se lanzaron los proyectos Maru Kyū y Maru Sen para formar una flota antisubmarina auxiliar, convirtiendo diseños civiles. En noviembre de 1943 se creó un mando unificado de escoltas, asignándole 50 barcos y cuatro portaaviones, que no llegarían hasta julio de 1944. Solo en la etapa final de la guerra se construyeron una serie extensa de destructores de escolta, complementados por corbetas y patrulleros en la escolta de los convoyes desde el sudeste asiático hasta Japón. Así Japón lanzó en junio de 1943 los destructores de escolta de la Clase Matsu, pudiéndose construir un buque cada seis meses mientras que para un destructor de escuadra se necesitaban casi 18 meses. En abril de 1943 se aprobó la producción de más buques Kaibokan de escolta, debido a la urgente necesidad de proteger a los convoyes. Se mejoró el armamento antiaéreo y antisubmarino pero a la vez simplificando al máximo su diseño para facilitar su rápida construcción, esto permitió construir un buque en tan solo cuatro meses.
También, aunque tarde, empezaron a operar aviones especializados en reconocimiento aéreo y caza de submarinos. Bombarderos G4M2 fueron convertidos a partir de 1944 en aviones de patrulla antisubmarina bastante eficaces mediante la instalación de un radar H-6. Otros muchos tipos de bombarderos fueron equipados con radar para realizar patrulla marítima: P1Y2, H8K, etc. Otra de las tácticas fue recurrir a los campos de minas, pero con la falta de minadores disponibles solo se pudieron tender algunas barreras en el mar de China Oriental y en el Estrecho de Formosa.
Cuando la guerra empezó los japoneses carecían de aparatos de radar eficaces que pudieran montarse en barcos o aviones. En Singapur y en Filipinas capturaron equipos de radar, que junto a la información recibida de Alemania se emplearon para mejorar sus diseños. Eso no evitaría que siguieran atrasados en el área de radares respecto a EE. UU. La Armada desarrolló en sus instalaciones técnicas de Oppama equipos de radar H-6, o tipo 64, que gracias a pesar 110 kg. pudieron instalarse a partir de 1943 en bombarderos basados en tierra. Este diseño se mejoró y aligeró, lo que permitió instalarlo en 1944 en el avión Kyūshū Q1W, diseñado expresamente para patrulla antisubmarina. Asimismo los escoltas empezaron a contar con equipos radar, aunque ya demasiado tarde para cambiar el curso de la guerra.

#### Mediterráneo
El Mediterráneo no era el mar ideal para los submarinos debido a la transparencia de sus aguas así como la poca profundidad en las posibles zonas de operaciones y rutas marítimas. A pesar de ello los submarinos italianos tuvieron algún éxito en ataques a convoyes, aunque nunca pudieron aprovechar la presencia de grandes convoyes como los que abastecían a Malta. La intervención de submarinos alemanes empezó a finales de 1941, aunque con menos éxitos de los esperados. Alemania envió 76 submarinos al Mediterráneo, de ellos 14 resultados hundidos o gravemente averiados al pasar Gibraltar. Los submarinos alemanes enviados a reforzar a los italianos se organizaron en dos flotillas, la 23ª con base en Salamina y la 29ª basada en La Spezia. A diferencia del Atlántico en el Mediterráneo también tenían como objetivo prioritarios los buques militares, so solo los convoyes. Gracias a las técnicas probadas en el Atlántico de empleo de Asdic, radar y patrullas aéreas los aliados derrotaron a los submarinos italiano y alemanes. Para 1944 ninguno de los submarinos alemanes estaba ya en servicio.

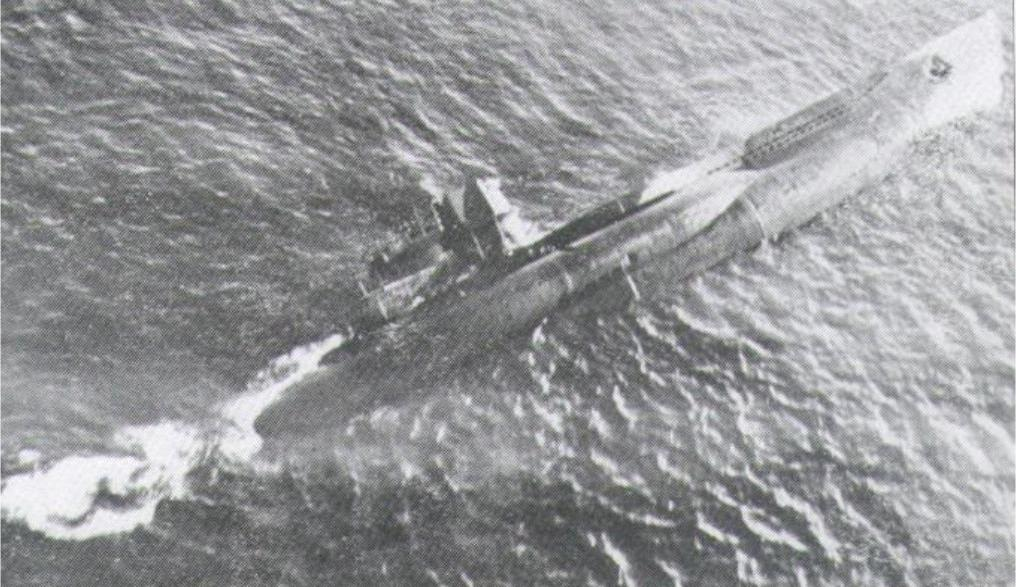
Submarino alemán 'U-617', embarrancado en el cabo Tres Forcas (cerca de Melilla) tras ser atacado por aviones Wellington del 179 Sqdn. de la RAF en septiembre de 1943. El submarino fue posteriormente atacado por aviones Hudson y Swordfish y finalmente destruido por los cañones del HMS Hyacinth y el HMAS Wollongong.

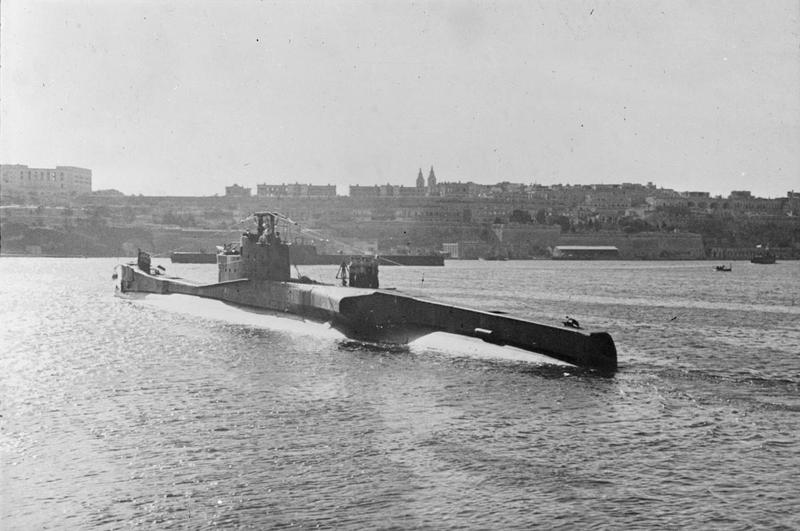
Submarino inglés en la base de Malta

El Mediterráneo estaba casi totalmente dominado por las fuerzas británicas, que atacaban constantemente los convoyes de suministros que navegaban entre Italia y África. Hay que destacar la escasa preparación y previsión de la Regia Marina en guerra submarina y antisubmarina, unida al hecho que Italia disponía de una industria tecnológicamente avanzada pero reducida e incapaz de participar en una guerra de desgaste. Todo esto se tradujo en una marcada inferioridad tecnológica y un número siempre insuficiente de torpedos, cargas de profundidad, minas, hidrófonos, aparatos sonar y aparatos radar que limitaba a la Regia Marina. La Royal Navy empleó sus cruceros, destructores y submarinos contra los convoyes italianos, creando grandes perdidas entre 1941 y 1942 en buques mercantes y escoltas. Los submarinos británicos con base en Malta y Alejandría atacaron los convoyes entre Italia y Libia, insuficientemente protegidos y con escoltas antisubmarinas sin los equipos de detección y armamento adecuados. Ante las graves perdidas que los destructores italianos sufrieron se empleó cazatorpederos, torpederos, corbetas y submarinos en su lucha antisubmarina para proteger la ruta al norte de África, sufriendo graves perdidas. Para cubrir sus perdidas los italianos necesitaban dotarse de gran número de nuevos escoltas que pudieran ser construidos de forma rápida y barata, y que además de submarinos pudieran hacer frente a cruceros y destructores de la Royal Navy. Los torpederos clase Orsa fueron los primeros buques italianos en llevar un sonar activo.
Los pequeños y rápidos torpederos Clase Spica, construidos antes de la guerra, demostraron su utilidad como escoltas pero para 1942 un tercio de los 30 barcos de la clase ya se había perdido. Basados en la clase Spica se construyeron justo antes de la guerra cuatro torpederos Clase Orsa, con armamento antisubmarino mejorado y mayor número de cargas de profundidad. Las corbetas Clase Gabbiano se diseñaron con las lecciones de la guerra en mente y consiguieron un importante éxito como escoltas, prueba de ello es que muchas fueron capturadas o completadas por los alemanes pasando al servicio de la Kriegsmarine. Eran corbetas cazasubmarinas adaptadas al Mediterráneo y equipadas con un motor eléctrico que les permitía la navegación silenciosa y contaban con sonar e hidrófonos, además de un buen armamento antisubmarino. Sin embargo llegaron ya demasiado tarde.
A pesar de todo el 40 % de los submarinos británicos que sirvieron en el Mediterráneo fueron hundidos por aviones, escoltas o campos de minas. Los ingleses comenzaron la guerra en el Mediterráneo con submarinos de escuadra submarinos clase “O” y “P”, fáciles de descubrir y poco manejables. Estos sufrieron grandes pérdidas, por lo que se recurrió a submarinos más pequeños que resultaron mucho más efectivos.

#### Báltico
Por parte soviética los submarinos eran modernos, pero las tripulaciones carecían de entrenamiento y la profesionalidad de los comandantes había sido arrasada por las purgas. Ambas partes hicieron un uso extensivo y efectivo de los campos de minas. En 1942 los alemanes instalaron una barrera de 6000 minas entre las islas de Gogland y Bolshói Tiuters cerrando el golfo de Finlandia e impidiendo el acceso de ningún buque o submarino soviético al mar Báltico desde Leningrado. Después del inicio de las guerra con la Unión Soviética los barcos alemanes obtuvieron resultados limitados, debido a que la flota soviética había sido eliminada u obligada a abandonar el Báltico. Los submarinos soviéticos de vez en cuando evadían los campos minados y las flotillas antisubmarinas alemanas, pero lograron un impacto mínimo, menos de uno por ciento del total de la flota mercante enemiga. Los submarinos soviéticos sufrieron graves pérdidas en la guerra. Las flotas del Báltico, Mar Negro y del Norte perdieron el 60–70% de sus submarinos. Los submarinos de la Flota del Norte fueron los más exitosos, ya que apoyaron la defensa de los alrededores de Murmansk. En el Báltico se hundieron 51 submarinos soviéticos durante la Segunda Guerra Mundial.
En el Mar Báltico los alemanes combatieron la amenaza submarina soviética mediante convoyes con fuerte escolta y cobertura desde el aire. Además, aprovecharon al máximo la oportunidad de realizar convoyes en pequeñas zonas costeras inaccesibles para los submarinos. Los convoyes alemanes intentaron navegar a través de los tramos más peligrosos por la noche,ya que la probabilidad de detección por submarinos era más baja. Por ello violaron repetidamente las aguas territoriales suecas, evitando así los submarinos soviéticos. La Kriegsmarine contaba con la clase F de escoltas, que podían realizar tareas de cazasubmarinos, así como con sus torpederos Tipo 39 y barcos auxiliares para realizar escolta de convoyes en el Báltico, Mar del Norte, Mediterraneo, Mar Negro y Golfo de Vizcaya. La Kriegsmarine solo construyó diez barcos de escolta de clase F, formando dos flotillas de escolta en 1937 y 1938 respectivamente. En septiembre de 1942 se autorizó crear dos flotillas de escolta adicionales a las que se asignaron quince barcos auxiliares. En el verano de 1943 se formó además una flotilla adicional a la que se asignaron trece barcos de escolta auxiliares. En marzo de 1943, la Kriegsmarine revisó las flotillas de escolta y ordenó la formación de cinco nuevas flotillas utilizando barcos extranjeros capturados y barcos de patrulla auxiliar clase G". Los barcos de escolta de clase F se repartieron entre las nuevas flotillas. Además los cazasubmarinos clase UJ (U-Bootjäger) también organizaron flotillas y fueron reforzados por la clase KT, barcos civiles convertidos. A partir de 1940, los minadores se asignaron a las flotillas cazasubmarinas. En 1943 se formó el nuevo 13. UJ-Gruppe con las unidades de flotilla más pequeñas.
Las armas antisubmarinas soviéticas eran de tecnología primitiva e ineficaces contra los submarinos. La marina además no contaba con sonares o cualquier dispositivo de detección acústica y tampoco de ninguna doctrina antisubmarina. Sólo 7 submarinos alemanes fueron hundidos por cargas de profundidad, a pesar de que los soviéticos lanzaron mas de 88.000 cargas de profundidad (aunque muchas para destruir minas magnéticas y no submarinos). Ninguna nave soviética tuvo sonar hasta 1941 y en la mayoría de casos se recibió a partir la mitad de la guerra. De todos modos sólo el 5 % de los barcos perdidos fueron por ataques de submarinos y los esfuerzos antisubmarinos no eran tan importantes para la Armada Soviética.
Curiosamente el Báltico fue el primer lugar en ver cargas de profundidad aéreas en combate. El capitán Birger Ek de la Fuerza Aérea Finlandesa investigó el uso desde aviones de cargas de profundidad. Los bombarderos Tupolev SB finlandeses fueron modificados a principios de 1942 para llevar cargas de profundidad. El éxito de las cargas antisubmarinas finlandesas sería replicado por el Mando costero de la RAF.

#### Guerra antisubmarina alemana
Al ser una potencia continental Alemania no dió tanta importancia a la guerra antisubmarina como Inglaterra. Los avances en hidrófonos, sonar y radar se enfocaron más a mejorar las prestaciones de los submarinos que a equipar buques de escoltas Aunque se dió preferencia a la instalación en submarinos Alemania contaba con equipos de hidrófonos muy buenos. Aunque no tan bueno como el de los aliados también se contaba con sonar activo, llamado Spezialgerät für aktive Schallerkennung (S-Gerät) fabricado por la empresa GEMA.
Los ingleses comenzaron la guerra con una cantidad inadecuada de submarinos. Max Horton, exitoso veterano submarinista de la Primera Guerra Mundial, volvió al servicio en 1940 como jefe del arma submarina. Los submarinos de los países ocupados se unieron a los británicos, aunque en el caso de los submarinos franceses algunos se unieron y otros permanecieron a las órdenes de Vichy. Los submarinos ingleses introdujeron a lo largo de la guerra mayores profundidades operativas, mayor autonomía y alcance. Los ingleses contaron durante los primeros años con más submarinos que los alemanes, sin embargo las tácticas de los submarinos ingleses tardaron tiempo en ser tan efectivas como las alemanas.
Los submarinos ingleses fueron muy activos contra los alemanes. Su principal área era el Mar del Norte, especialmente la costa noruega, primero para luchar contra la invasión alemana de Noruega y luego para interceptar los barcos que transportaban hierro y otros productos entre Noruega y Alemania. Otros submarinos ingleses patrullaban las rutas marítimas en el Atlántico norte para localizar barcos y submarinos alemanes. Frente a Noruega el submarino HMS Venturer hundió el U-864 el 9 de febrero de 1945 mientras estaba sumergido. Fue el primer caso de un submarino sumergido hundido por otro submarino sumergido.
Antes de la guerra se habían previsto busques escolta para los acorazados y cruceros pero si diseño fue un fiasco. También se construyeron docenas de dragaminas, que resultaron ser polivalentes y realizaron tareas antisubmarinas. Contra los submarinos enemigos los alemanes emplearon minadores, dragaminas, buques escolta, cazasubmarinos y buques auxiliares de todo tipo. Ante la necesidad balleneros, arrastreros, pesqueros y barcos capturados se distribuyeron por el Báltico, Dinamarca, Mar Negro, Mar del Norte, Francia y Holanda. Los dragaminas alemanes fueron ampliamente utilizados para la escolta antisubmarina de buques y submarinos en zonas costeras. Por ello estuvieron muy activos en la costa noruega, golfo de Vizcaya y Báltico. Estaban equipados con aparatos de radar y sonar. En la guerra antisubmarina muy pocos de los llamados U-Jagd Boote eran embarcaciones especializadas. Lo que se asignó a las U-Bootsjagd Flottillen fue una combinación de dragaminas costeros R-Boote y otros barcos. En las salidas los cruceros ligeros recibían escolta de lanchas torpederas para realizar labores antisubmarinos. La Kriegsmarine quería cazasubmarinos dedicados pero las realidades de la guerra y prioridades de los astilleros se impusieron. Solo los dragaminas clase M35 se acercaron a ser buques antisubmarinos. Los R-Boot carecían de sonar en muchos casos debido a que el pequeño tamaño imposibilitaba instalarlo y el número de cargas de profundidad era insuficiente, lo cual hacía difícil perseguir submarinos enemigos de manera efectiva.
Las tácticas antisubmatinas alemanas eran distintas a las inglesas. En 1940 un convoy inglés de 45 barcos tenía una escolta de 5 buques, pero los alemanes empleaban escoltas mucho más densas. En 1940 una escolta de 10-12 buques podía ser asignada a un convoy de 3 o 4 buques. Donde difirieron los alemanes es en el desarrollo de tácticas para aprovechar el radar y sonar. Los alemanes no contaron con aviones especializados antisubmarinos equipados con radar, aunque el radar FuG 200 Hohentwiel se fabricó en gran número y se instaló en los aviones de reconocimiento y ataque marítimo Ju-88, Ju-188, Fw200, He-111, Do-217 y Ju-290.  En 1.941, tanto la RAF como la Luftwaffe tenían sviones equipados con radares antibuque de características similares pero la Luftwaffe solo contemplaba realizar misiones ASW cercanas a la costa. Los buques escolta de la Kriegsmarine tampoco desarrollaron tácticas para aprovechar eficientemente el empleo del sonar. Los mayores éxitos antisubmarinos se dieron con campos de minas y redes antisubmarinas en el Báltico.

### Guerra Fría

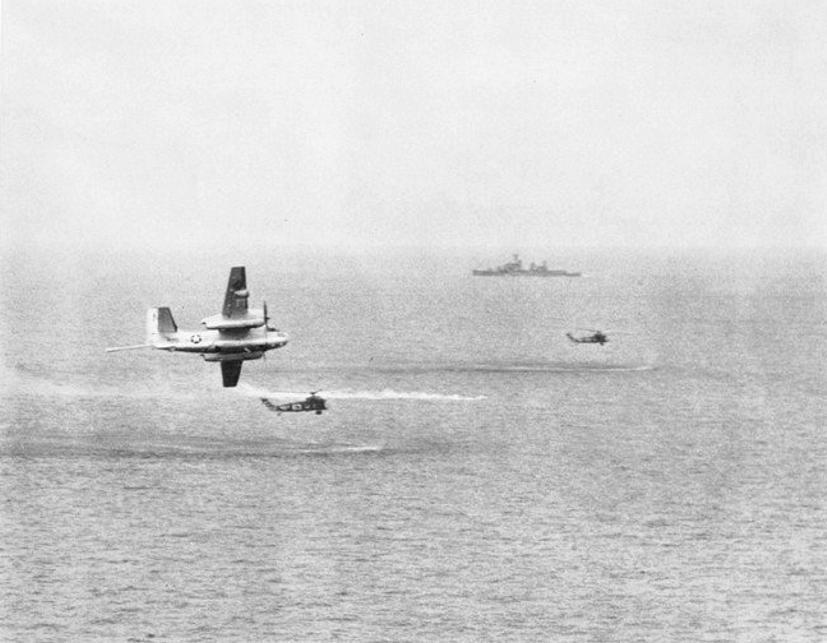
Ejercicio combinado antisubmarino en el Pacífico, 1962. Pueden verse un avión ASW Grumman S2F-1S Tracker, con el MAD extendido, y dos helicópteros ASW Sikorsky HSS-1N Seabat empleando su sonar calable. En el fondo un destructor FRAM.

Durante los años de la Guerra Fría la OTAN veía como una necesidad poder luchar contra la amenaza de los submarinos soviéticos. Estos podían atacar los grupos de combate de buques de superficie, como portaviones o fuerzas anfibias, así como atacar los convoyes que transportaran refuerzos desde EE. UU. En esta lucha antisubmarina los submarinos de la OTAN, principalmente los americanos y británicos, deberían combatir contra los grupos de submarinos soviéticos en medio del Atlántico. En guerra antisubmarina aparecieron nuevas armas: el helicóptero, el sonar pasivo y el submarino como cazasubmarinos.

#### Primera mitad Guerra Fria

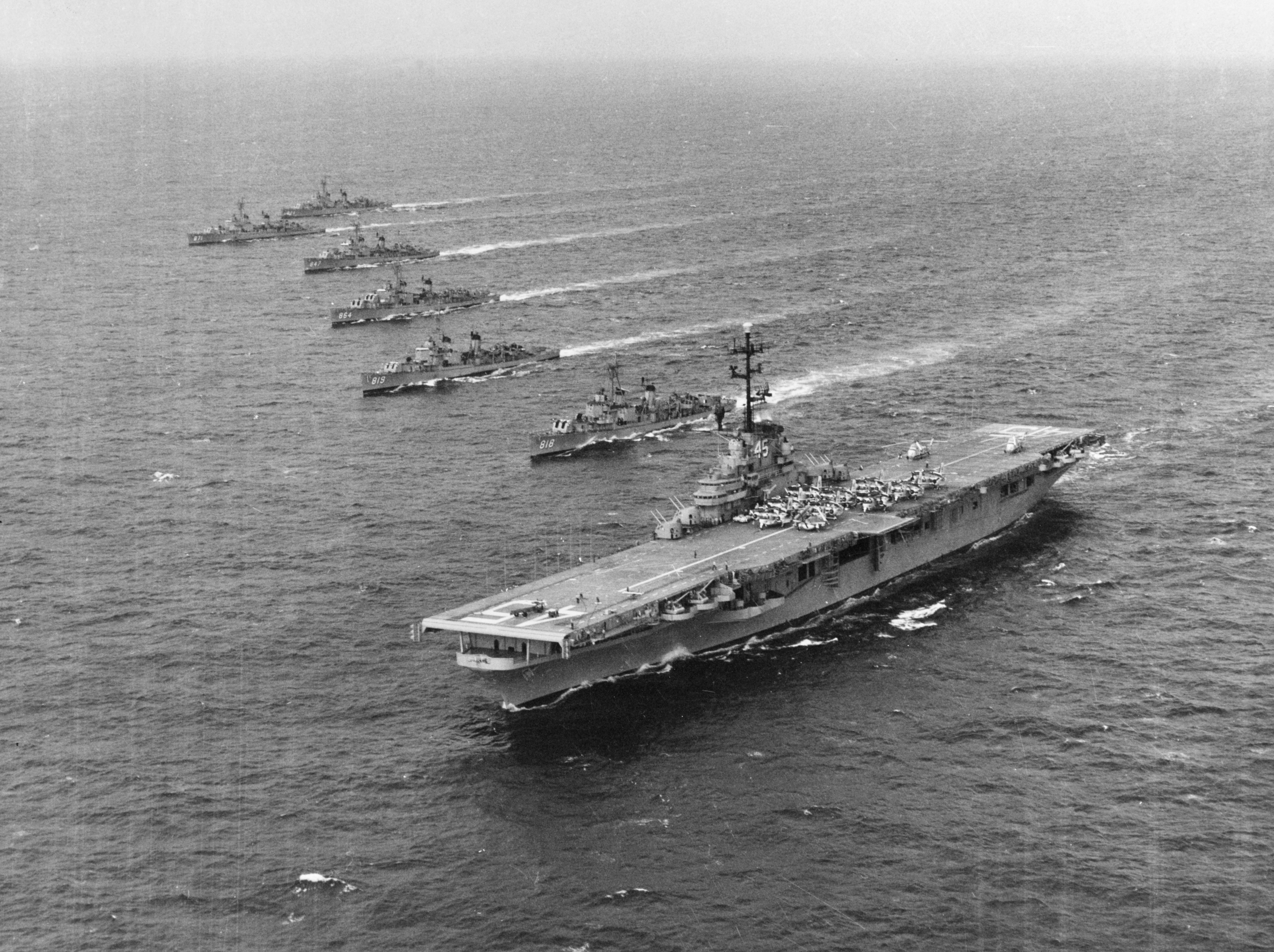
Task Group ALFA de la US Navy en ejercicio antisubmarinos en el Atlántico, 1958. Este grupo antisubmarino se compone del portaaviones USS Valley Forge(CVS-45), equipado con Grumman S-2 Trackers and y Sikorsky HSS-1 Seabat, y el Escuadrón 36 de destructores.

El éxito de la aviación antisubmarina en la guerra cambió los procedimientos de los submarinos. Para el final de la guerra los submarinos alemanes navegaban largos períodos de tiempo a profundidad del periscopio, con el snorkel tomando aire para sus motores diesel. Si bien evitaban ser detectados por el radar el precio era reducir la velocidad, tanto por ser más lentos en inmersión cono además para evitar formar estelas en la superficie que pudieran ser detectadas desde el aire. Aun así la experiencia demostró que las posibilidades de localización visual era muy altas. Los alemanes comenzaron a buscar sistemas de propulsión que permitieran una mayor autonomía bajo el mar y su esfuerzo fue seguido en la posguerra. Además de varios caminos que no llevaron a nada los diseñadores navales comenzaron a mostrar interés en la propulsión nuclear, ya que permitía una alta velocidad en inmersión y una autonomía prácticamente ilimitada.
Después de 1945 todos los países crearon sus propios desarrollos en diseño de submarinos basados en el Tipo XXI creado por Alemania. El tipo XXI unía un diseño hidrodinámico optimizado para operar sumergido a potentes motores eléctricos que permitían velocidades en inmersión de hasta 17 nudos. Los submarinos eran hasta la aparición del Tipo XXI más lentos que los buques de superficie, pero además años después con la nueva propulsión nuclear pasaron a ser capaces de mantener una velocidad sostenida en inmersión de 20-25 nudos. Esto cambió las reglas de la guerra antisubmarina y obligó a avances en buques de superficie, tácticas y armas antisubmarinas. La velocidad de los buques de escolta debía mejorar para poder estar a la par y las armas y sensores antisubmarinas debían ampliar su alcance. La US Navy estuvo ensayando tácticas antisubmarinas con los Tipo XXI que había conseguido en 1945. Tras muchas pruebas se descubrió que el modo más efectivo para detectar un submarino era el sonar pasivo, aprovechando el ruido del snorkel. La US Navy empezó a trabajar en armas antisubmarinas, desarrollando torpedos antisubmarinos. El protagonismo del sonar activo en la guerra antisubmarina dio paso al del sonar pasivo, que fie siendo mejorado.
Los primeros sistemas de detección creados por la US Navy se basaban en análisis de baja frecuencia y banda estrecha (LOFAR). Así nació el Jezebel de los aviones ASW o el sistema embarcado BQQ-3, estos aumentaron significativamente el alcance de los sistemas de detección submarina. Aunque eran prácticamente inútiles contra un submarino convencional navegando en batería eran muy efectivos contra submarinos empleando su esnorkel o sus ruidosos motores diésel. El avance en capacidad de detección hizo pronto evidente el desajuste entre las capacidades de detección de los barcos y las capacidades de sus armas antisubmarinas, ya que un ataque exitoso, requería estar exactamente encima del submarino detectado. La marina de EE. UU. y la de la URSS empezaron empleando lanzacohetes, que permitía arrojar explosivos a distancias de más de 700 m por delante del buque. Ante los problemas de etas armas EE. UU. pasó en 1961 al ASROC (Anti-Submarine ROCket), un cohete que empleaba un torpedo pequeño como cabeza de combate. El Ikara fue creado para Australia y Gran Bretaña con un enfoque similar. Sin embargo los torpedos antisubmarinos fueron y siguen siendo una de las armas antisubmarinas más efectivas y eficientes.
La aparición del submarino de propulsión nuclear supuso un nuevo reto a las armas antisubmarinas. Su alta velocidad en inmersión volvía a dejar obsoletas las tácticas y armas antisubmarinas. Además al no necesitar aire el submarino nuclear podía jugar a voluntad con la profundidad para huir de sus perseguidores y romper contacto. Con la aparición de submarinos armados con misiles con cabezas nucleares la guerra antisubmarina ganó todavía mayor complejidad e importancia. Los Submarinos de misiles balísticos(SSBN) se convirtieron en un objetivo de gran valor, y protegerlos en una necesidad. El arma submarina de la US Navy vio su oportunidad de justificarse ante los políticos y obtener presupuesto, ante la falta de líneas marítimas o una gran flota soviética asumir la caza de submarinos nucleares enemigos como misión le daba un papel que jugar. En EE. UU. se siguió investigando en sonares pasivos mejores para poder detectar a los submarinos nucleares, así en los años 60 se pasó del sonar SQS-23 al nuevo sonar de largo alcance SQS-26. En cuanto a tácticas los submarinos de ataque de la URSS intentaban seguir de cerca a los submarinos lanzamisiles americanos, para hundirlos en caso de guerra. La táctica rusa era que sus submarinos patrullaran cerca de las bases de la OTAN esperando encontrar algún submarino SSBN que saliese de patrulla. En 1974 el USS James Madison poco después de salir de su base cuando chocó con un submarino soviético clase Víctor en inmersión. Como la OTAN también empleaba sus submarinos de ataque para seguir y cazar los SSBN rusos los soviéticos asignaron algunos de sus submarinos de ataque para proteger las áreas de patrulla de estos. Los SSBN rusos fueron optimizados para operar bajo el hielo ártico, para así eludir los submarinos occidentales.
El helicóptero antisubmarino se vio como el arma que podía contrarrestar la cada vez mayor presencia de submarinos de la URSS. Ya al final de la guerra la US Navy y la Royal Navy comenzaron a experimentar con los primitivos modelos de primera generación para estudiar sus aplicaciones y posibilidades en la protección de convoyes, empleando helicópteros como los Sikorsky R-4. Pronto la mejora de prestaciones llevó a plantearse emplearlos de manera activa en la lucha antisubmarina, dado el crecimiento de la flota submarina soviética. A inicios de los años 50 entró en servicio el primer helicóptero antisubmarino, el Bell HSS-1, que sirvió para probar conceptos e idea a pesar que sus prestaciones dejaban que desear. Uno de los primeros helicópteros con capacidad efectiva de detectar y atacar un submarino fue el Sikorsky S-55, equipado con un sonar calable SQS-4 y un torpedo Mk43. Con la aparición del helicóptero ASW la guerra antisubmarina se revolucionó ya que con menos escoltas se podía hacer frente a un mayor número de submarinos, considerándose esencial que los escoltas contaran con helicópteros embarcados para poder dar caza a los submarinos nucleares. Pronto llegaron nuevos helicópteros, como el más capaz Sikorsky S-58 y luego el SH-3 Sea King y el SH-60. La apuesta por el empleo del helicóptero antisubmarino fue resultado de una creciente preocupación por la capacidad de los submarinos para lanzar armas ofensivas desde fuera del alcance de las armas de los buques de escolta. Por este motivo helicópteros ASW han sido frecuentes a bordo de las fragatas antisubmarinas desde los años 60. También se incorporaron nuevos aviones de patrulla antisubmarina basados en tierra y en portaviones, más capaces y sofisticados que los de la Segunda Guerra Mundial.

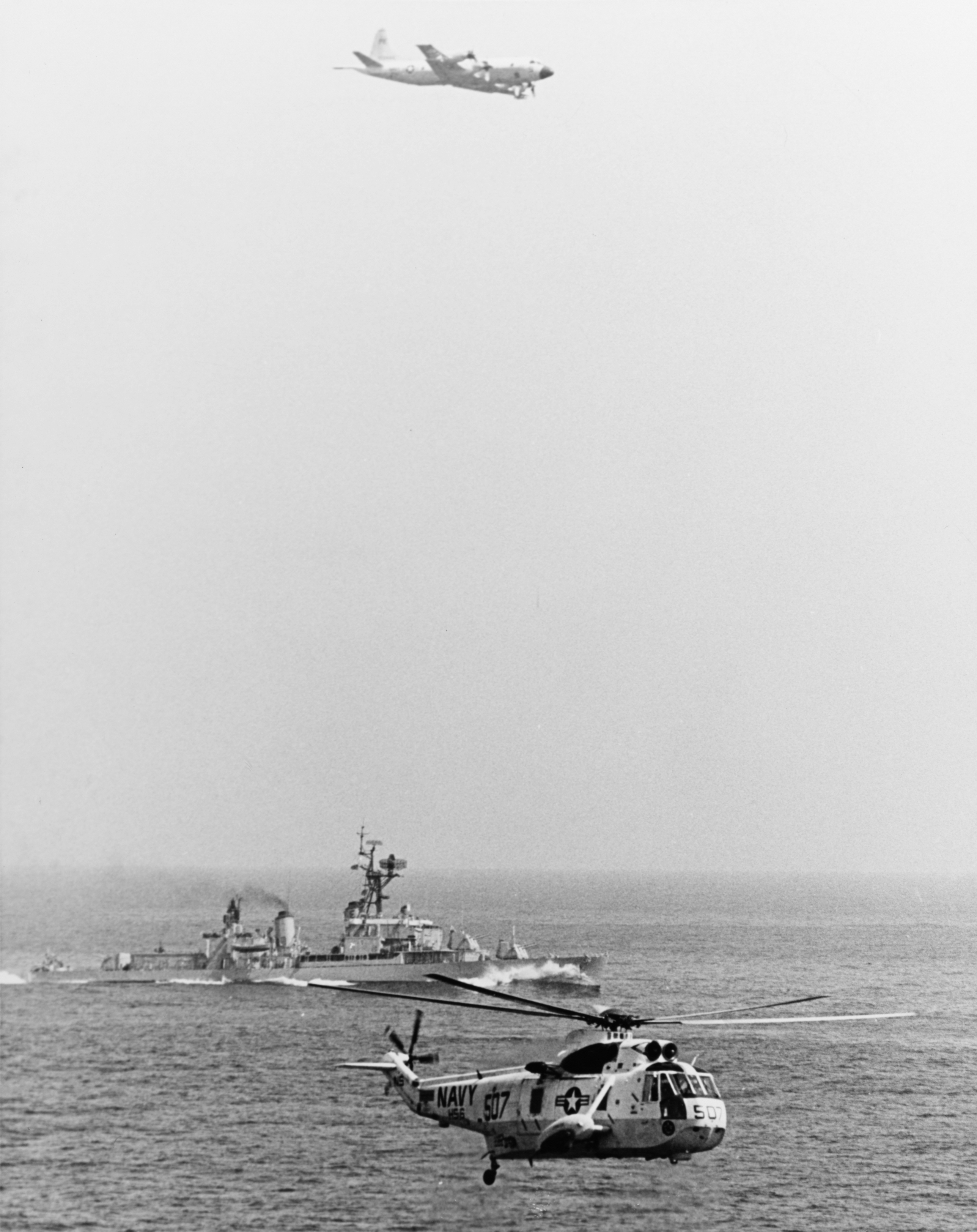
Un Lockheed P-3B Orion participa en 1970 en una demostración de guerra ASW junto al destructor USS Buck y un helicóptero Sikorsky SH-3A Sea King

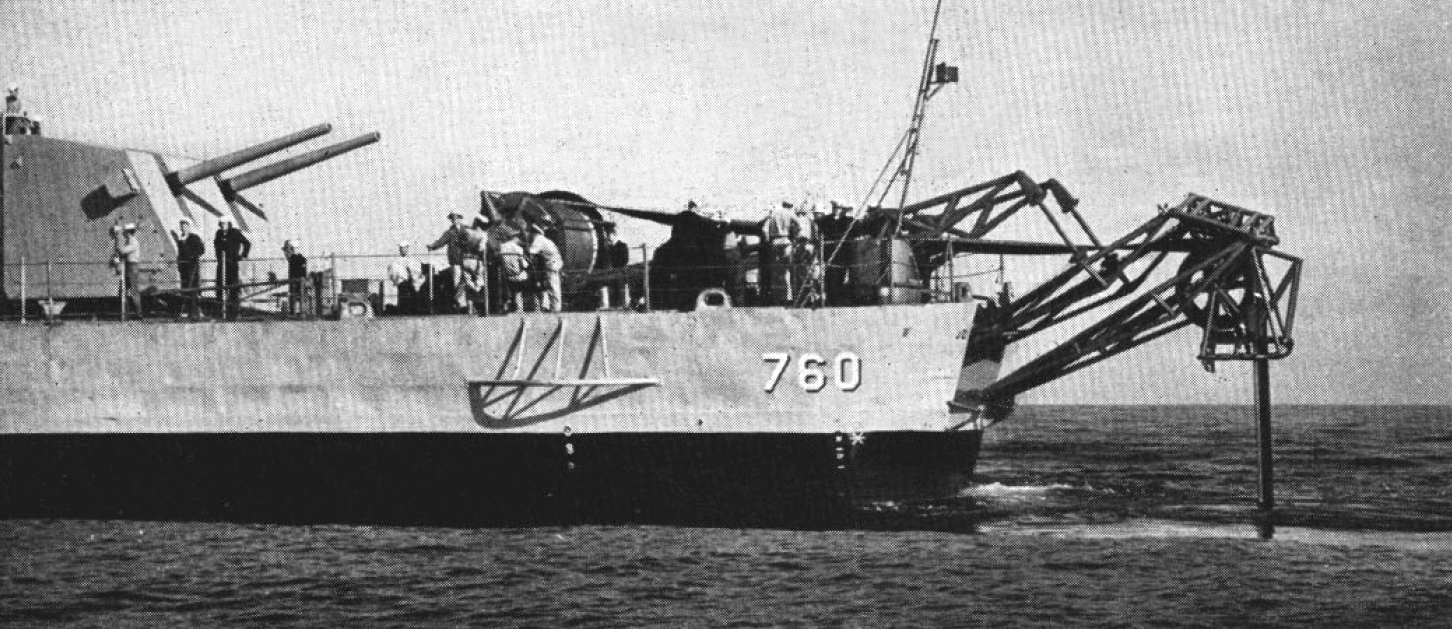
Donar de profundidad variable (VDS) instalado en una modernización FRAM, alrededor de 1960.

Para hacer frente a la amenaza submarina y contar con suficientes escoltas la Marina de EE.UU modernizó a partir de 1959 destructores construidos durante la Segunda Guerra Mundial mediante el programa FRAM I y FRAM II (Fleet Rehabilitation and Modernization). La modificación FRAM incluía nuevos motores, una Central de Información de Combate (CIC) más amplia, nuevo sonar y nuevo sistema de radar. Las nuevas armas antisubmarinas incluyeron ASROC y el DASH (Drone Anti-Submarine Helicopter), que buscaban contrarrestar la amenaza submarina antes de que cualquier submarino pueda entrar a la distancia de ataque de un buque o un convoy. Hasta 240 destructores fueron reformados por los programas FRAM I y II. Durante unos años cumplieron su papel pero fueron quedando obsoletos a lo largo de los 70 y, especialmente, los 80. Espoleada por la necesidad de hacer frente a los submarinos nucleares la US Navy incorporó 63 nuevas fragatas antisubmarinas entre 1962 y 1974 de las clases Garcia, Brooke y Knox. La Royal Navy hizo un esfuerzo similar con sus fragatas ASW del Tipo 15, conversiones basadas en destructores de la Segunda Guerra Mundial a los que se dotó de armamento y la electrónica modernos. La Royal Navy también fue pionera en la lucha antiubmarina al contar con la primera fragata dotada de helicóptero embarcado y al introducir las fragatas Clase Leander, o fragatas tipo 12M, consideradas unas de los mejores buques de escolta de su época gracias a sus potente armamento antisubmarino. Canadá fue otro de los países innovadores en la lucha antisubmarina, introduciendo los sonares de profundidad variable o innovaciones para poder operar helicópteros pesados en fragatas.
La Guerra Fría vio también la aparición de grandes plataformas antisubmarinas especializadas. La US Navy operó portaaviones antisubmarinos (portaaviones clase Essex, equipados con aviones y helicópteros ASW) y la URSS los cruceros clases Kiev y Moskva. Asimismo aparecieron en los años 1970 los cruceros portahelicópteros Vitorio Venetto y los clases Haruna y Shirane. A finales de los 1970, EE. UU. concibió el SCS (sea control ship/buque de control marítimo) y posteriormente el Vstol Support Ship como medios asequibles para dotarse con varias Task Force ASW en el Atlántico para escolta de convoyes y grupos anfibios, combinando aviones V/Stol con helicópteros ASW. Aunque ninguno de los dos proyectos vio la luz, sí nacieron de él los portaaviones Príncipe de Asturias y los italianos Garibaldi y Cavour. La Royal Navy a su vez creó la clase Invincible de portaaeronaves ASW, alrededor de ellos debían formarse en caso de guerra grupos "Hunter-Killer" que operarían en el Atlántico Norte.
La Armada de EE. UU. impulsó el proyecto SOSUS (SOund SUrveillance System), que consistía en una red de cables submarinos de gran longitud instalados directamente sobre el lecho oceánico, y a los que están conectados cientos de hidrófonos que permitían la escucha de todo lo que se moviera en el mar. Así se creó una red mundial de hidrófonos que cubría las zonas donde podían navegar barcos enemigos, especialmente submarinos. Cuando SOSUS detectaba la zona en que se encontraba un submarino ruso la OTAN enviaba un avión o un submarino a la zona para encontrar su posición exacta. En caso de guerra la OTAN habría empleado los aviones antisubmarinos y los submarinos nucleares para realizar una misión de «barrera antisubmarina» en la Brecha GIUK, apoyándose en las detecciones de SOSUS para saber aproximadamente donde estaban los submarinos de la URSS. Asimismo se habría recurrido a grupos de superficie y a sembrar el mar de minas CAPTOR.

#### Segunda mitad Guerra Fría
En la primera mitad de la década de 80, a la US Navy le quedó muy claro que los días en los que era posible confiar únicamente en SOSUS estaban contados. Los barcos soviéticos se volvieron más silenciosos. Ademas el conocimiento de los comandantes soviéticos sobre las capacidades propias y de la OTAN mejoró. La práctica común dictada por el Mando de entrar en el Atlántico a toda máquina, siendo fácilmente detectado, empezó a ser abandonada a iniciativa de los comandantes. Ahora los soviéticos trataban de navegar de forma discreta y silenciosa. Pero de una forma u otra, la US Navy debía responder al desafíos futuro de que el nivel de ruido de los submarinos soviéticos caería cada vez más.
Algunos cambios se dieron a partir de la decada de 1960: aparición de submarinos cazadores, aparición de bastiones SSBN soviéticos y cambio de la estrategia antisubmarina en ambos bandos. Con la aparición de los submarinos nucleares y misiles lanzados desde submarinos el arma submarina de la Armada de EE. UU. aprovechó el momento para postularse como el mejor antídoto. Durante la guerra había logrado ganar poder y prestigio entre los políticos y en la guerra fría empujó el desarrollo de los submarinos nucleares y misiles lanzados desde ellos. La falta de una flota mercante o de superficie soviética de suficiente entidad era una amenaza para la asignación de fondos. La US Navy ofreció por ello al submarino como la mejor arma antisubmarina, al igual que vendió el submarino SSBN como la alternativa complementaria a misiles y bombarderos nucleares de la USAF. Los nuevos submarinos de ataque empezaron a ser diseñados para cazar submarinos SSBN rusos, y años después también los SSN. Esto también introdujo cambios en las tácticas, ya no se esperaría a los rusos en el Atlántico para luchar una guerra similar a la de 1939-45 sino que se cazaría a submarinos y buques lo más cerca posible de sus bases. Esto incluía los SSBN, con lo cual se esperaba que se distrajera los mejores submarinos y buques rusos para dedicarlos a la defensa de sus SSBN. Desde los años 60 esto supuso en occidente la evolución en torpedos, cascos de submarinos y equipos de sonar para adaptarlos a la guerra entre submarinos debajo de la superficie.
Los Clase Skipjack entraron en servicio en 1959, siendo los primeros submarinos SSN plenamente operativos. La aparición de los SSN supuso el empleo de submarinos dedicados casi exclusivamente a atacar a otros submarinos, principalmente los SSBN. A la vez servían como protección de los SSBN y buques propios frente a submarinos enemigos. Los aliados de la OTAN veían a sus submarinos nucleares SSN como cazasubmarinos con la misión de destruir a los grandes SSBN rusos y sus escoltas. Hasta los años 80 los SSBN rusos debían adentrarse en el Atlántico para tener a tiro sus objetivos en EE. UU., pero los nuevos misiles mejoraron el alcance y redujeron la exposición. Además cada grupo de portaaviones de la US Navy llevaba en los años 80 dos SSN como escolta antisubmarina. Los rusos tenían otra doctrina, empleando sus SSN para disparar misiles antibuque de largo alcance contra los grupos de portaaviones en el Atlántico y Pacifico. De este modo se atacaría la escolta de los convoyes con tropas y suministros, allanando el paso a otros atacantes. Los SSN rusos fueron equipados en 1977 con el torpedo antisubmarino VA-111 Shkvall, con 15 km. de alcance y una velocidad de 200 nudos, destinados a cazar a los SSN y SSBN de la OTAN.
Desde los años 70 la US Navy tenía en el mar de forma continua unos 22 unidades de SSBN. Francia y Reino Unido una o dos unidades simultáneamente. La URSS desplegaba un SSBN en cada una de sus siete zonas de patrulla. Los más antiguos clase Yankee I/II patrullaban las cercanías de las aguas continentales americanas, con unos 8 desplegados a la vez. En la Flota del Pacifico los Yankee patrullaban en aguas cercanas a EE UU. y Hawái. Los SSBN eran el objetivo de cada submarino SSN inglés o americano.

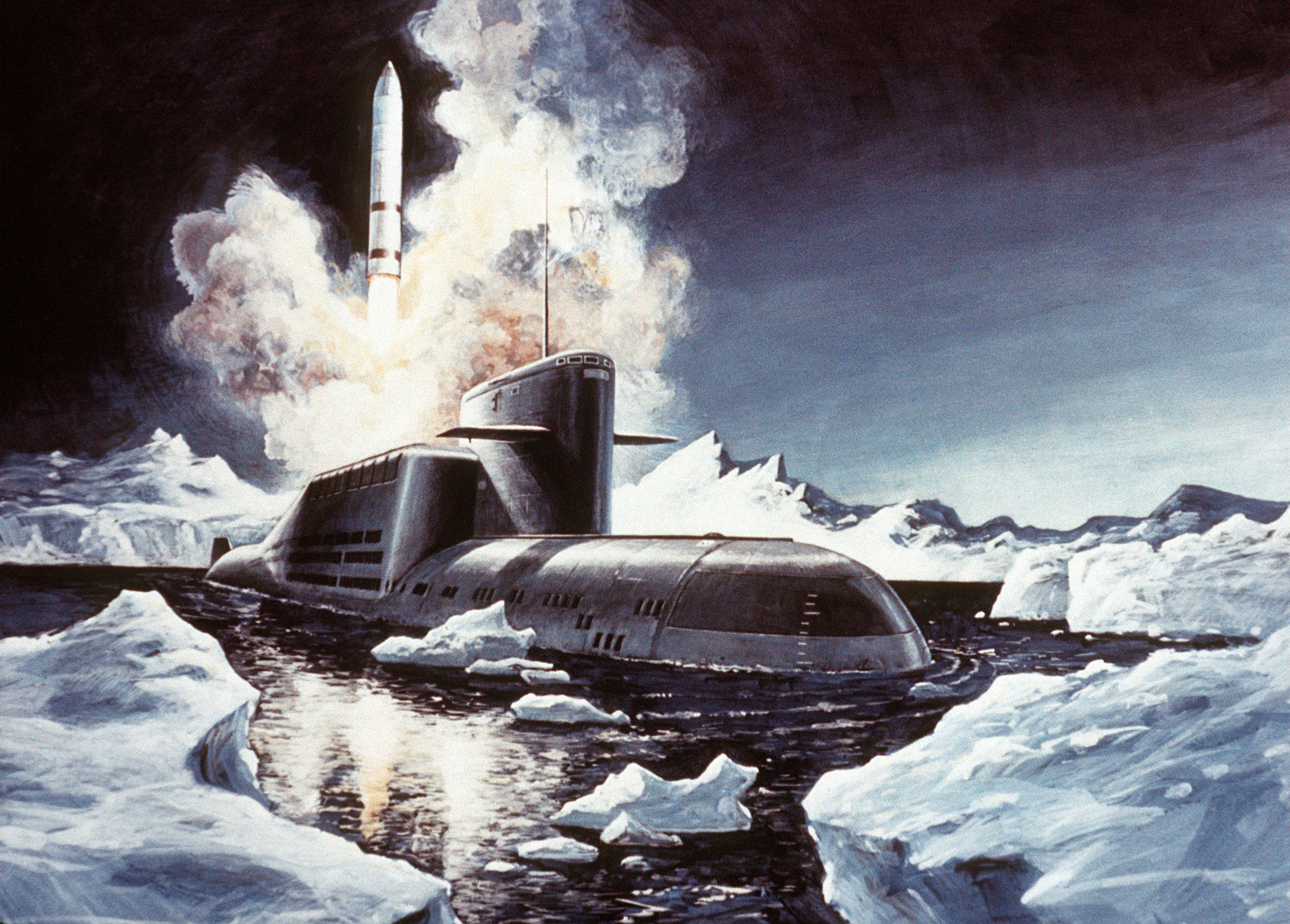
Dibujo representando el lanzamiento de un misil SS-NX-23 desde un submarino SSBN Delta III.

Hasta los años 1980 los medios de vigilancia espaciales, aéreos y navales de la OTAN permitían la detección, seguimiento y rastreo de los submarinos soviéticos desde sus bases navales a las zonas de patrulla. Ejemplo de esa superioridad fue que en 1969 el USS Lapon siguió durante 47 días a un SSBN clase Yankee, entonces modernisimo. La OTAN tenía cobertura de aviones ASW sobre la brecha GIUK, paso obligado para los rusos, así como un gran número de submarinos y buques antisubmarinos que en caso de guerra deberían permitir derrotar a la URSS. La Armada de EE. UU. seguía a los submarinos rusos para grabar sus sonidos y tener una biblioteca de sonidos que permitieran identificar a cada submarino de manera individual en caso de ser detectado por un sonar de la OTAN. La URSS también mejoró sus diseños de submarinos, y a así apareció la Clase Victor III, más silenciosa que sus predecesoras. En 1985 un ejercicio soviético demostró que sus mejores submarinos eran capaces de superar las barreras antisubmarinas de la OTAN y desplegar una fuerza de combate en las costas de Norteamérica sin ser detectados. Con la llegada de la clase de submarinos Akula la OTAN dejó de disfrutar de la ventaja en submarinos silenciosos que ostentaba desde el fin de la Segunda Guerra Mundial. Hasta entonces los submarinos estadounidenses y británicos, combinados con otros sensores, eran capaces de localizar y rastrear submarinos soviéticos, lo cual hacia vulnerables a los submarinos balísticos soviéticos. Un ejemplo de la superioridad occidental en submarinos y donar es que en 1977 un SSN británico fue capaz de sortear la cortina de escoltas de portaeronaves Kiev durante unas maniobras en el mar de Barents, sin ser detectado. En 1978 el USS Batfish rastreó a un submarino SSBN soviético Clase Yankee durante 50 días, desde el mar de Noruega hasta su zona de patrulla en el Atlántico Oriental. Este marca fue superada meses después por el HMS Sovereign siguiendo a otro submarino clase Delta. Cuando SOSUS empezó a quedar desfasado la US Navy recurrió al sonar AN/UQQ-2 para dotar a sus buques SURTASS (Surveillance Towed Array Sensor System). Los nuevos barcos de vigilancia de la clase Stalwart fueron encargados en 1980 equipados con el sistema SURTASS, un sistema de detección ultrasónico de largo alcance, que funciona en el grupo de baja frecuencia con componentes de sonar pasivos como activos.

Un Victor III.

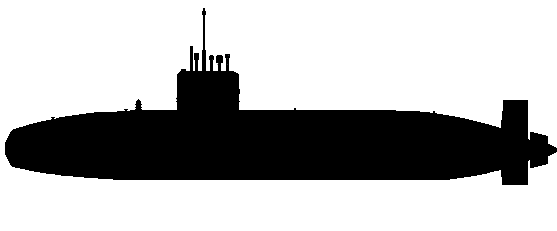
Perfil de un submarino de ataque de propulsión nuclear (SSN), Clase Trafalgar de la Royal Navy. Los Trafalgar fueron diseñados en la década de 1970s para reemplazar a los Swiftsure como cazasubmarinos.

Aprovechando el alcance óptimo del sonar de baja frecuencia en TACTASS y SURTASS se le añadió una antena acústica extendida flexible. Con SURTASS instalado en embarcaciones especiales de reconocimiento hidroacústico con emisores muy potentes se cubría con un solo barco desde el Mar de Noruega hasta casi todo el Mar de Barents. La URSS a su vez creó el complejo hidroacústico Centaur, que instaló en la nave experimental GS-31 de la Flota del Norte. EEUU lideró búsqueda por radar de submarinos. La primera detección de un submarino sumergido por el satélite SEASAT desde el espacio se llevó a cabo en 1978.

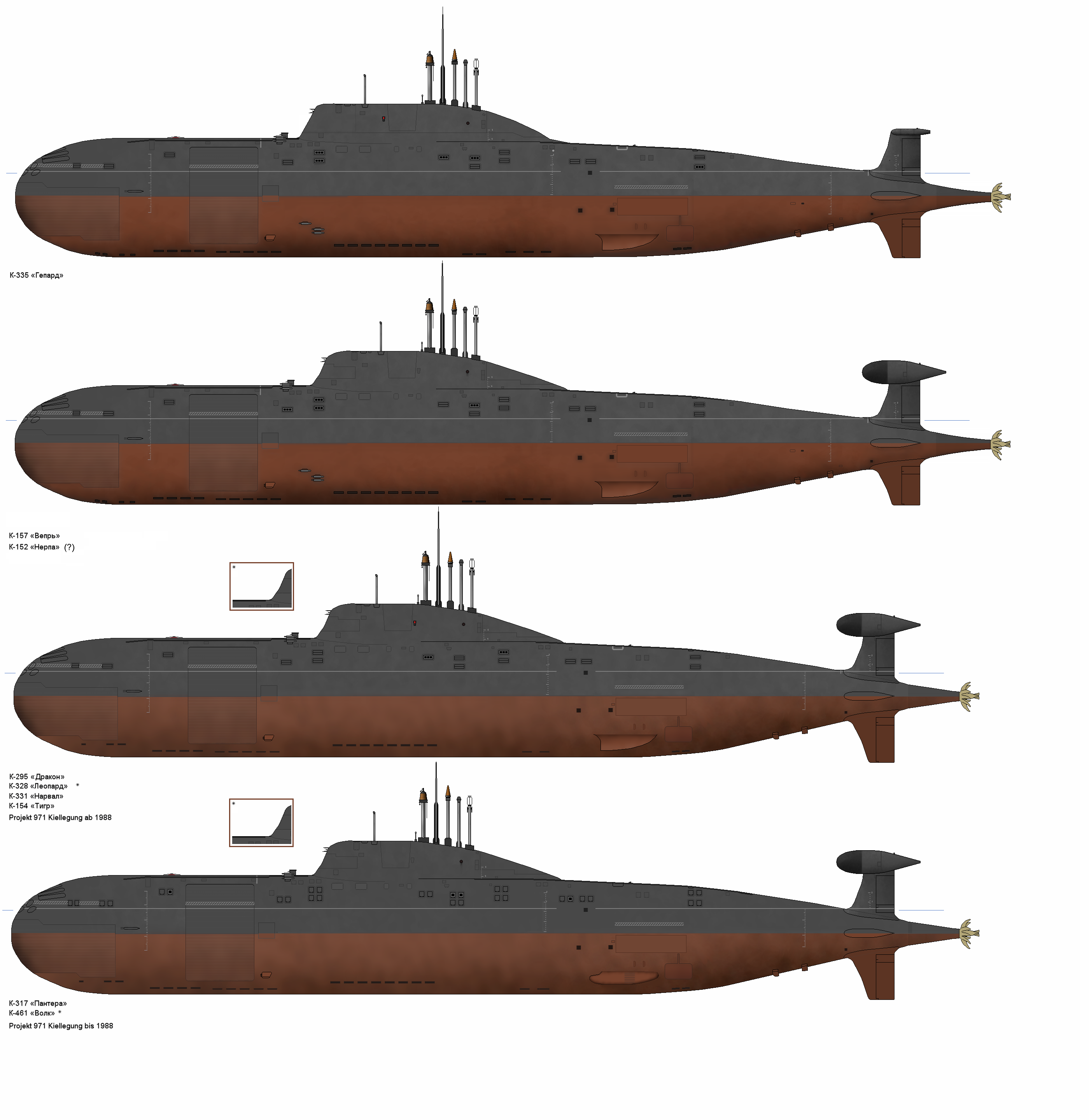
Perfil de los cuatro subtipos conocidos de submarino de ataque de propulsión nuclear (SSN), Clase Akula. La URSS creó los submarinos Project 971 Shchuka-B como respuesta a los SSN de la OTAN. Los primeros Akula I empezaron a entrar en servicio en 1984.

Debido a la superioridad de los submarinos occidentales la Armada soviética se centró en los años 1980 en la estrategia de bastión, defendiendo las áreas de patrulla de los submarinos lanzamisiles del ataque de los submarinos de la OTAN en lugar de priorizar atacar las líneas de comunicación en el Atlántico. Ante los informes de inteligencia que indicaban la vulnerabilidad de los SSBN soviéticos la estrategia de bastión se centró en disuadir y derrotar las posibles incursiones de submarinos de la OTAN en las áreas de patrulla de los SSBN. Nuevos SSBN entraron en servicio, evitando el peligroso paso por GIUK cambiando la estrategia naval soviética a la defensa de las regiones árticas de una posible incursión de la OTAN. Ya durante la década de 1970 se encargó una gran cantidad de cruceros antisubmarinos y destructores, diseñados para apoyar la estrategia de bastión, junto a aviones ASW basados en tierra. En los años 80 apareció la gigantesca clase Typhoon (denominación soviética proyecto 941 Akula), concebida para operar desde el bastión del Océano Ártico. Este se convirtió en el santuario de los SSBN soviéticos, cerca de su base en la península de Kola. En el remoto e inaccesible océano Ártico protegidos por la banquisa, la Armada Rusa y los aviones de patrulla marítima, los SSBN navegaban en sigilo y sus misiles SS-N-20 con múltiples cabezas nucleares y alcance de más de 8000 kilómetros podían atacar sus objetivos asignados en occidente. Como parte de la táctica de emplear submarinos SSN para cazar a otros submarinos los americanos hicieron un esfuerzo modificando y mejorando sus submarinos de ataque para operar en los bastiones rusos. Así tras las mejoras en la clase Los Angeles apareció la clase Seawolf, la joya de la corona en tecnología submarina de la US Navy y optimizada para cazar SSBN rusos en el Ártico.
La URSS también mejoró sus SSN cazasubmarinos. En los años 70 la URSS puso en servicios submarinos de la Clase Alfa (Proyecto 705 Lyra). Eran submarinos de propulsión nuclear muy rápidos (44,7 nudos) y capaces de operar a mayor profundidad (800 m) que cualquier otro submarino jamás construido. Era la respuesta rusa para perseguir grupos de combate de la OTAN, evadir sus armas antisubmarinas y obtener baja detectabilidad a sonares. Cómo a nivel de ruido dejaban que desear EE. UU. respondió con el torpedo ADCAP y la Royal Navy con el torpedo Spearfish. La URSS se enfocó en sus siguiente submarinos en mejorar la discreción, más en la línea de los diseños de la OTAN, y así en los años 80 aparecieron los submarinos clase Akula. También y como respuesta la estrategia más ofensiva de la OTAN en caso de guerra, centrada en atacar las bases navales soviéticas y emplear sus submarinos de ataque de manera ofensiva, la URSS introdujo nuevo submarinos de ataque convencionales SSK destinados a operaciones antibuque y antisubmarinas en las aguas relativamente poco profundas cercanas a las bases, la Clase Kilo (Proyecto 877 Paltus).
Con la aparición de los Akula, mucho más silenciosos y capaces que sus predecesores, cambió el modo en que operaban los submarinos estadounidenses en el Ártico. Para reemplazar a los submarinos Óscar I y II se diseñó la nueva clase Yasen, pero la Guerra Fría acabó antes de verlos en servicio. Con la última doctrina OTAN los SSN occidentales se acercaban a las bases rusas y aguas del Artico para dar caza a los submarinos, en lugar de estarlos esperando en el Atlántico. Se preveía atacar los SSBN, obligando a la URSS a emplear recursos en su defensa en lugar de en atacar a la OTAN. Los avances rusos en submarinos obligaron a EE. UU. a lanzar finalmente un programa de emergencia para contar con un nuevo submarino diseñado para cazar SSBN y su escolta de SSN en el Ártico.

#### Pacífico
La Guerra Fría también vio en el Océano Pacífico la proliferación de barcos antisubmarinos. Tras la experiencia en la guerra la Fuerza de Autodefensa Marítima de Japón (JMSDF) desarrolló una potente y moderna fuerza centrada en la tarea antisubmarina. Asimismo se equipó con gran número de aviones ASW y de submarinos convencionales. Durante la década de 1980 y 90s la JMSDF era comparable a la Royal Navy en términos de destructores y fragatas, pero más moderna en buques. Junto a EE. UU. la única marina en contar con buques equipados con un Sistema de Sensor de Arrastre Remolcado de Vigilancia (SURTASS) fue la japonesa. Los dos primeros barcos de la clase Hibiki entraron en servicio en 1991 y 1992. En el Pacífico el bastión ruso de submarinos SSBN fue la zona del Mar de Okhotsk, entre la península de Kamchatka, islas Kuriles y la isla de Sakhalin. Los ejercicios de la US Navy en los años 80 en el Pacífico solían incluir la incursión de submarinos y aviones ASW en los bastiones de los SSBN rusos. En caso de guerra la alianza con EE. UU. se cree hubiera llevado a emplear los medios de EE. UU. y Japón conjuntamente para luchar contra los submarinos de la URSS basados en Kamtachka.

### Guerra India-Pakistán
La Armada pakistaní estaba en malas condiciones para afrontar la guerra entre los dos países en 1971. Contaba con cuatro submarinos, tres de clase Daphne recientemente comprados a Francia y uno antiguo recibido de excedentes de la US Navy en 1963 pero modernizado en Turquía en 1968. Sin embargo uno de los submarinos clase Daphne estaba sin tripulación, al ser de origen bengalí desertó en Francia, y de los dos restantes uno regresaba de una larga patrulla y necesitaba mantenimiento. La Armada india contaba con once destructores, siete fragatas, así como una docena de aviones ASW y algunos helicópteros ASW Westland Sea King.
El 4 de diciembre de 1971 comenzó la guerra y el Destructor INS Rajput obtuvo contacto sonar con el submarino PNS Ghazi, un viejo submarino (Ex USS Diablo) que estaba buscando al grupo de combate del portaviones Vikrant en el Golfo de Bengala. El destructor fue lanzó dos cargas de profundidad que producen hundieron al submarino. En la guerra anterior con India, en 1965, el submarino había salido indemne de un ataque con cargas de profundidas lanzado por la fragata INS Beas tras lograr contacto sonar.
El único submarino de Pakistán que quedaba en servicio, el PNS Hangor, fue asignado a patrullar frente a Bombay. Sus señales de radio fueron detectadas y se despachó para hundirlo un grupo de tres fragatas ASW, cuyo sonar ara más antiguo y de menor alcance que el del submarino. La fragata ASW INS Khukri (F149) fue hundida por el submarino con un torpedo frente a la costa de Gujarat. El ataque alertó a alerta a las otras dos fragatas, que atacaron con morteros ASW. En la búsqueda posterior del submarino un avión Alize ASW hindú fue derribado por un caza F-104.
India tuvo muy presente las lecciones aprendidas y en 1983 que se decidió comprar submarinos de propulsión nuclear. El siguiente paso fue alquilar un SSGN clase Charlie de 1988 a 1991. En 2011 fue alquilado por un SSN clase Akula. Además se construyó localmente 6 SSK clase Scorpène para reemplazar a los 4 Tipo 209 en servicio, y en paralelo se decidió modernizar los 9 submarinos clase Kilo. La Armada de India opera la segunda flota más grande de aviones P-8 Poseidon.

### Malvinas
Los británicos fueron, con diferencia, quienes más misiones de guerra antisubmarina realizaron. Por parte argentina el grueso de las fuerzas navales pasaron la mayor parte de la guerra en puerto. Esto hizo que submarinos y aviones argentinos fueran la única amenaza real para los británicos. La Royal Navy usó todo su poder de combate para defenderse de los pocos y limitados submarinos argentinos.
Por parte británica se cree que hasta unos seis submarinos operaron durante la guerra en el Atlántico Sur, cinco nucleares y uno convencional. El 12 de abril Gran Bretaña declaró una zona de exclusión alrededor de las islas. El 23 de abril el HMS Splendid hizo contacto con el portaaviones ARA Veinticinco de Mayo a pocas millas de Puerto Belgrano, pero recibió órdenes de no atacar y decidió romper el contacto. Unos días después el HMS Conqueror torpedeó y hundió al ARA General Belgrano, haciendo que el grupo naval del portaaviones ARA 25 de Mayo buscara la protección de aguas poco profundas, dejando así de amenazar a la flota británica.
Las consecuencia de que Argentina no tuviera medios antisubmarinos efectivos contra los submarinos nucleares fue que su flota y su portaaviones permanecieran en puerto durante la mayor parte del conflicto. La mayoría de las perdidas humanas argentinas fueron en el hundimiento del Belgrano, hundido por un submarino británico a pesar de navegar con dos buques de escolta. Una vez llegados los ingleses a la zona las islas solo eran abastecidas por avión. El peso del combate contra la Royal Navy lo llevó la Fuerza Aérea, que con un arrojo extraordinario no pudo ocultar que se le llevaba al límite de sus posibilidades en una guerra para la que no estaba preparada. Los argentinos no pudieron evitar que los submarinos nucleares ingleses cumplieran sus misiones de patrullaje, de bloqueo y de alerta aérea temprana, avisando de la aproximación de las aeronaves argentinas. Los submarinos convencionales infiltraron tropas especiales para recoger información sobre las fuerzas argentinas.
Los argentinos, ante la presencia de submarinos ingleses, también realizaron operaciones antisubmarinas. Los aviones Neptune, Tracker y los helicópteros navales argentinos eran temidos por los submarinistas británicos, ya que con sus torpedos eran el arma ideal para cazar un submarino. Los aviones S-2 Tracker del Comando de Aviación Naval (COAN) volaron misiones en búsqueda de submarinos y tendieron campos de sonoboyas protegiendo al grupo de combate del portaviones argentino ARA 25 de Mayo del posible acecho del HMS Splendid. Durante estas acciones el ARA Santísima Trinidad detectó ecos y se destacó un helicóptero Sea King para investigar. Durante los primeros días de mayo los helicópteros y aviones del COAN declararon haber tenido contactos sónar y por ello lanzaron varios ataques contra esos contactos submarinos, que se cree correspondían al HMS Spartan. El HMS Conqueror llegó a ser detectado en una acción separada por un avión P-2 Neptune de la FAA. El 7 de mayo el mismo submarino cuando trataba de establecer comunicación por satélite y sobresalían uno de sus periscopios, la antena de radio y otros mástiles creyó haber sido detectado por un P-2. Para huir del torpedo antisubmarino que se creyó lanzado por el avión argentino el comandante ordenó maniobras evasivas y poner el reactor nuclear a máxima potencia, ignorando las limitaciones de seguridad para obtener nudos extras de velocidad que alejaran el torpedo. Para su suerte los británicos confundieron un avión C-130 argentino con un P-2. Lo más cerca que estuvieron los argentinos de hundir un submarino británico fue el 23 de mayo, cuando aviones de ataque se deshicieron de sus bombas no usadas sobre el mar y en dos ocasiones lo hicieron sin saber que muy cerca de las explosiones navegaba un submarino nuclear británico. El único contacto real positivo fue el HMS Onyx, detectado por el B-707 de la FAA cuando navegaba confiadamente en superficie en mitad del Atlántico.

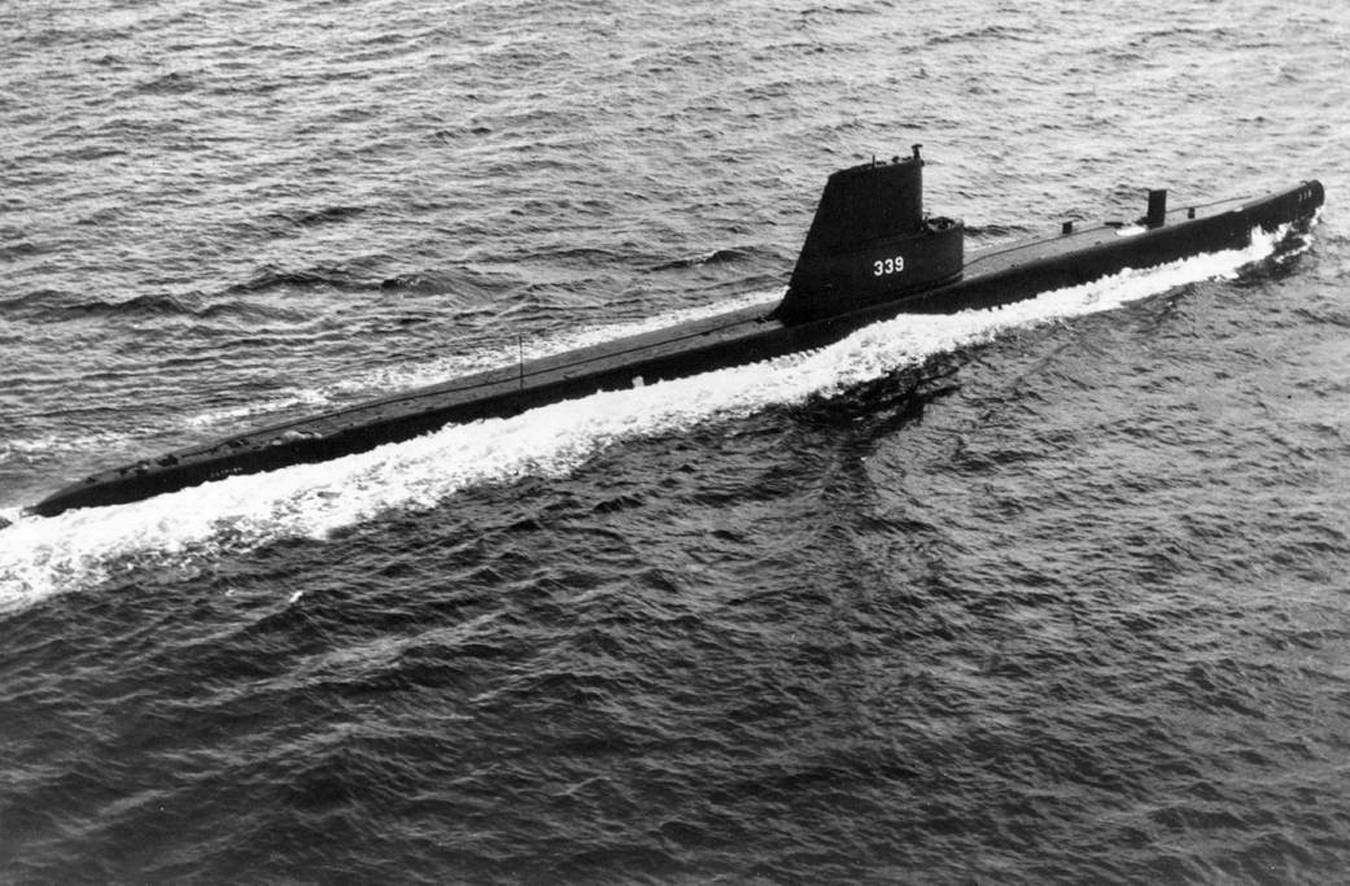
submarino Santa Fé (S-21)

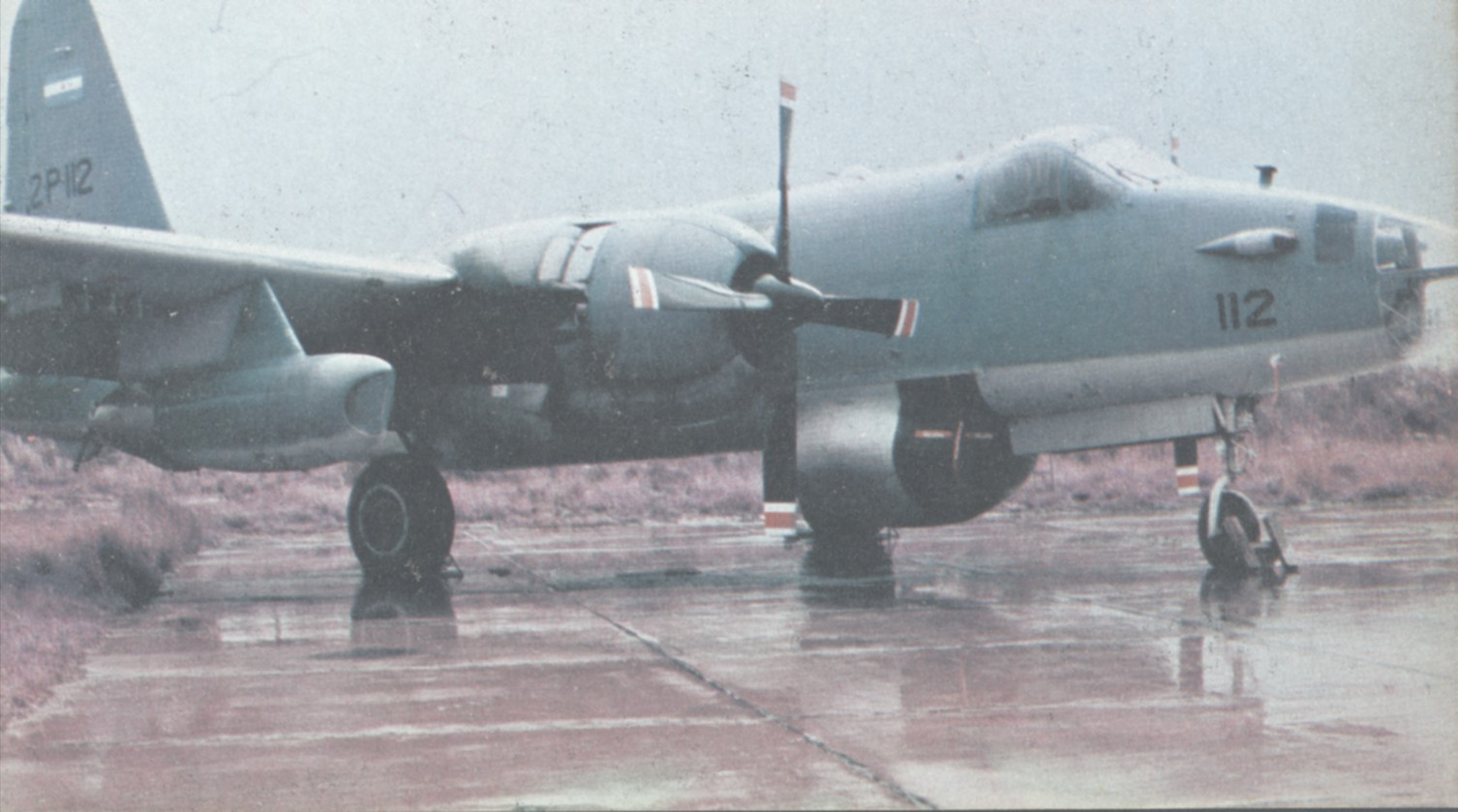
Avión SP-2H de patrulla marítima y antisubmarina

En 1982 la fuerza submarina argentina se encontraba en mal momento. A pesar de ello la Royal Navy temía a la amenaza submarina argentina y mantuvo un importante despliegue de medios antisubmarinos. La previsión británica era que los submarinos argentinos serían dificiles de detectar con sonares pasivos, excepto cuando estuvieran haciendo esnórquel. También conocían bien las limitaciones de velocidad de los submarinos convencionales. Aunque estaban muy entrenados en guerra antisubmarina no contaban ni con el apoyo del SOSUS ni de los aviones antisubmarinos a que estaban acostumbrados.
La táctica fue emplear la velocidad, evitando que un SSK tomara una posición de ataque ventajosa o siguiera a la flota. Por delante buques piquetes y helicópteros se encargarian de intentar detectar los submarinos. Se trataba de defenderse manteniendo la presión, teniendo helicópteros o fragatas siempre cerca, obligar al submarino a sumergirse y cuando un submarino hiciera esnórquel podría ser detectado por radar o sonar. Además se rodeó a los barcos importantes con pantallas de escoltas. Pero las formaciones de escoltas debían tener en cuenta primero la amenaza aérea y luego la submarina. También se usó ampliamente en Malvinas la navegación rápida y en zigzag, recurriendo a cambios continuos y aleatorios de rumbo y velocidad.
Los escuadrones de helicópteros antisubmarinos volaron gran cantidad de horas. Los más capaces Sea King llegaron a hacer misiones de más de diez horas porque no podían aterrizar en las pequeñas cubiertas de las fragatas. Cuando operaban se veían obligados a repostar en vuelo, enganchando al helicóptero a una manguera mientras vuela a escasos metros de la superficie y del barco. Los sonares calables Type 195 de los Sea King podían funcionar tanto en activo como en pasivo, pero se usaron principalmente en modo activo porque se creyó muy poco probable detectar un Tipo 209 argentino solo escuchando su ruido radiado.
La Royal Navy empleó al menos 200 torpedos antisubmarinos contra falsos contactos durante las 5 semanas de guerra. Durante mayo, Gran Bretaña mantuvo en el aire constantemente a no menos de cuatro helicópteros antisubmarinos. En uno de los incidentes más curiosos el helicóptero del HMS Antrim detectó el 11 de mayo con su sonar calable un contacto y lanzo un torpedo. El contacto reaccionó, llegando a los 28 nudos, atravesando hacia arriba y hacia abajo la capa y lanzando hasta tres engaños de burbujas. Un SSK es incapaz de hacer eso y no se trataba de ningún submarino británico. La versión oficial británica dijo que era una ballena. De las cuatro submarinos de los argentinos la mitad fueron construidos en la Segunda Guerra Mundial y recibidos en 1971. De ellos el Santiago del Estero estaba ya retirado y el Santa Fé estaba enfilando sus últimos días en servicio y por ello con mantenimiento descuidado. Para enfrentarse a la Royal Navy solo se contaba con dos submarinos Tipo 209, el San Luis y el Salta, incorporados a finales de la década de 1970. Por fortuna para los ingleses el Salta estaba terminando su reparación programada y estaba todavía poniéndose a punto.
El ARA Santa Fé estaba en las Georgias del Sur en una misión de aprovisionamiento cuando fue detectado por un helicóptero de la fragata HMS Antrim. Pronto se lanzó el ataque sucesivo de varios helicópteros que le dispararon cargas de profundidad y misiles AS-11. Esto provocó daños en el casco del submarino que por ello regresó a Grytviken, donde fue hundido por la tripulación. Unos días después el ARA San Luis detectó en su sonar tres buques enemigos y se preparó para el ataque, pero como la computadora de control de tiro estaba averiada se hicieron manualmente los cálculos necesarios. Se lanzó un torpedo SST-4 que falló. Los ingleses detectaron la aproximación del torpedo y se lanzaron un ataque de más de 20 horas. El 8 de mayo el submarino creyó detectar un submarino inglés y lanzó un torpedo Mk-37 antisubmarino. El 11 de mayo la fragata HMS Alacrity se puso a tiro, pero uno de los torpedos no salió del tubo y el otro volvió a fallar. Las fragatas británicas no fueron conscientes del ataque. El cambio de temperatura y salinidad a diferentes profundidades ocasionó problemas a los sonares de la Royal Navy, lo cual se unió a la poca profundidad de las aguas que impedía operar a los submarinos nucleares ingleses. Una de las lecciones de la guerra fue como a pesar de contar con modernos medios antisubmarinos la Royal Navy se sintió amenazada por un solo submarino, al que no pudo impedir operar.
Aunque parezca irónico los submarinos argentinos y fuerzas antisubmarinas británicas cumplieron eficazmente su misión. Las fuerzas antisubmarinas de la Royal Navy cumplieron su misión ya que ningún barco fue hundido o averiado por submarinos argentinos. No hundieron submarino alguno pero no hizo falta eso para tener éxito en su misión. La fuerza submarina argentina cumplió su misión ya que la sola presencia del ARA San Luis requirió un enorme gasto de tiempo, esfuerzo y recursos ingleses que se podrían haber dedicado a otras cosas. No se hundió ningún barco británico, pero solo el hecho de influir en la manera de actuar del enemigo es un éxito.

### Corea

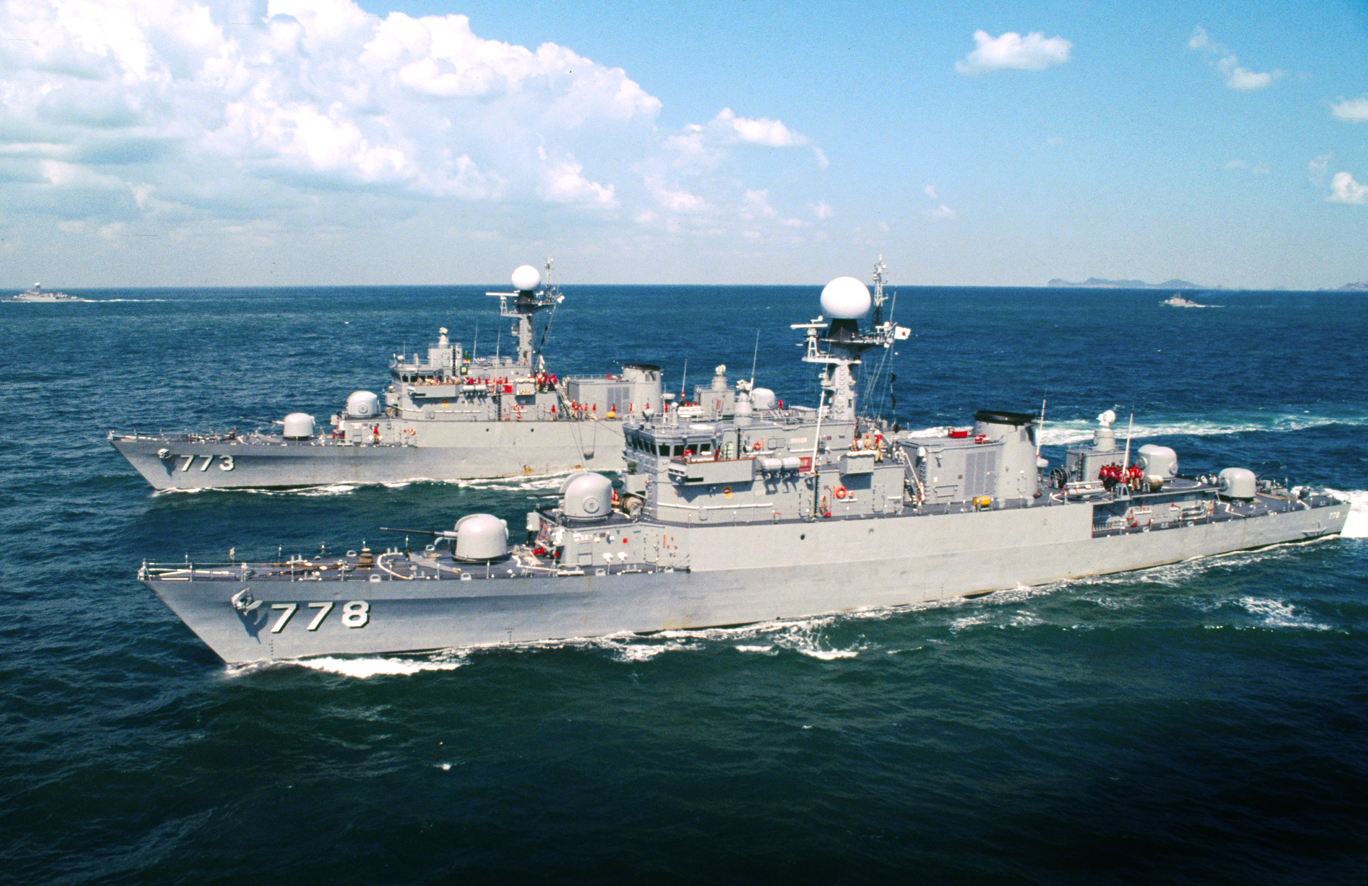
Corbetas clase Pohang. Una de ellas, ROKS Cheonan, fue hundida por un submarino norcoreano en 2010

Corea del Norte cuenta una gran flota submarina, unos 80 submarinos y 40 minisubmarinos de ataque. A ello deben unirse los minisubmarinos empleados para inserción de Fuerzas Especiales. Todos ellos pueden armarse con minas y torpedos y en caso de guerra intentarían dificultar al máximo la llegada de refuerzos a Corea del Sur, minando los puertos y hundiendo barcos.
En ocasiones Corea del Norte ha empleado sus submarinos. En 2010 se atribuyó el misterioso hundimiento de la corbeta surcoreana Cheonan a un torpedo norcoreano. Asimismo en septiembre de 1996 un minisubmarino encalló en la costa al intentar infiltrar tropas especiales para llevar a cabo espionaje en una base naval del Sur. Se cree que los minisubmarinos son empleados con cierta frecuencia para insertar espías en el Sur y para realizar inserciones de Fuerzas Especiales para entrenarlas. Prueba de esto sería el incidente sucedido en junio de 1998 cuando un minisubmarino fue descubierto en aguas surcoreanas y sus tripulantes se suicidaron al no poder escapar.
En el otro lado 13 submarinos están en servicio en la Armada de Corea del Sur. Entre ellos dos unidades de la clase Dolgorae, un minisubmarino cuya misión secundaria es entrenar en la detección de minisubmarinos de Corea del Norte. Está previsto comprar minisubmarinos KSS-500A, más silenciosos y que podrán operar con pelotones de fuerzas de operaciones especiales para misiones de vigilancia e inserción en Corea del Norte.

### Mar de China
El dominio del mar será un punto clave en la creciente rivalidad entre Estados Unidos y China en el Pacífico Occidental, y el componente submarino será muy importante. Los submarinos nucleares de ataque de las clases Los Angeles, Virginia y Seawolf suponen una importante ventaja para EE. UU. en su rivalidad con China en el Pacífico. La Fuerza Submarina de China está compuesta por submarinos SSBN clase Jin, 9 submarinos SSN de la clase Shang y clase Han y unos 60 submarinos convencionales SSK idóneos en aguas someras como las que rodean China y Taiwán. Actualmente los submarinos chinos, sobre todo los nucleares, son más fáciles de detectar, y por tanto de destruir. La flota de submarinos de la Marina del Ejército de Liberación del Pueblo cuenta con unos 60 submarinos diésel de las clases Ming (Tipo 035), Kilo, Song (Tipo 039) y Yuan (Tipo 039A/B/C). Constituyen una mezcla de diseños rusos y derivados chinos realizados sobre ellos. Además cuenta con cinco submarinos lanzamisiles balísticos intercontinentales de las clases Xia y Jin y nueve nucleares de ataque de las clases Han y Shang. La ventaja parece estar del lado chino cerca de sus costas, sus submarinos convencionales son muy efectivos en esas aguas someras y la posibilidad de negar el acceso a los aviones y buques antisubmarinos de otros países le permitirían combatir la amenaza submarina. Se cree que China cuenta con cadenas de hidrófonos para controlar esas aguas. Esta ventaja se diluye si nos alejamos de las costas chinas, donde el potencial antisubmarino y submarino de EE. UU. y sus aliados prevalecería.
China mejora constantemente sus capacidades de guerra antisubmarina para hacer frente a las capacidades de guerra submarina de EE. UU. y Japón. A esto debe unirse que todos los países de la region están equipándose con más y mejores submarinos. Por último, los nuevos portaaviones, cruceros y buques de ataque anfibio chinos hacen necesario invertir en medios que los protejan de los ataques submarinos. Por ello China ha encargado nuevas fragatas Tipo 054A/B equipadas con mejores sistemas ASW y características, incluida una plataforma de aterrizaje más larga para helicópteros antisubmarinos Z-20F y sistemas de propulsión más silenciosos.
La Armada china ha adquirido recientemente el GX-6, su primer avión de patrulla marítima de largo alcance y optimizado para la guerra antisubmarina. Frente a ellos los aviones P-8 Poseidón de la Marina de los Estados Unidos son capaces de llevar 120 sonoboyas y controlar 60 de ellas simultáneamente. China y EE. UU. apuestan también por desarrollar drones antisubmarinos. EE. UU. además apuesta por drones submarinos, también China, que le permitirían amenazar a los buques y submarinos chinos cerca de sus costas.
Entre los numerosos submarinos chinos destaca la Clase Song o Tipo 039, que son los más silenciosos y difíciles de detectar. En 2006 un clase Song emergió cerca del portaviones USS Kitty Hawk, hasta donde había llegado sin ser detectado, mientras navegaba en el Mar Oriental de China. Los submarinos diesel son muy efectivos operando cerca de sus bases, en áreas de mar confinadas y de poca profundidad como las del mar de China. Se compraron sonares en Francia durante la década de 1980 y principios de 1990, sobre cuyos diseños y los sistemas sonar comprados a Rusia se han fabricado sonares propios. China está desarrollando tecnologías de detección pasiva como redes de hidrófonos y pequeños equivalentes a los SURTASS de EE. UU.. China ha apostado por equiparse con numerosos submarinos convencionales: 12 clase Kilo de diseño ruso, no menos de 13 clase Song y al menos 15 clase Yuan diseñados localmente y equipados con sistemas AIP. Se han identificado al menos cuatro variantes del Tipo 039 (Tipo 039A, Tipo 039AG, Tipo 039B y Tipo 039C), que difieren ligeramente y se cree que las variantes más modernas son equivalentes a los diseños rusos y occidentales en cuanto a capacidad y rendimiento.
En cambio los diseños de submarinos nucleares chinos están basados en tecnología soviética de hace décadas, y aunque se han mejorado con el tiempo los actuales submarinos nucleares de ataque (SSN) están por detrás de sus equivalentes de la US Navy. Seguramente China cerrará la brecha dentro de poco, tanto en submarinos convencionales como en nucleares. Buena muestra de ello es la tecnología AIP con que China equipa a sus últimos submarinos.

Perfil submarino Clase Song.

Tras el final de la Guerra Fria la US Navy dio de baja muchos de sus equipos antisubmarinos (aviones S-3 Viking, Fragatas Perry, etc), lo que supuso también perdida de personal experimentado. Los planificadores de la US Navy diseñan ahora la mejor estrategia para enfrentarse a los submarinos de la Armada china en el Mar del Sur de China y el Mar de China Oriental. Los submarinos tienen un papel clave en la estrategia de negar el acceso a la zona y evitar que la US Navy intervenga en cualquier conflicto que involucre a las Islas Spratly, Paracel, Senkaku y Taiwán. Ante el reto chino la US Navy está encargando más submarinos Clase Virginia Bloque V y convocó el concurso para comprar al menos 20 nuevas fragatas. Las aeronaves antisubmarinas P-8 Poseidon son muy efectivas, pero tendrían dificultades en volar en un cielo previsiblemente lleno de cazas chinos y misiles SAM de largo alcance, por lo cual el submarino seria el principal arma antisubmarina de EE. UU.

Perfil submarino Clase Soryu.

Japón, Corea del Sur y Australia cuentan cada uno con una flota de submarinos convencionales que tienen capacidades de guerra antisubmarina y podrían obstaculizar las operaciones submarinas chinas más allá de la primera cadena de islas y fuera de la cobertura aérea basada en tierra. Los 20 submarinos diesel japoneses están considerados entre los más sofisticados del mundo. Corea del Sur dispone de una moderna y eficaz flota de 18 submarinos diésel basados en los Tipo 209 y Tipo 214 alemanes. Australia primero optó por 12 submarinos Clase Shortfin/Barracuda que se esperaba entrarab en servicio a partir de 2030. Pero luego Australia optó por SSN, ya que ofrecen la velocidad para desplazarse rápidamente desde Australia a Taiwán. Estos países también cuentan con numerosos buques de superficie y aviones antisubmarinos modernos. Kawasaki fabrica el avión de patrulla marítima P-1, que se cree a la altura del Boeing P-8, y que reemplazara a los P-3C Orion.

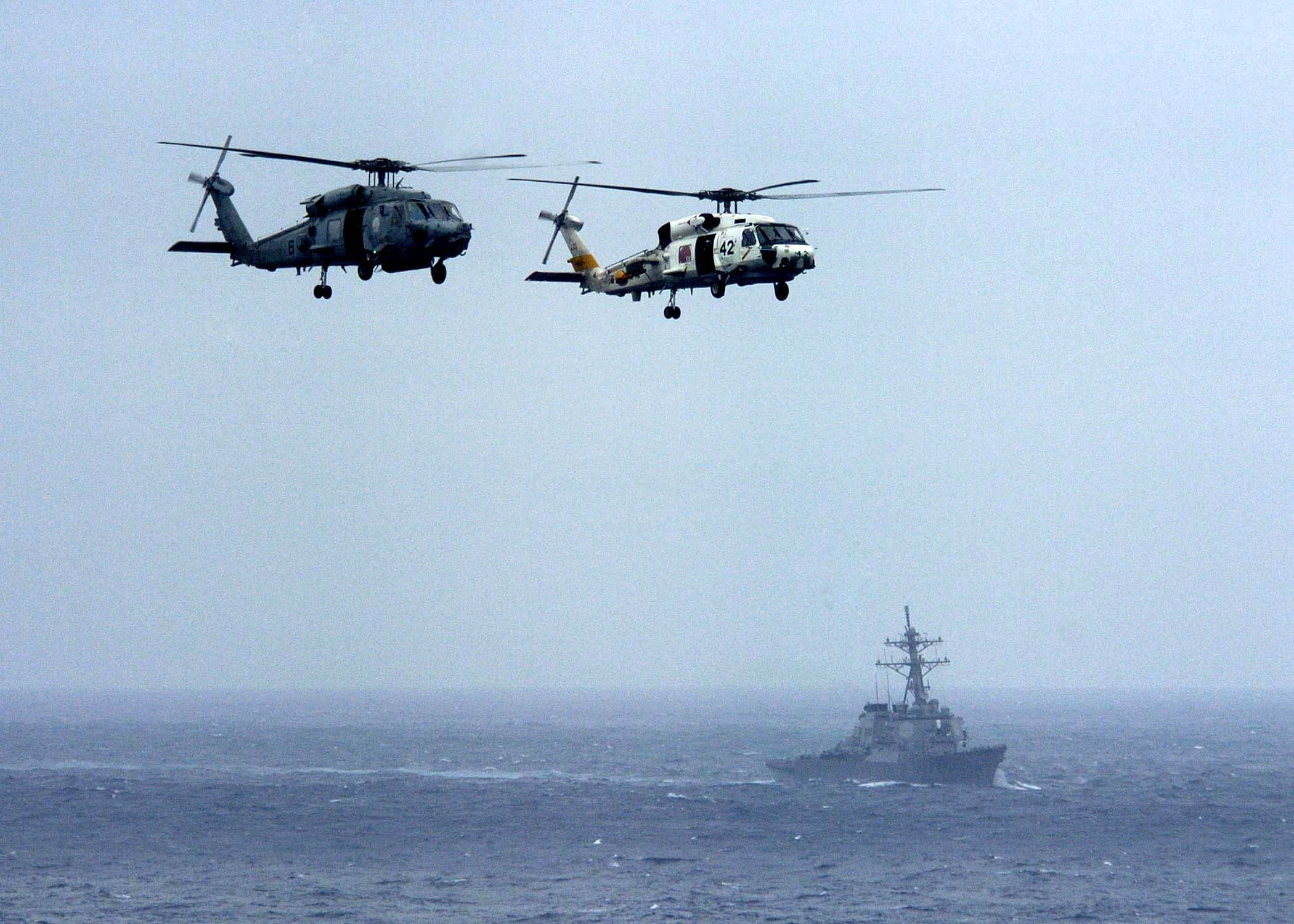
Maniobras conjuntas de la US Navy y JMSDF.

La capacidad ASW de los buques chinos no está tan clara, y se cree que la guerra antisubmarina es el punto débil de la Armada. En cuanto a calidad los equipos y armas de EE. UU. y Japón parecen estar más avanzados. China está trabajando en mejorar sus sonares de arrastre y torpedos, recurriendo a investigación propia, copia de equipos o espionaje. El ejemplo más reciente fue la entrega de equipamiento por parte de Thales al astillero chino que construía 4 fragatas para la marina paquistaní. Dadas la acreditada habilidad china para la copia es de suponer que estos equipos fueron más que bien estudiados. Se estima que es probable que los últimos sonares de casco montados en los barcos más recientes sean capaces de detectar objetivos a distancias de unos 100 km.. En cuanto a cantidad China es indiscutiblemente un rival a considerar. Por ejemplo de las más de 70 corbetas Clase Jiangdao (Tipo 056/056A) la mitad están dedicadas a misiones antisubmarinas. Aun así todavía se carece de buques modernos antisubmarinos que igualen en calidad a los diseños de fragatas Tipo 054 y destructores Tipo 052. Por ello se están haciendo esfuerzos a todos los niveles, como la entrada en servicio de las fragatas Tipo 054A Jiangkai II, que se creen cuentan con capacidades ASW mejoradas. Parece que la doctrina antisubmarina actual de China se basa en que la flota opere lo suficientemente cerca de la costa para hacer factible una estrecha coordinación entre buques ASW y aviones ASW terrestres. Para mejorar la capacidad antisubmarina se han incorporado los helicópteros Harbin Z-8 y Z-9C diseñados específicamente para misiones ASW. Se espera que próximamente el nuevo helicóptero ASW Z-20F sea desplegado en fragatas, destructores y portaaviones de la Armada del Ejército Popular de Liberación.

## Tácticas
Lo más importante en las tácticas antisubmarinas es la detección. Esta no es fácil y requiere de recursos, tiempo y esfuerzo. La búsqueda y la detección de un submarino es una operación de riesgo, dependiendo el grado del arma antisubmarina que se utiliza contra el submarino. La detección de un submarino se basa en las desviaciones magnéticas y en el sonido. Como defensa el submarino es cada vez más silencioso. En las tácticas antisubmarinas actuales el uso de sonar activos solo es aconsejable si el objetivo ya se conoce y se sigue, o en situación desesperada cuando hay una necesidad urgente de encontrar el objetivo cuya presencia se conoce pero cuya posición exacta es desconocida. Es difícil para el sonar activo distinguir ecos de rocas de los del propios del submarino. Además los submarinos modernos para minimizar los ecos están recubiertos de baldosas especiales que absorben el sonido emitido y minimizan aún más el perfil detectado por sonar activo.
Durante la Guerra Fría, la guerra submarina y antisubmarina tuvo un peso importante. Actualmente muchos países de la zona de Asia-Pacífico han entablado una carrera armamentistica, sobresaliendo la adquisición y desarrollo de tecnología orientada a contar con submarinos, cuya presencia en enclaves estratégicos les permita defender sus intereses mediante la disuasión y la negación del control del mar a otros países con aspiraciones en sus zonas de influencia. Por tanto las tácticas antisubmarinas están de actualidad y siguen evolucionando ya que en la actualidad podemos encontrar al menos 400 submarinos repartidos entre las marinas de todo el mundo.

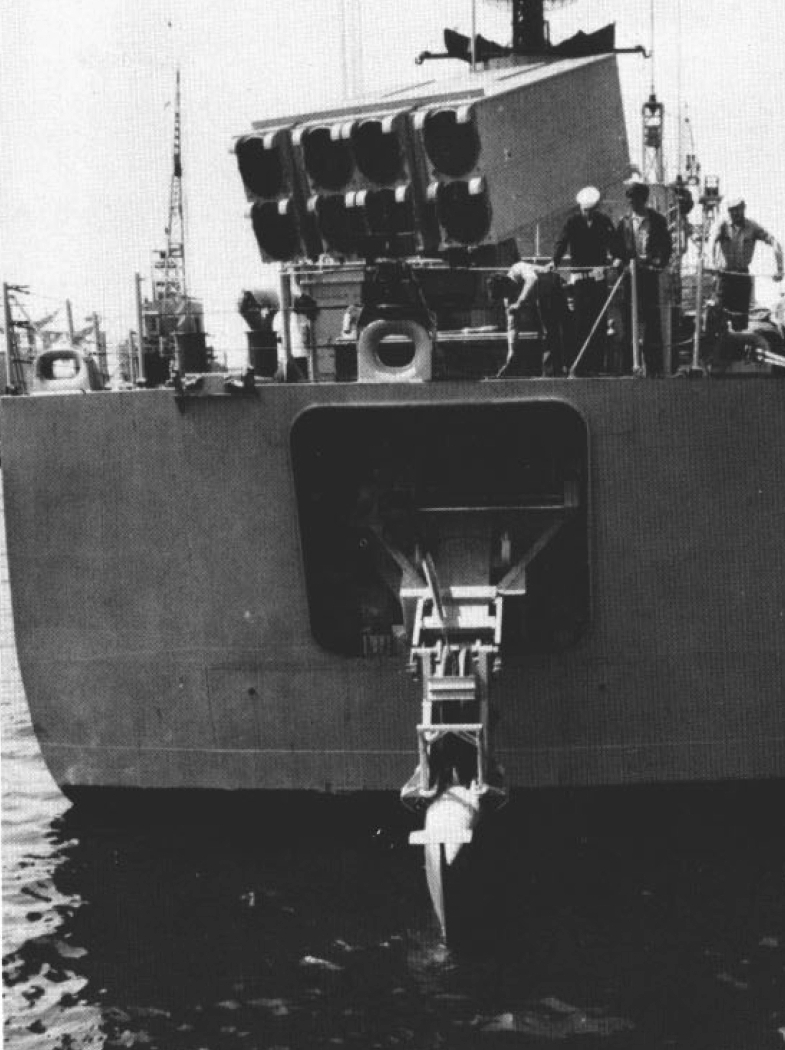
Equipo AN/SQS-35(V) de sonar de profundidad variable instalado en el escolta USS Francis Hammond (DE-1067), año 1973.

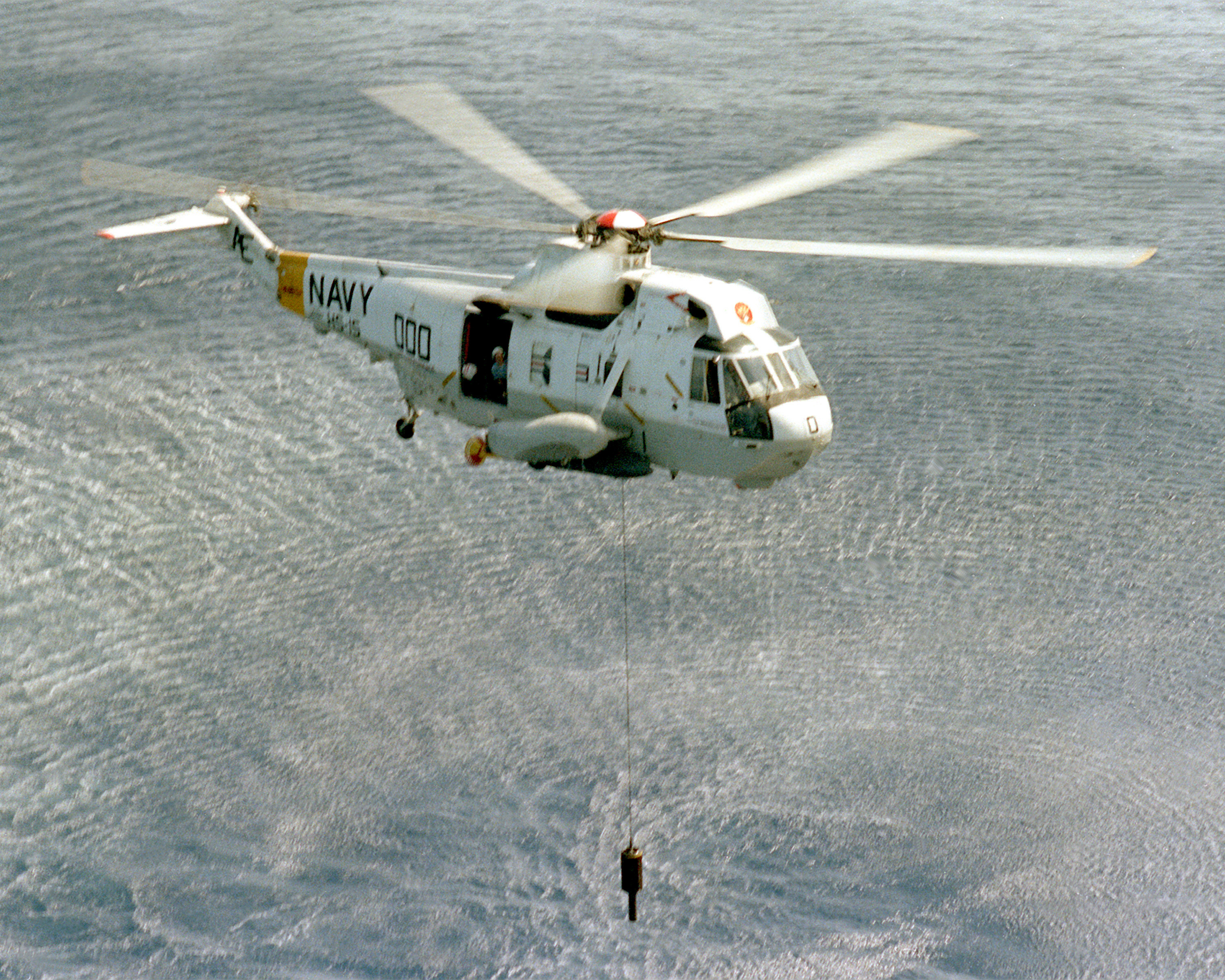
Empleo de sonar calable por un helicóptero ASW.

Desde el fin de la Guerra Fría se ha automatizado el seguimiento de submarinos. Ya desde hace décadas se utilizan boyas sumergibles dotadas con sonar que son lanzadas desde el aire. Varios países ya han desarrollado pequeños submarinos no tripulados que se utilizan para detectar submarinos, rastrear la presencia de minas o dotar de seguridad a puertos estratégicos. La siguiente fase es conseguir drones cazasubmarinos capaces de moverse por el agua y por el aire. Para occidente introducir sistemas autónomos es un modo de crear masa en su capacidad de guerra antisubmarina (ASW). Los medios antisubmarinos tripulados cada vez estarán más acompañados por sistemas autónomos de superficie o submarinos. EE. UU. ha creado crear el Undersea Warfare Development Command, cuyo objetivo es conseguir estar a la cabeza de la guerra antisubmarina combinando las capacidades de los submarinos y de los UAV (Unmanned Autonomus Vehicles). La Marina de EE. UU. creó drones submarinos Orca para experimentar futuras misiones y conceptos de operaciones para vehículos submarinos autónomos de gran tamaño que podrían incluir la recopilación de datos de inteligencia, colocación de minas y desminado, ataques a otros barcos o submarinos, etc.. Actualmente se trabaja en adaptarlos a misiones de combate. Los XLUUV son drones submarinos de gran tamaño diseñados para largas travesías por las profundidades oceánicas y que para detectar submarinos pueden tanto optar por el clásico largado de sonar remolcado o por emplear otro UUV de menor porte; una evolución relativamente interesante, aunque más compleja, basada en complementar con drones de combate o reconocimiento a los propios XLUUV. Además los XLUUV podrían operar autónomamente gracias a la Inteligencia Artificial. Esto reducirá la frecuencia en la que necesita actualizar órdenes y recibir o transmitir datos relativos a la misión, reduciendo la vulnerabilidad por contacto con la superficie. Se prevé emplearlos a lo largo de la ruta de submarinos o buques capitales .
La Agencia de Investigación de la Defensa de EE. UU. ha desarrollado el Sea Hunter, un prototipo de buque de seguimiento submarino no tripulado, que tiene la capacidad de patrullar los mares de forma autónoma durante meses y meses a una fracción de los costes actuales (Entre 15.000 y 20.000 dólares por día, en comparación con 700.000 dólares por día para un destructor). El Sea Hunter puede manejar equipos de comunicaciones y sensores de inteligencia, vigilancia y reconocimiento, interactuando con buques de superficie y aviones P-8. La capacidad de los submarinos y drones mejorará con las nuevas armas, sensores y sistemas de comunicaciones que se están desarrollando. Un ejemplo es el Common Very ligthweight torpedo (CVlWt), un tercio menor que los torpedos más pequeños utilizados actualmente y pensado para armar drones. Varios países de la OTAN trabajan en el desarrollo del concepto que se conoce como ASW barrier que contempla combinar una serie de soluciones antisubmarinas de gran autonomía con las que hacer frente a las amenazas actuales y futuras. La capacidad de tecnologías disruptivas se sustentará con la llegada de la nube de combate naval, permitirá llevar toda la capacidad de gestión de las operaciones navales allá donde se actúe, incluso cuando se haya denegado el uso de las comunicaciones por satélite.
La guerra antisubmarina en occidente trata de combinar el máximo número de sensores posibles para detectar al submarino. Además se emplean equipos de guerra electrónica para detectar las emisiones radar y radio del submarino enemigo. Los submarinos buscan siempre la cota de profundidad más óptima para no ser detectados, esto es debido a que la propagación y alcance del sonar se ven notablemente afectados por los cambios de la temperatura del agua a diferentes profundidades. Esta cota que varía en función de la temperatura del agua, la salinidad y el tiempo. Todo esto hace difícil encontrar un submarino por lo que hacen falta muchos aviones de patrulla marítima y buques ASW operando de modo coordinado para maximizar el rendimiento de sus equipos de detección. El submarino siempre buscará evadirse, sumergiéndose a mayor cota. Para cazar submarinos las tácticas emplean tres tipos de armas:
a) AEREAS: Helicópteros y aviones ASW. Su ventaja es que son invulnerables a las armas del submarino y su velocidad, que les permite cambiar de posición mucho más rápido que el submarino. Son el arma ASW favorita porque pueden cubrir grandes áreas y pueden realizar también otras misiones. Dependen de las sonoboyas, pero los helicópteros ASW cuentan además con sonar calable, que permiten a la tripulación escuchar los sonidos bajo el agua durante largos períodos de tiempo.
b) BUQUES: Fragatas y destructores ASW. Su ventaja es que pueden contar con helicópteros ASW y operar conjuntamente con aviones ASW. Frente a plataformas aéreas pueden llevar mucho más armamento y mejores dispositivos de detección (sonar de casco, sonares de matriz de arrastre activos y pasivos, sonares de profundidad variable). Los buques ASW cuentan con torpedos ASW ligeros y pesados, torpedos transportados por cohetes, morteros antisubmarinos, cargas de profundidad, minas y helicópteros ASW.
c) SUBMARINOS: Submarinos diésel, submarinos nucleares y pequeños submarinos que operan en áreas cercas de la costa. Los submarinos más modernos son diseñados especialmente para detectar y hundir submarinos enemigos. Cuentan con buenos equipos de detección: sonar pasivo y activo, sonar pasivo montado en el flanco y sonar de arrastre. Actualmente empiezan a entrar diseños con cascos facetados para reducir su firma al sonar activo, lo que unido a las losetas que insonorizar y absorben el sonar activo debería aumentar su discreción.
Normalmente la táctica preferida en buques de superficie es que al menos un buque ASW haga siempre de piquete sonar. Se desplaza rápidamente por delante de la formación naval de un punto de escucha a otro, deteniéndose para emplear sus equipos de detección a la búsqueda de submarinos. Esto permite detectar submarinos que puedan suponer una amenaza. Además se emplean cada vez más sonares activos de frecuencias más bajas de las que empleaban los sonares más potentes utilizados durante la Guerra Fría. Este desarrollo del sonar activo es consecuencia del aumento del ruido ambiente en el mar y la poca emisión acústica de los nuevos submarinos, que hicieron una necesidad evolucionar al sonar activo hacia los nuevos sonares de frecuencias tan bajas, se ha conseguido mayor alcance, pero las falsas alarmas aumentan debido a la multitud de ecos en las zonas litorales. Como los submarinos son cada vez más silenciosos el sonar activo de baja frecuencia será cada vez más importante en la detección. El problema se ha solucionado también gracias a la mejora en ordenadores empleados en interpretar las señales. El futuro parece estar en los sistemas de detección no acústica y combinar sonar activo y pasivo. La inteligencia artificial se espera proporcione mejoras en la guerra antisubmarina, ayudando a procesar la información de los diferentes sensores, e incluso guiar armas antisubmarinas con mayor precisión.

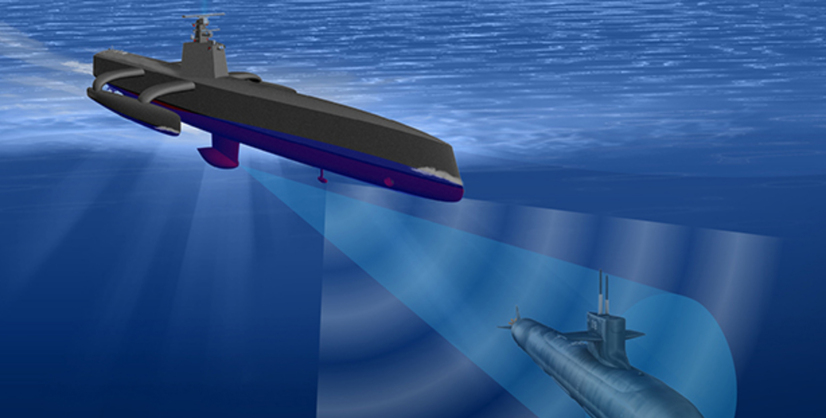
Dibujo mostrando la capacidad de seguimiento ASW de los drones marinos.

La táctica cambia si se trata de cazar un SSK o de un SSN. En el caso de submarinos diesel las tácticas suelen consistir en avistar y agotar al submarino. En este caso una vez detectado si los medios ASW cuentan con tiempo y coordinación la ventaja está de su parte.
Un SSK es efectivo para patrullar y controlar una zona, pero su corta velocidad a baterías hace que no sea apto para cazar submarinos nucleares en mar abierto. Para cazar un SSN en mar abierto los aparatos sonar tipo TACTAS encuentran las condiciones adecuadas para detectarlos a gran distancia, y en ese momento, comenzar su seguimiento, manteniendo aeronaves ASW sobre el contacto.
Los buques ASW modernos cuentan con equipos de sonar de profundidad variable (VDS), cuya ventaja es que puede cambiar su profundidad y por lo tanto llegar debajo de la capa térmica y por tanto permite la detección de submarinos que se esconden debajo. Sin embargo cuando emplea VDS un buque ASW debe ir a baja velocidad. Los VDS se instalan en la popa del buque y requieren una excelente formación y entrenamiento para hacerlo funcionar bien. Los equipos de sonares de matrices de arrastre (TACTAS) son remolcados detrás del buque o submarino, consisten en un cable de cientos de metro de largo, con hidrófonos y otros sensores al final. La ventaja del cable debe es que aleja los sensores de las interferencias del ruido de motores, la vibración y cavitación causada por las hélices. Los buques ASW con sonar de matriz de arrastre suelen operar en carreras cortas. Navegan rápidamente a la siguiente posición, paran y toman un nuevo rumbo. Esto permite una estimación a de la posición futura de submarinos que sean detectados. La escucha se combina con la búsqueda de helicópteros ASW y otros barcos, triangulando y estableciendo la posición del objetivo de manera precisa.

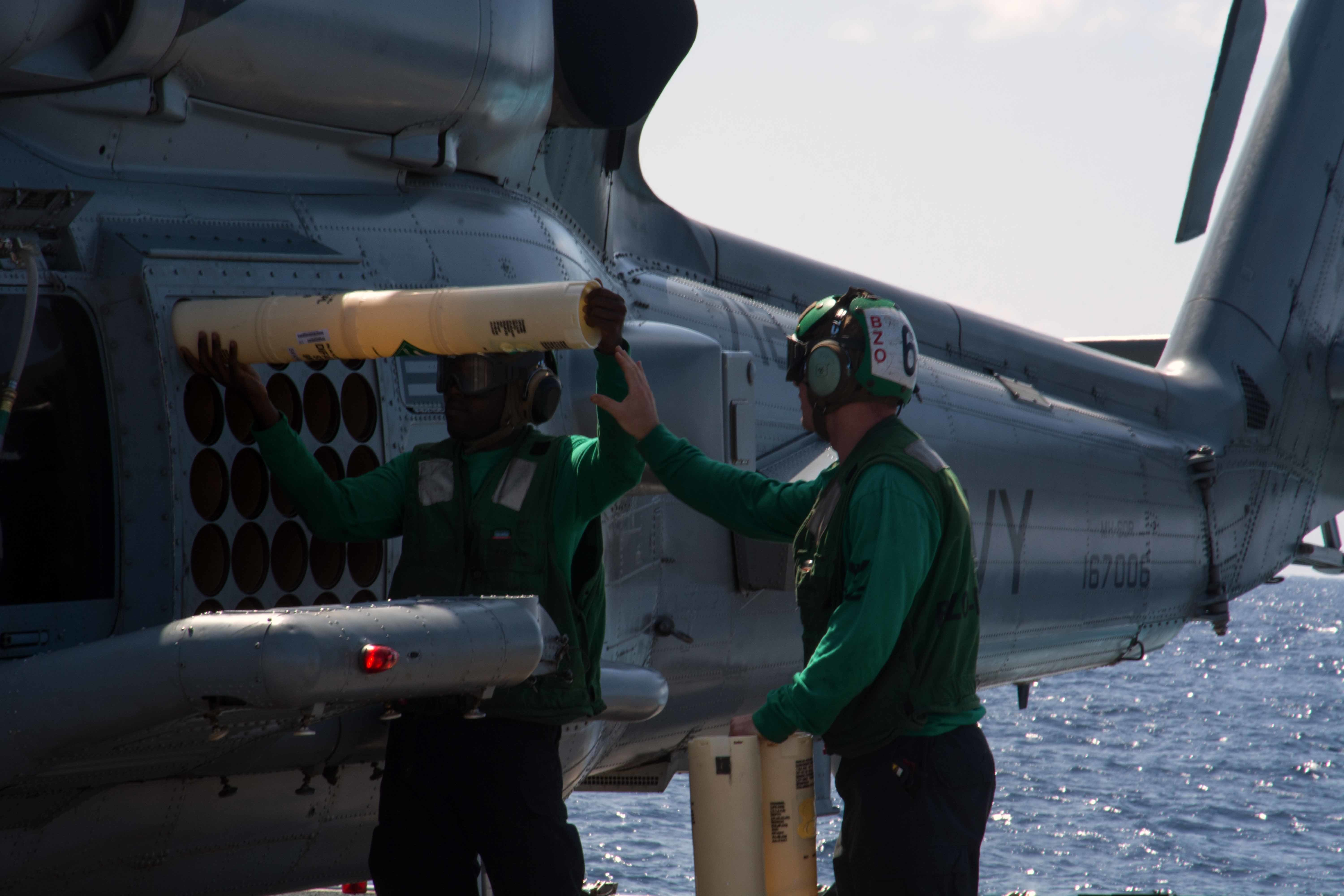
Manejando las sonoboyas con las que está armado un helicóptero ASW MH-60R Sea Hawk embarcado en el destructor USS Mason (DDG 87).

Los helicópteros y aviones ASW cuentan para detectar submarinos con sniffers, radar y MAD. El MAD tiene el inconveniente de que si los submarinos navegan a gran profundidad no los detecta. El Sniffer detecta las emisiones de gases de los motores de submarinos SSK, pero no detecta a los submarinos nucleares ni a las unidades SSK operando con equipos AIP. El radar solo detectaría al submarino que este en la superficie. Por lo tanto el arma principal son los sonoboyas, que pueden ser activas o pasivas. Los helicópteros antisubmarinos utilizan sonoboyas para la detección lejana y sonares calables para detección cercana. Los aviones ASW son mucho más rápidos que los submarinos o helicópteros, y por tanto pueden cubrir grandes zonas. Frente a los helicópteros el avión ASW puede transportar más armas (torpedos guiados, minas y cargas de profundidad) y más sonoboyas. Normalmente el avión siembra un campo de 6 a 10 sonoboyas, que forman una especie de red. El análisis de las señales que detectan las sonoboyas proporciona la indicación de la posición, rumbo y de velocidad del submarino.
La doctrina de la OTAN respecto a la búsqueda de submarinos en mar abierto establece zonas de responsabilidad para proteger convoyes y grupos de combate. En la más lejana operan los aviones ASW (P-3C, P-8 o similar), en la intermedia los buques ASW equipados con sonar de arrastre y helicópteros ASW más modernos y en la más próxima a los buques a proteger, los helicópteros ASW menos modernos y buques con peores equipos sonar. Sin embargo los submarinos son cada vez más silenciosos, difíciles de detectar y están mejor armados. Esto traerá grandes problemas en el futuro, volviendo obsoletos medios y tácticas de lucha antisubmarina actuales. El futuro de la guerra antisubmarina pasa por nuevos avances tecnológicos, por ello se investiga en sistemas de procesamiento multiestáticos y en radares de detección automatizada de los periscopios. Los sistemas de procesamiento multiestático ASW son capaces de procesar señales de sonoboyas digitales, con sonar activo y pasivo simultáneamente, para mejorar la tasa de detección de submarinos y además permiten intercambiar información entre plataformas ASW.